# Poznań
Poznań (niem. Posen, łac. Posnania) – miasto na prawach powiatu w zachodniej Polsce, położone na Pojezierzu Wielkopolskim, nad rzeką Wartą, u ujścia Cybiny. Historyczna stolica Wielkopolski, od 1999 r. siedziba władz województwa wielkopolskiego i powiatu poznańskiego.
Piąte pod względem liczby ludności miasto w Polsce (536 151 mieszkańców w dniu 31 grudnia 2024 r.) i dziewiąte pod względem powierzchni (261,91 km²). Poznań wraz z powiatem poznańskim i gminami Oborniki, Skoki, Szamotuły i Śrem tworzy aglomerację poznańską, zamieszkałą przez ponad 1 mln osób. W 2018 think tank Globalization and World Cities (GaWC), badający wzajemne stosunki pomiędzy miastami świata w kontekście globalizacji, uznał Poznań za metropolię globalną (Gamma-). Poznań często plasuje się w czołówce miast o bardzo wysokiej jakości edukacji i bardzo wysokim standardzie życia. Zajmuje również wysokie miejsce pod względem bezpieczeństwa i jakości opieki zdrowotnej. Miasto Poznań wielokrotnie zdobyło także nagrodę „Superbrands” za markę miasta bardzo wysokiej jakości.
Miasto jest istotnym węzłem drogowym i kolejowym, funkcjonuje tu również międzynarodowy port lotniczy Poznań-Ławica. Poznań jest ośrodkiem przemysłu, handlu, logistyki i turystyki. Funkcjonują tu Międzynarodowe Targi Poznańskie – największe i najstarsze centrum wystawiennicze w Polsce. Poznań to ośrodek akademicki, naukowy i kulturalny. W 25 szkołach wyższych studiuje ponad 110 tys. osób. Działają tu m.in.: opera, filharmonia, balet, teatry, kina, muzea, galerie sztuki, orkiestry i zespoły folklorystyczne. W Poznaniu co pięć lat odbywa się Międzynarodowy Konkurs Skrzypcowy im. Henryka Wieniawskiego – najstarszy konkurs skrzypcowy na świecie. Poznań jest także siedzibą m.in.: Chóru Stuligrosza, Instytutu Zachodniego oraz najwyższego taktycznego dowództwa US Army w Europie. W podpoznańskim obserwatorium astrogeodynamicznym, jako jedynym w Polsce, współtworzy się europejski system lokalizacyjny Galileo.
Poznań był jednym z ośrodków stołecznych i religijnych państwa Piastów w X i XI wieku, w przeszłości pełnił funkcję siedziby władców Polski, był też jedną z najbardziej rozwiniętych twierdz w ówczesnej Polsce. Stolica Wielkopolski była jednym z miast królewskich Korony Królestwa Polskiego oraz stolicą Polski w latach 1290–1296. Poznań jest jednym z najstarszych lokowanych miast w Polsce – nadanie praw miejskich w 1253 r. Miasto posiadało prawo do czynnego uczestnictwa w akcie wyboru króla. W poznańskiej katedrze znajduje się symboliczny grobowiec pierwszych władców Polski – Mieszka I oraz Bolesława I Chrobrego. Na wyspie Ostrów Tumski mieści się siedziba kurii archidiecezji poznańskiej – najstarszej w Polsce, mieściła się tu także druga najstarsza uczelnia wyższa w Polsce. Gród Ostrów Książęcy, dziś Ostrów Tumski, razem z dwoma podgrodziami: Ostrowem za Cybiną (dzisiejsza Śródka) i Św. Michałem (później Św. Jan) tworzyły najstarszą część dzisiejeszego Poznania. Miejsce obrad sejmików elekcyjnych województwa poznańskiego od XVI wieku do pierwszej połowy XVIII wieku. Pod Poznaniem miały miejsce popisy szlachty województwa poznańskiego I Rzeczypospolitej. W 2008 r. zespół najstarszych dzielnic miasta uznano za pomnik historii.
Z Poznaniem związanych jest 5 powstań wielkopolskich: z 1794 r., z 1806 r., z 1846 r., z 1848 r. oraz z lat 1918–1919. Dwa z nich (z 1806 r. i z lat 1918–1919) zakończyły się pełnym zwycięstwem Polaków i są zaliczane obok powstania sejneńskiego z 1919 r. oraz dwóch powstań śląskich z 1920 r. i z 1921 r. do pięciu zwycięskich powstań narodowych w historii Polski. Zwycięstwo z 1806 r. miało bezpośredni wpływ na powstanie Księstwa Warszawskiego, natomiast o okresie pomiędzy zwycięskimi powstaniami wielkopolskimi opowiada serial: Najdłuższa wojna nowoczesnej Europy. Na mocy podpisanego w tym samym roku w Poznaniu pokoju Saksonia stała się królestwem.
14 Wielkopolska Dywizja Piechoty z Poznania za walkę w wojnie polsko-bolszewickiej otrzymała order Virtuti Militari. Dzięki pracom poznańskich kryptologów rozpracowano szyfr niemieckiej maszyny szyfrującej Enigma. W Poznaniu miało też miejsce pierwsze i jedyne powstanie okresu PRL (Poznański Czerwiec 1956), który był główną przyczyną powstania węgierskiego 1956.
Poznań jest jedynym miastem wymienionym w słowach polskiego hymnu. Patronami miasta Poznania są apostołowie Piotr i Paweł, święci Kościoła katolickiego. Święto miasta, jako dzień jego patronów, obchodzone jest 29 czerwca.

## Geografia

### Położenie
Poznań znajduje się w zachodniej Polsce, w środkowej części województwa wielkopolskiego. Miasto położone jest na obszarze trzech mezoregionów fizjograficznych: zachodnia część na Pojezierzu Poznańskim, wschodnia na Równinie Wrzesińskiej, a najstarsza część miasta znajduje się na dnie zorientowanego wzdłuż osi północ-południe Poznańskiego Przełomu Warty. Te trzy obszary są częściami makroregionu Pojezierze Wielkopolskie.
Poznań położony jest w dolinie rzeki Warty, a także w dolinach mniejszych cieków: Bogdanki, Cybiny i Głównej.
Według danych z 2023 r. powierzchnia miasta wynosi 261,91 km². Rozciągłość granic administracyjnych Poznania na osi północ-południe wynosi ok. 22 km, a na osi wschód-zachód ok. 21 km.
Poznań stanowi centralną część aglomeracji poznańskiej. Miasto graniczy z 11 gminami powiatu poznańskiego, w tym z dwoma miastami – Luboniem i Swarzędzem.

### Ukształtowanie terenu i geologia
Ponad 56% obszaru Poznania znajduje się na terenach wysoczyznowych, położonych powyżej 80 m n.p.m. – około 36% powierzchni na wyższych terasach rzecznych oraz w obrębie rynien glacjalnych, a ok. 8% na terasie zalewowej doliny Warty. Najwyżej położonym punktem na terenie miasta jest Góra Moraska (154 m n.p.m.), która znajduje się w jego północnej części. Najniżej położonym obszarem jest dolina Warty (50 m n.p.m.). Teren Poznania i jego okolic charakteryzuje się rzeźbą pochodzenia letniczego, skamieniałego.
Większość powierzchni miasta pokryta jest warstwami utworów glacjalnych moreny ablacyjnej i dennej stadiału poznańskiego zlodowacenia bałtyckiego. W większości są to gliny piaszczyste lub piaski lodowcowe, dlatego w rejonie Poznania przeważają gleby piaszczyste i gliniasto-piaszczyste. Tylko na dolnych terasach doliny Warty na powierzchni występują trzeciorzędowe iły facji poznańskiej (tzw. iły poznańskie).

### Stosunki wodne

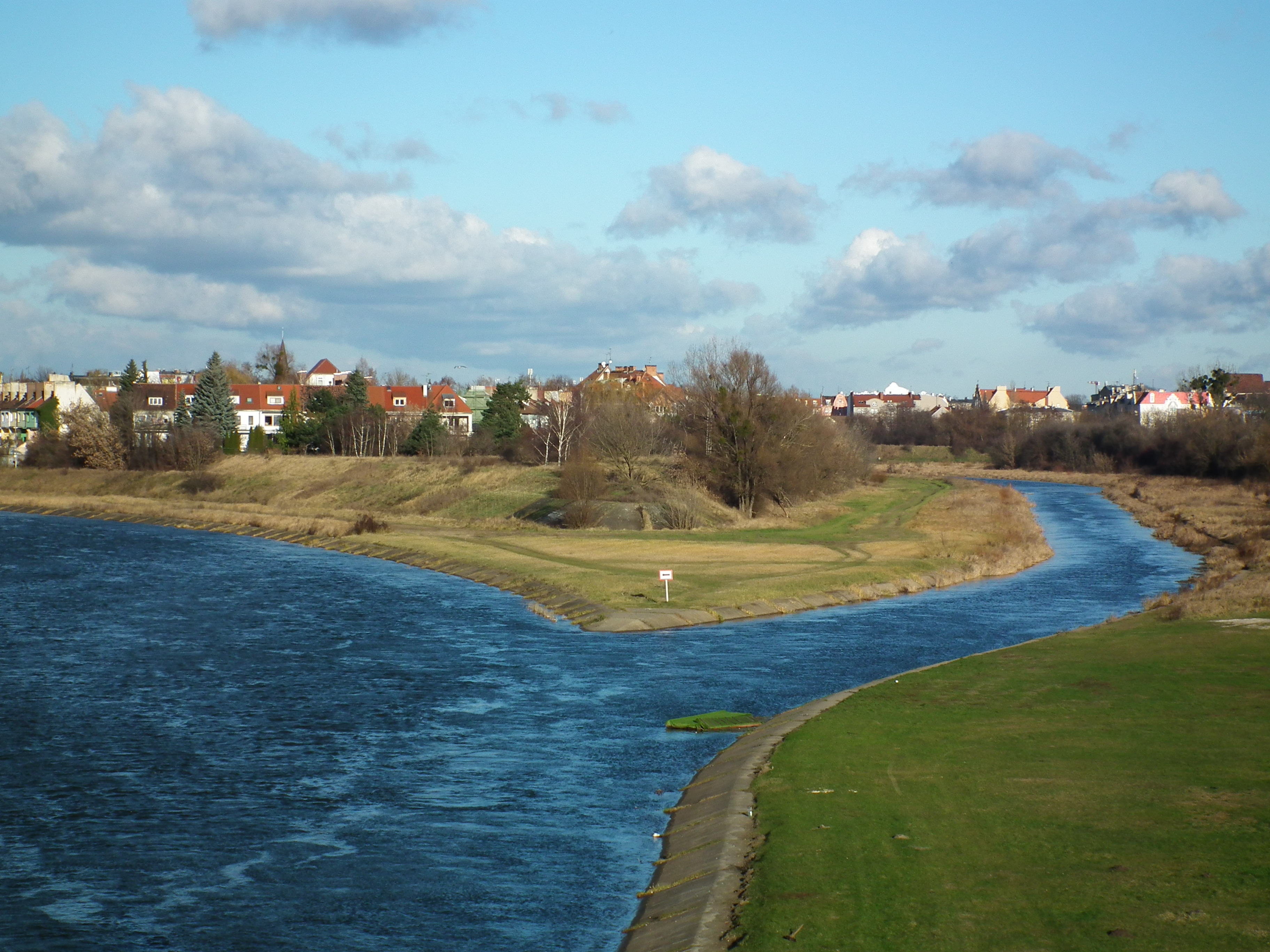
Ostrów Tumski – rozwidlenie Warty i Kanału Ulgi; wcześniej w tym miejscu znajdowała się Reduta Katedralna

Poznań położony jest w zlewni Warty i jej dopływów: Bogdanki, Cybiny, Głównej, Głuszynki-Kopli, Strumienia Junikowskiego i Różanego Potoku.
Miasto posiada kilka większych jezior oraz kilkadziesiąt mniejszych zbiorników wodnych, zarówno pochodzenia naturalnego, jak i utworzonych sztucznie na terenach rekreacyjnych. Naturalne jeziora polodowcowe to Jezioro Kierskie i Strzeszyńskie, natomiast największymi zbiornikami sztucznymi są:
| - Rusałka w dolinie Bogdanki; - Jezioro Maltańskie na rzece Cybinie; - Staw Olszak; - Staw Browarny; - Staw Młyński (Antoninek) - Staw Antoninek; - staw Kajka w zlewni rzeki Głównej - Staw Baczkowski; - Staw Rozlany; - Stara Baba; - Staw Kachlarski; - oraz Głęboki Dół w dolinie Strumienia Junikowskiego. |

Kilka mniejszych zbiorników istnieje także w zlewniach potoku Czapnicy i Różanego Potoku, a także na Dębinie. Duża liczba stawów znajduje się też na obszarach parkowych (np. w Parku Sołackim czy w Nowym Zoo).
Na obszarze Poznania silnie zmieniono sieć hydrograficzną. Nie tylko zredukowano liczbę odnóg Warty, ale również zasypywano małe cieki, a niektóre, jak dolny bieg Bogdanki, Segankę czy Wierzbak wprowadzono do kanalizacji miejskiej. Mimo to dna dolin tych dopływów nadal stanowią kliny zieleni.
Na terenie Poznania znajdują się bogate zasoby wód podziemnych w warstwach trzecio- i czwartorzędowych. Należy do nich Wielkopolska Dolina Kopalna, stanowiąca strategiczny rezerwuar wody pitnej. Stwierdzono również występowanie termalnych wód artezyjskich o temperaturze 45–51 °C, znajdujących się na głębokościach 1100–1300 m, oraz wód termalnych bogatych w substancje mineralne o temperaturze 150 °C na głębokości 4000 m.

### Klimat
W Poznaniu przeważają wpływy mas powietrza polarnomorskiego, napływającego znad Oceanu Atlantyckiego. Znacznie mniejsze znaczenie mają masy powietrza polarno-kontynentalnego oraz zwrotnikowego. W rejonie Poznania najczęściej występują wiatry zachodnie o prędkościach od 2 do 10 m/s. Rejon Poznania należy do obszarów o najmniejszych opadach w Polsce. Na podstawie danych z lat 1971–2000 obliczono, że średnioroczna wysokość opadu atmosferycznego wynosi 634 mm, przy największym średnim miesięcznym opadzie w lipcu (76 mm). Najniższa średnia miesięczna temperatura powietrza w Poznaniu wynosi −1,0 °C dla stycznia. Najwyższa średnia miesięczna temperatura powietrza wynosi 18,2 °C dla lipca.

### Tereny zielone
System przyrodniczy miasta opiera się na pierścieniowo-radialnym układzie terenów zieleni w formie klinów, odchodzących od centrum w kierunku peryferii. Wyróżnia się pięć klinów zieleni:
1. wschodni w Dolinie Cybiny, rozpoczynający się kompleksem rekreacyjnym nad Jeziorem Maltańskim;
2. zachodni w Dolinie Bogdanki, rozpoczynający się Parkiem Sołackim i Wodziczki;
3. północny w Dolinie Warty, rozpoczynający się w okolicach Szeląga;
4. południowy w Dolinie Warty, rozpoczynający się terenami sportowo-rekreacyjnymi na południe od ul. Królowej Jadwigi;
5. południowo-zachodni, w skład którego wchodzi kompleks leśny na rubieżach miasta wraz z Laskiem Marcelińskim, ogródkami działkowymi i zielenią na Cmentarzu Junikowskim oraz zieleń zlokalizowana wzdłuż cieków Strumień Junikowski i Górczynka, a także nad tzw. Szachtami.

System klinów uzupełniany jest przez pierścieniowy układ terenów zieleni, na który składają się zespoły parków w pasie tak zwanych plant (Ring Stübbena) oraz zieleń znajdująca się na terenie pierścienia fortów. Zwornikiem systemu klinowego miasta jest Park Cytadela, w pobliżu którego zaczynają się aż trzy z nich (wschodni, zachodni i północy).
Łąki i pastwiska zajmują obszar 645 ha, a parki i zieleńce mają powierzchnię 552 hektarów. Tereny zieleni zajmują łącznie ponad 70 km², co stanowi 27% powierzchni miasta.

#### Lasy
W 2013 w Poznaniu znajdowało się 4121 ha obszarów leśnych (15,8% powierzchni miasta), z czego 2467 ha stanowiły lasy komunalne. Zasoby leśne współtworzą m.in. 23 uroczyska, 4 punkty widokowe oraz 84 km dróg i ścieżek rekreacyjnych.

### Ochrona przyrody

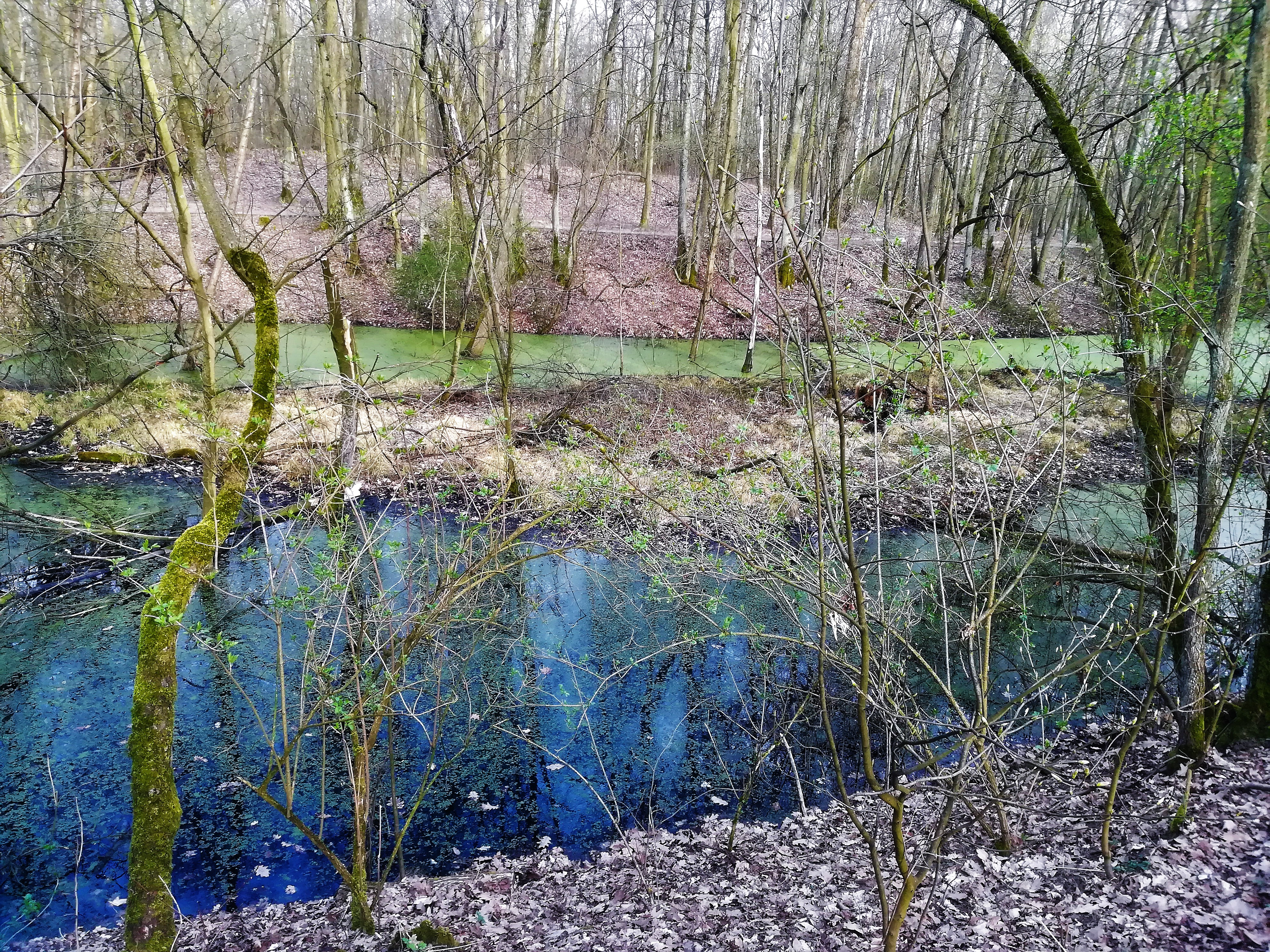
Żurawiniec

W celu ochrony najcenniejszych miejsc przyrodniczych ustanowiono na terenie miasta dwa rezerwaty przyrody: Meteoryt Morasko i Żurawiniec, trzy zespoły przyrodniczo-krajobrazowe: „Morasko”, „Michałówka” i „Głuszyna”, oraz obszar chronionego krajobrazu Dolina Cybiny. Dodatkowo samorząd utworzył użytki ekologiczne: Fort V, Wilczy Młyn, Główna, Olszak I, Traszki Ratajskie, Użytek ekologiczny „Bogdanka I” i „Bogdanka II” oraz Strzeszyn. Ze względu na występowanie siedlisk nietoperzy ochroną w ramach Sieci Natura 2000 objęto zabytkowe fortyfikacje Twierdzy Poznań. W granicach administracyjnych miasta znajdują się również fragmenty większych obszarów objętych Siecią Natura 2000 – Biedrusko oraz Dolina Samicy.
Na terenie Poznania znajduje się 55 pomników przyrody: 36 pojedynczych drzew, 7 grup drzew, aż 9 alej i 3 głazy narzutowe.
W okolicach Poznania znajdują się ponadto: Wielkopolski Park Narodowy i trzy parki krajobrazowe: Puszcza Zielonka, Promno oraz Rogaliński Park Krajobrazowy.

## Symbole miasta
Do symboli Poznania należą:
- herb Poznania
- flaga Poznania
- hejnał Poznania
- sztandar Miasta Poznania – poświęcony 29 czerwca 2000 roku[55][56]
- pieczęć Poznania.
- łańcuch prezydenta Poznania

Wygląd symboli sankcjonuje Statut Miasta Poznania wraz z załącznikami.

## Historia

### Nazwa miasta

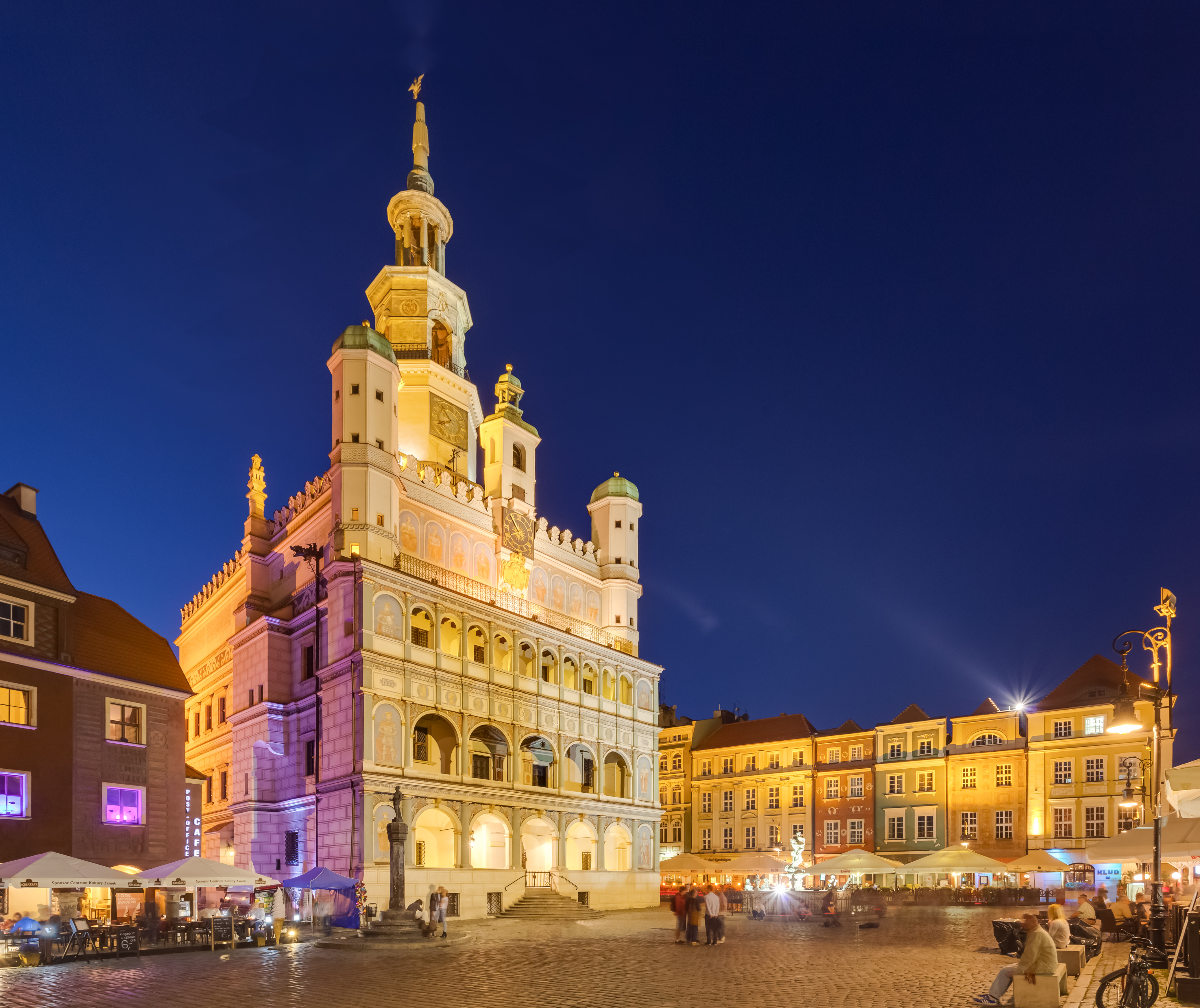
Ratusz w Poznaniu

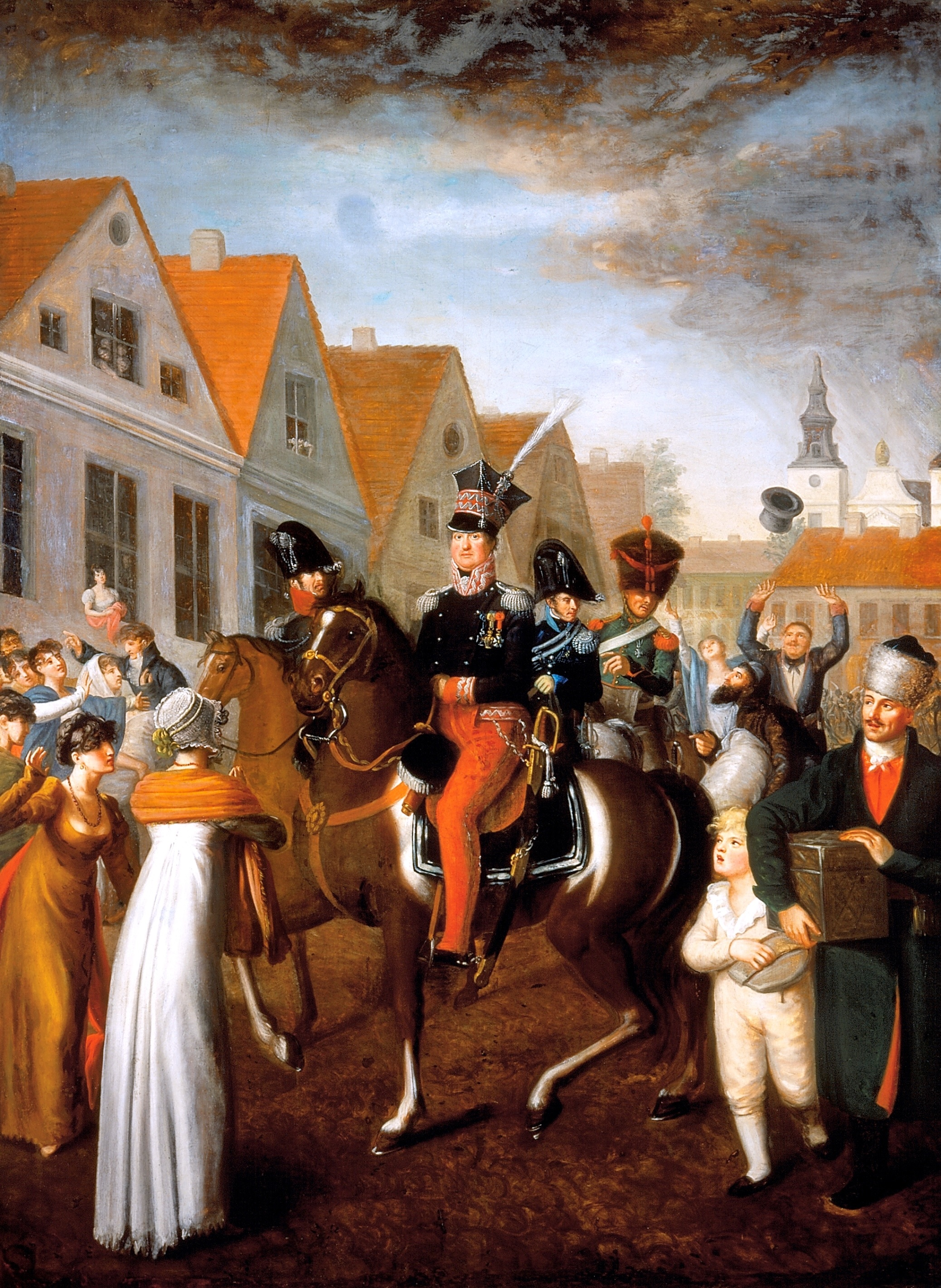
Wjazd Jana Henryka Dąbrowskiego do Poznania, obraz Jana Gładysza

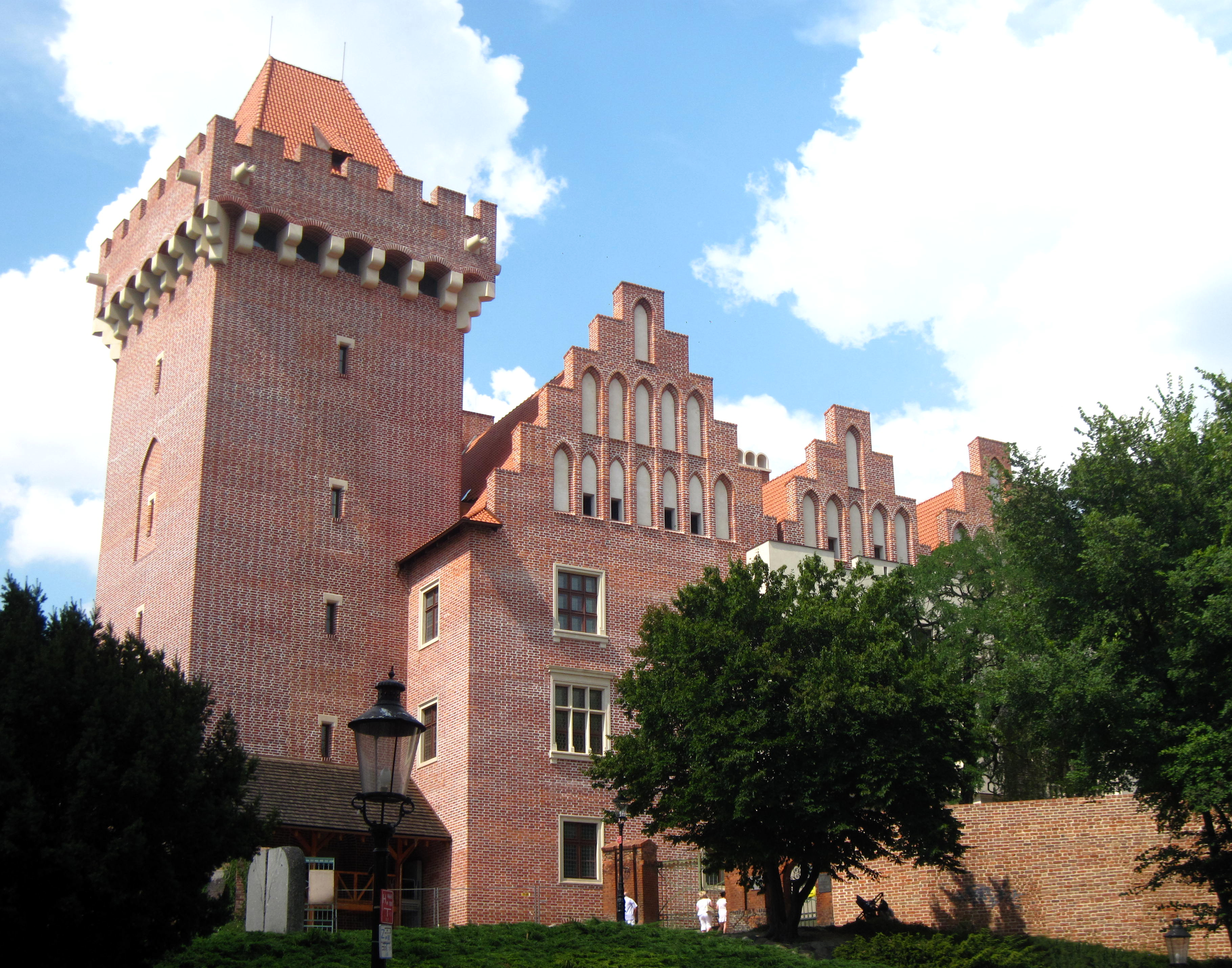
Zamek Królewski w Poznaniu i pozostałości murów miejskich

Miasto ma metrykę średniowieczną i jest notowane od X wieku. Poznań jako ośrodek życia politycznego jest jednym z pierwszych polskich miast, odnotowanych na kartach historii. Ponieważ w owych czasach łacina była językiem używanym przez wykształconą część społeczeństwa, są to zapisy w formie zlatynizowanej. Pierwszy znany zapis znajduje się w kronice Thietmara pod rokiem 970 w formie episcopus Posnaniensis (biskup poznański). W tej samej kronice pod rokiem 1005 znajdujemy określenie ab urbe Posnani (z miasta Poznania). Miasto w formie Poznan notuje Gall Anonim w swojej Kronice polskiej spisanej w latach 1112–1116.
Obecnie językoznawcy zgadzają się, że nazwa Poznań wywodzi się od staropolskiego imienia męskiego Poznan lub Poznamir i oznaczała pierwotnie gród Pozana lub Poznamira. Utworzono ją poprzez dodanie do imienia Poznana przyrostka dzierżawczego *-jь, który jeszcze w czasach przedpiśmiennych zlał się z poprzedzającą go literą n zmiękczając ją do współczesnego ń.
O ile wyjaśnienie nazwy nie nastręcza naukowcom problemu, samo imię Poznan nie jest do końca jasne. Źródła historyczne nie dostarczają informacji o konkretnej osobie, której imieniem nazwano gród nad Wartą. Najprawdopodobniej ów Poznan odegrał w historii miasta znaczącą rolę. Nie jest też pewne, czy to słowiańskie imię wywodzące się od czasownika „poznać” należy do tzw. grupy imion imiesłowowych, takich jak Miłowan i Biegan, czy też powstało jako skrócenie imienia dwuczłonowego np. Poznamir.
Legenda głosi, że nazwa grodu wzięła początek od miejsca, gdzie spotkali się po wielu latach trzej bracia – Lech, Czech i Rus bez problemu rozpoznając się nawzajem.
Dla zachowania tradycji przy uroczystych okazjach używana jest nazwa Stołeczne Miasto Poznań.
Jako nominativus Poznań pojawia się w 1236 jako Posnania i 1247 jako Poznania. Poza tym istnieją zapisy z 1146 i 1244 roku w formie in Poznan, które pozwalają na wysnucie wniosku, że nazwa Poznań nie zmieniła się na przestrzeni dziejów.

### Powstania
Miasto Poznań już od 1794 roku związane jest z powstaniami narodowowyzwoleńczymi. Miały one miejsce w latach: 1794, 1806, a także 1846 oraz 1848 i latach 1918–1919.
Dwa z nich (z 1806 r. i z lat 1918–1919) zakończyły się pełnym zwycięstwem Polaków i są zaliczane obok powstania sejneńskiego z 1919 r. oraz dwóch powstań śląskich z 1920 r. i z 1921 r. do pięciu zwycięskich powstań narodowych w historii Polski.
Zwycięstwo z 1806 r. miało bezpośredni wpływ na powstanie Księstwa Warszawskiego, natomiast o okresie pomiędzy zwycięskimi powstaniami wielkopolskimi opowiada serial: Najdłuższa wojna nowoczesnej Europy. Na mocy podpisanego w tym samym roku w Poznaniu pokoju Saksonia stała się królestwem.
Poznań stał się miejscem jedynego powstania w PRL-u. Poznański Czerwiec 1956 był główną przyczyną powstania węgierskiego 1956.

### Czasy Piastów

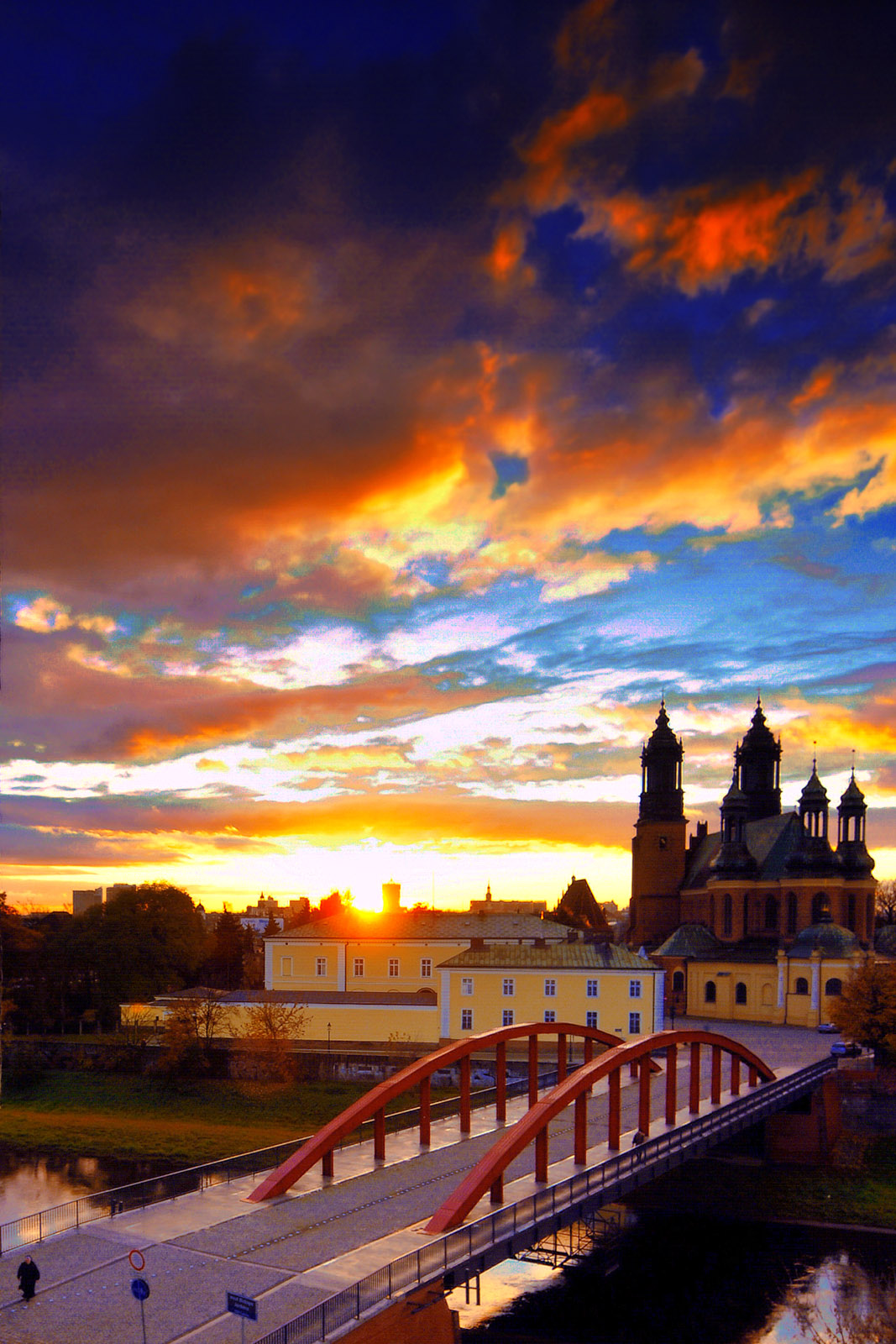
Bazylika archikatedralna Świętych Apostołów Piotra i Pawła położona na Ostrowie Tumskim.

Pierwszy gród Poznański na Ostrowie Tumskim pochodził z VIII lub IX wieku.
Pierwsze ślady ludzi na terenie dzisiejszego Poznania pochodzą z okresu około 8900–8000 roku p.n.e. Byli to łowcy reniferów. Względnie stałe osady powstały na przełomie V i IV tysiąclecia p.n.e. Około 2200 p.n.e. na tych ziemiach pojawiła się ludność indoeuropejska, z V wieku n.e. pochodzą ślady osadnictwa niezaprzeczalnie słowiańskiego, zaś w VIII wieku pojawili się tu Polanie. Z tego okresu pochodzi też prawdopodobnie gród na Ostrowie Tumskim, który stał się zaczątkiem dzisiejszego miasta. W X wieku gród znalazł się pod panowaniem Piastów, którzy uczynili go jednym z ośrodków stołecznych w swoim państwie obok Gniezna, Giecza i Ostrowa Lednickiego.
Pierwotnie miasto leżało nad brzegiem Cybiny i prawym brzegiem Warty. Na pobliskim wzgórzu stała tam wówczas świątynia pogańska i zamek książęcy. Poznań wiąże się również z początkami państwowości polskiej. Jest to jedno z hipotetycznych miejsc chrztu Mieszka I w 966 roku. W 968 swą siedzibę umieścił tu Jordan, pierwszy biskup Polski, w pierwszej polskiej katedrze w której znajdują się groby pierwszych władców Polski. W czasach panowania Bolesława Chrobrego był to także gród o bardzo ważnym znaczeniu militarnym. Gall Anonim w swojej Kronice polskiej spisanej w latach 1112–1116 we fragmencie opisującym polskie siły bojowe rozmieszczone w poszczególnych grodach notuje, że Bolesław miał w Poznaniu „1300 pancernych i 4000 tarczowników”. Funkcje stołeczne gród pełnił do 1039, gdy został – wraz z innymi miastami Wielkopolski i Śląska – spalony przez Brzetysława I. Co prawda Poznań stracił swe znaczenie polityczne, jednak nadal pozostał prężnym ośrodkiem gospodarczym. Kolejny okres rozkwitu przypada na czas rozbicia dzielnicowego, gdy gród na Ostrowie Tumskim stał się stolicą wielkopolskiej linii Piastów. W 1231 Władysław Odonic lokował prawobrzeżną osadę targową Śródka na prawie niemieckim. Była to pierwsza w Wielkopolsce lokacja miejska (Gniezno w 1239, Powidz w 1243, Lądek w 1250). Synowie Odonica, książęta Przemysł I i Bolesław Pobożny, mając dalekosiężne plany restytucji królestwa, w 1253 dokonali drugiej lokacji miejskiej na lewym brzegu Warty na prawie magdeburskim. Prace zapoczątkowane przez dziada i ojca kontynuował Przemysł II, który jako pierwszy od 200 lat władca został koronowany w Gnieźnie na króla Polski (1295), a za swą siedzibę obrał lewobrzeżne nowe miasto Poznań. Jego rezydencją stał się zamek książęcy ojca na Wzgórzu Przemysła. Po tragicznej śmierci króla (1296) nastąpił blisko stuletni zastój w rozwoju miasta. Do dziś można jeszcze znaleźć pozostałości murów miejskich.

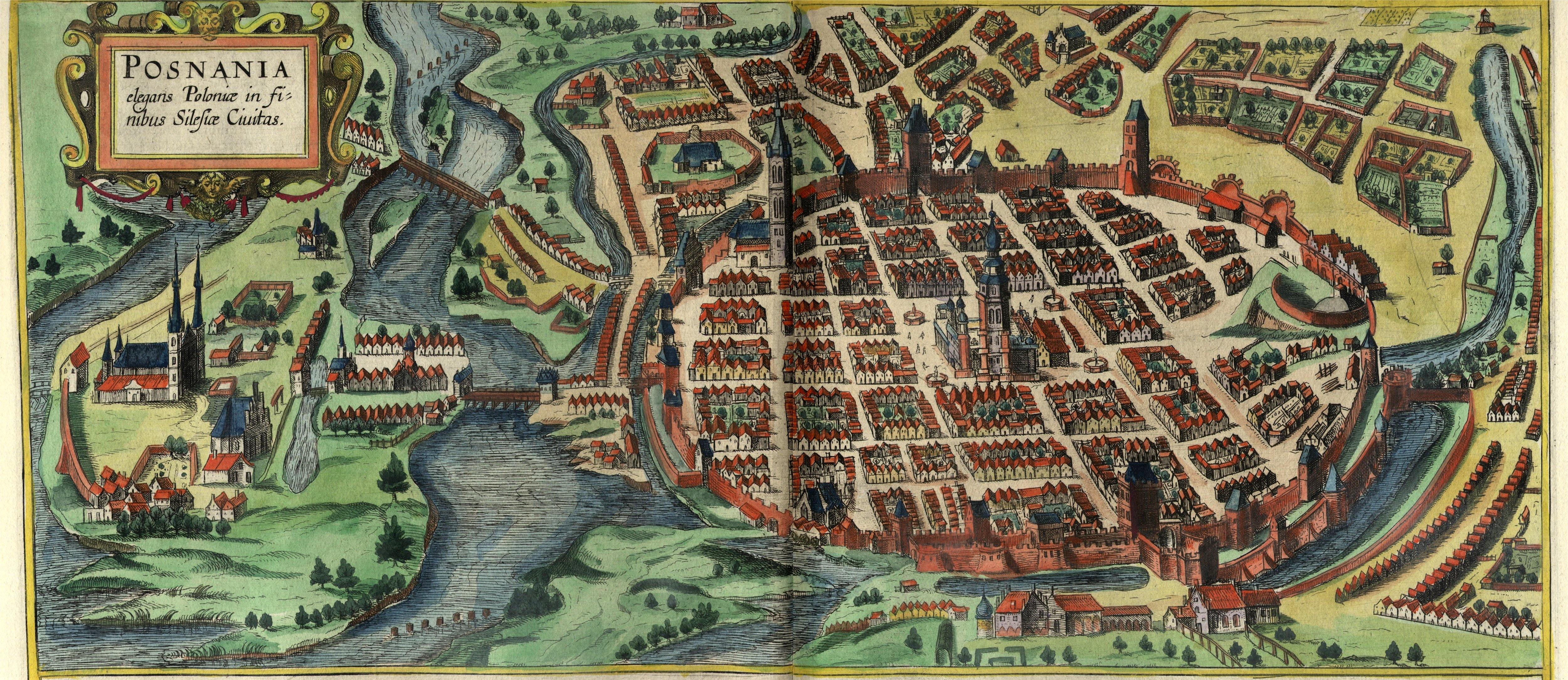
Poznań, Civitates orbis terrarum, 1617 r.

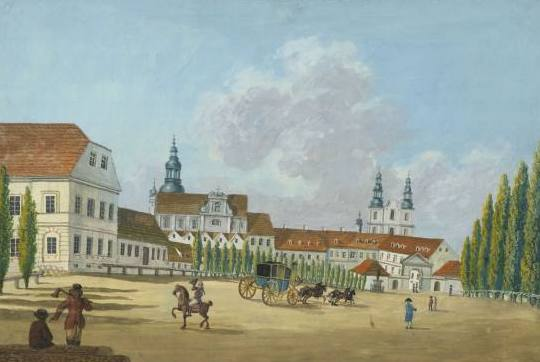
Aleje Wilhelmowskie (obecne Aleje Karola Marcinkowskiego) w 1798 roku

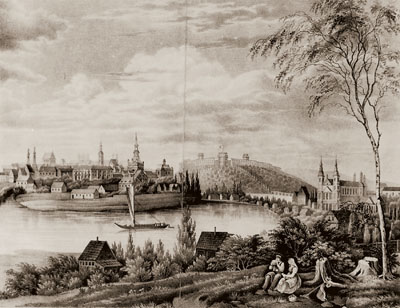
Widok Poznania z prawego brzegu rzeki Warty na rysunku autorstwa Juliusa von Minutoli z 1833 roku

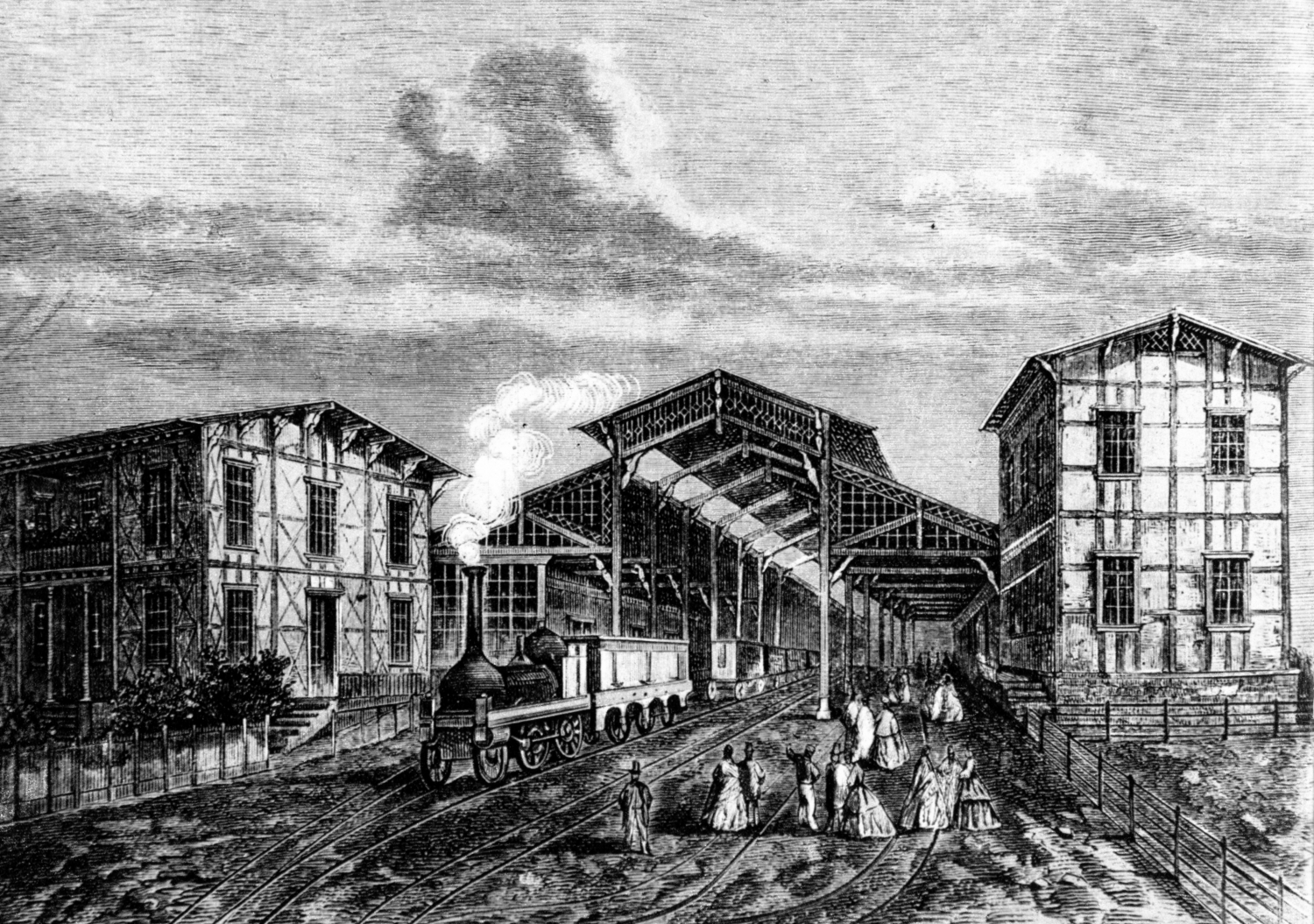
Dworzec kolejowy na Jeżycach w roku 1863

### Czasy Jagiellonów oraz I Rzeczypospolitej
Kolejny pomyślny okres w historii Poznania nastąpił po wstąpieniu na tron Władysława II Jagiełły (1386). Otwarcie szlaku łączącego Litwę z Europą oraz zamknięcie dla polskich towarów Gdańska sprawiły, że Poznań stał się węzłem, w którym przecinały się szlaki handlowe. Poznań uzyskał prawo składu w 1394 roku. Z czasem wokół miasta rozwinęła się sieć konkurujących z nim miasteczek, należących głównie do duchowieństwa i szlachty, tworzących razem z Poznaniem prężnie rozwijającą się konurbację.
Miasto położone było w 1580 roku w powiecie poznańskim województwa poznańskiego.
Trwające kilkaset lat korzystne warunki dla rozwoju miasta przerwał w 1655 potop szwedzki. W krótkim okresie pokoju, który po nim nastąpił, Poznań usiłował się podnieść, ale kolejne konflikty zbrojne, jak wielka wojna północna, wojna o sukcesję polską, wojna siedmioletnia oraz konfederacja barska sprawiły, że miasto pustoszyły różne armie. Nadzieję na pokój przyniosła dopiero elekcja Stanisława Augusta Poniatowskiego, lecz również na początku jego panowania o miasto walczyli barzanie z wojskami pruskimi, a następnie rosyjskimi, które opuściły miasto dopiero w 1775 roku.
Kilka kolejnych lat to kolejny okres pomyślności, związany z działalnością komisji dobrego porządku i reformami Sejmu Czteroletniego. Jednak zostały one zniweczone przez konfederację targowicką i II rozbiór Polski, w wyniku którego Poznań znalazł się pod panowaniem pruskim.

### Okres rozbiorów
W pierwszym okresie pruskiego panowania, nowe władze dokonały integracji konurbacji w jeden organizm miejski oraz stworzyły podstawy do rozbudowy Poznania w kierunku zachodnim. Klęska Prus i zwycięskie powstanie w 1806 uczyniły Poznań jednym z głównych miast Księstwa Warszawskiego. Trwające jednak wojny napoleońskie nie sprzyjały rozwojowi miasta. Po klęsce Napoleona w wyniku ustaleń kongresu wiedeńskiego Poznań znalazł się od 1815 roku ponownie pod pruskim panowaniem, tym razem jako stolica autonomicznego Wielkiego Księstwa Poznańskiego. W tym samym roku miasto staje się stolicą rejencji poznańskiej w Prowincji Poznańskiej, a trzy lata później powiatem grodzkim (Stadtkreis). W nowym ładzie pokongresowym Poznań stał się miastem frontowym Prus. W 1828 roku władze ustanowiły w mieście twierdzę, która miałaby chronić Prusy przed atakiem ze wschodu. Podjęcie decyzji o fortyfikacji Poznania ukierunkowało jego rozwój aż do końca XIX w. Rozbudowę miasta podporządkowano funkcji obronnej – Poznań stał się miastem peryferyjnym, ominęły go procesy intensywnej urbanizacji i industrializacji. Powstałe wokół miasta fortyfikacje nie pozwalały na rozwój przestrzenny, a liczne tereny wewnątrz murów zarezerwowane były na cele wojskowe (koszary, place manewrowe, składy artylerii). Mimo formalnej autonomii regionu, polityka pruska prowadziła do wypierania ludności polskiej Poznania i Wielkopolski z życia społecznego i gospodarczego. Wyrazem niezadowolenia społeczności polskiej było poparcie powstania listopadowego w 1830 roku oraz zrywy zbrojne z 1846 i 1848 roku. W wyniku tego władze pruskie najpierw drastycznie ograniczyły autonomię a później w 1848 roku całkowicie ją zniosły. Poznań został stolicą prowincji.
Brak możliwości siłowej walki z zaborcą doprowadził do powstania nowego rodzaju oporu: pracy organicznej. Polacy w celu przeciwdziałania wypieraniu ich z życia społecznego zaczęli się samoorganizować. Powstały organizacje kultywowania polskości czy rozwoju nauki. Z fundacji prywatnej lub społecznej powstawały nowoczesne instytucje publiczne, których władze pruskie nie mogły zapewnić lub celowo ograniczały Polakom do nich dostęp. W latach 1822–1828 z fundacji hrabiego Edwarda Raczyńskiego powstała pierwsza publiczna biblioteka na ziemiach zaboru pruskiego. Następnie w latach 1838–1842 utworzona przez Polaków Spółka Akcyjna Bazar zbudowała hotel, który był centrum polskiego życia społeczno-kulturalnego w Poznaniu. Wobec braku wyższego szkolnictwa w mieście w 1857 roku polska elita powołała do życia Poznańskie Towarzystwo Przyjaciół Nauk prowadzące badania naukowe między innymi nad historią Polski. W związku z ograniczeniami dotyczącymi wystawiania polskich sztuk w Teatrze Miejskim w 1875 roku po długoletnich staraniach wybudowany został ze składek Teatr Polski.
| Rok  | Liczba ludności | Niemieckojęzyczni | Niemieckojęzyczni | Polskojęzyczni (w tym tzw. dwujęzyczni) | Polskojęzyczni (w tym tzw. dwujęzyczni) | Pozostali | Pozostali |
| ---- | --------------- | ----------------- | ----------------- | --------------------------------------- | --------------------------------------- | --------- | --------- |
| Rok  | Liczba ludności | Liczba            | Procent           | Liczba                                  | Procent                                 | Liczba    | Procent   |
| 1846 | 38,027          | 8,894             | 23.4%             | 29,133                                  | 76.6%                                   | 0         | 0.0%      |
| 1852 | 38,209          | 10,800            | 28.3%             | 27,409                                  | 71.7%                                   | 0         | 0.0%      |
| 1855 | 40,926          | 12,016            | 29.4%             | 28,910                                  | 70.6%                                   | 0         | 0.0%      |
| 1858 | 41,253          | 12,428            | 30.1%             | 28,825                                  | 69.9%                                   | 0         | 0.0%      |
| 1890 | 69,627          | 34,400            | 49.4%             | 35,093                                  | 50.4%                                   | 134       | 0.2%      |
| 1900 | 117,033         | 51,006            | 43.6%             | 65,772                                  | 56.2%                                   | 255       | 0.2%      |
| 1905 | 136,808         | 57,943            | 42.3%             | 78,673                                  | 57.5%                                   | 192       | 0.2%      |
| 1910 | 156,691         | 65,319            | 41.7%             | 90,684                                  | 57.9%                                   | 688       | 0.4%      |
| 1921 | 169,793         | 11,207            | 6.6%              | 157,589                                 | 92.8%                                   | 997       | 0.6%      |
| 1931 | 246,470         | 6,387             | 2.6%              | 238,167                                 | 96.6%                                   | 1,916     | 0.8%      |

| Rok  | Liczba uczniów | Niemieckojęzyczni uczniowie | Niemieckojęzyczni uczniowie | Polskojęzyczni uczniowie (w tym tzw. dwujęzyczni) | Polskojęzyczni uczniowie (w tym tzw. dwujęzyczni) |
| ---- | -------------- | --------------------------- | --------------------------- | ------------------------------------------------- | ------------------------------------------------- |
| Rok  | Liczba uczniów | Liczba                      | Procent                     | Liczba                                            | Procent                                           |
| 1886 | 6,350          | 2,257                       | 35.5%                       | 4,048                                             | 63.7%                                             |
| 1891 | 5,725          | 1,647                       | 28.8%                       | 4,078                                             | 71.2%                                             |
| 1896 | 5,919          | 1,428                       | 24.1%                       | 4,490                                             | 75.9%                                             |
| 1901 | 11,543         | 2,867                       | 24.8%                       | 8,676                                             | 75.2%                                             |
| 1906 | 14,183         | 3,240                       | 22.8%                       | 10,941                                            | 77.1%                                             |
| 1911 | 17,127         | 3,651                       | 21.3%                       | 13,471                                            | 78.7%                                             |

### II wojna światowa

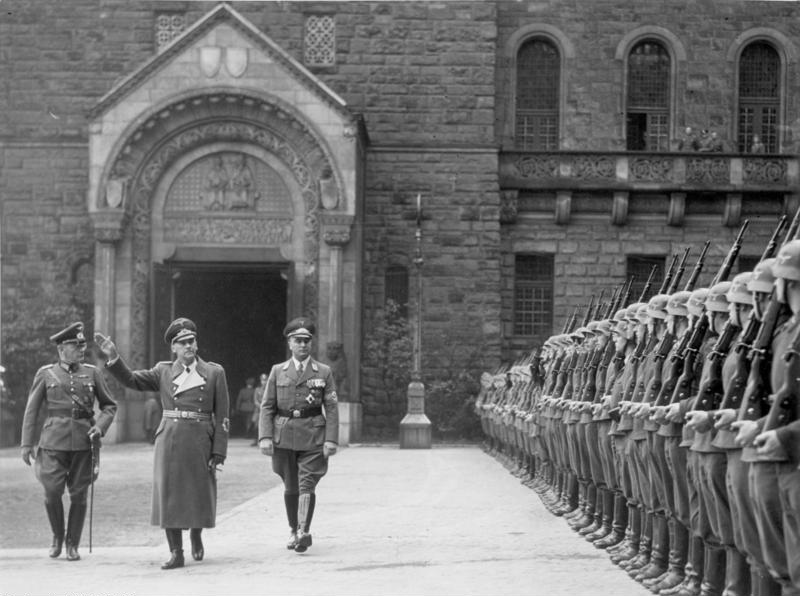
Objęcie urzędu gauleitera przez Arthura Greisera Poznań 1939

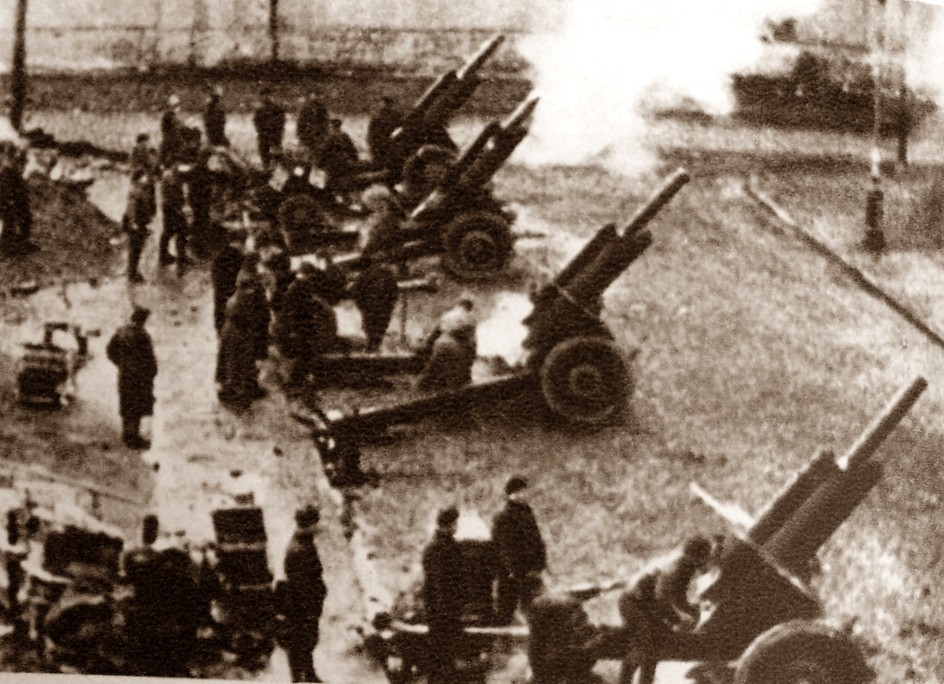
Haubice na Dworcu Zachodnim, ostrzał Cytadeli w 1945 roku

W bombardowaniach Poznania 1 września zginęło 155 cywilów i 46 żołnierzy. 5 września w godzinach porannych wysadzono mosty na Warcie, zaś miasto zostało zajęte bez walki 10 września. W czasie II wojny światowej Poznań wcielono do III Rzeszy w granice utworzonej z Wielkopolski tzw. Kraju Warty. Z miasta wysiedlono większość Polaków do Generalnego Gubernatorstwa, a w zamian sprowadzono Niemców w ramach akcji kolonizacyjnej Heim ins Reich.
Niewygodni politycznie Polacy byli torturowani i mordowani w katowniach Gestapo przy ul. Młyńskiej (wyroki śmierci wykonywano w nim przez gilotynowanie i powieszenie) i „Domu Żołnierza” (w 1944 przebywał w nim także osobisty sekretarz namiestnika Rzeszy Greisera, aresztowany po tym jak stwierdził iż Niemcy przegrają wojnę, oraz kilku generałów włoskich i jeńców amerykańskich) przy ul. Ritterstrasse 21. Wokół Poznania mieściło się także kilka niemieckich obozów pracy dla Żydów z Polski i Niemiec, m.in. w Krzesinach (ok. 10 tysięcy więźniów), Smochowicach (ok. 2 tys. osób, wywiezionych następnie do obozu w Krzesinach-Piotrowie), Dębcu (ok. 2 tys. ludzi wywiezionych do Auschwitz). W okresie 1940–1945 w obozie jenieckim na terenie poznańskiego Junikowa przebywało także ok. 7 tys. Francuzów, Brytyjczyków i żołnierzy sowieckich. W czasie okupacji niemieckiej w Poznaniu i Wielkopolsce działały także polskie organizacje konspiracyjne, prowadzące działalność dywersyjną, wywiadowczą i sabotażową – m.in. ZWZ-AK, Bataliony Chłopskie i GL/AL.
W latach 1940–1942 do Poznania przyłączono okoliczne wsie takie jak Antoninek, Kobylepole, Chartowo, Żegrze, Szczepankowo, Spławie, Głuszyna, Marlewo, Minikowo, Fabianowo, Kotowo, Junikowo, Ławica, Smochowice, Krzyżowniki, Psarskie, Strzeszyn, Podolany i Naramowice. Było to największe rozszerzenie miasta w całej jego historii. Przyłączono w sumie 15 278,99 ha, co dało dwukrotne zwiększenie obszaru Poznania.
W styczniu i lutym 1945 toczyły się o Poznań ciężkie walki (zwłaszcza o Cytadelę Poznańską) między Armią Czerwoną a siłami niemieckimi. Obroną miasta przekształconego w twierdzę dowodził gen. Ernst Gonell. Atakującym miasto Rosjanom (oddziałom 8 Armii Gwardyjskiej dowodzonej przez gen. Wasilija Czujkowa) pomagali poznaniacy, tzw. cytadelowcy, którzy dowozili amunicję, pomagali przy budowie przepraw przez fosę w Forcie Winiary. Miasto zostało zdobyte 23 lutego 1945. Zniszczenia wojenne sięgały 55%. Niemal całkowicie została zniszczona staromiejska część miasta i większość zabytkowych budowli, urządzenia zakładów wodociągowych, kanalizacyjnych, gazowni, elektrowni oraz sieci przemysłowych. Wszystkie mosty (z wyjątkiem Mostu Dworcowego) zostały zerwane, a urządzenia komunikacji miejskiej i kolejowej poważnie uszkodzone. Pozostałe zabytkowe dzielnice mieszkalne m.in.: Jeżyce, Łazarz, Wilda, Sołacz nie uległy zniszczeniom.

## Architektura i urbanistyka
Warunki naturalne zlewisk rzek Warty i Cybiny były głównym czynnikiem kształtującym strukturę funkcjonalno-przestrzenną. W średniowieczu warowny gród książęcy Poznań znajdował się na Ostrowie Tumskim. W 1253 roku lokowano Poznań w innym miejscu, na zachodnim brzegu Warty, gdzie obecnie znajduje się ok. 60% potencjału współczesnego miasta, średniowieczne Stare Miasto oraz XIX-wieczne śródmieście. Wschodnia część Poznania została włączona w granice miasta po 1900 roku.
W roku 2008 Poznań – historyczny zespół miasta uznano za pomnik historii. Obejmuje on Stare Miasto oraz obszar na północ od ulicy Królowej Jadwigi i ulicy Towarowej, na południe od ulicy Północnej, między linią kolejową a Wartą, a także południową część Ostrowa Tumskiego, Zagórze oraz Fort Winiary (Park Cytadela).
Obszar miasta rozdziela dolina rzeki Warty. W Poznaniu ponad Wartą wzniesiono 7 mostów drogowych oraz 3 mosty kolejowe, natomiast nad Cybiną – 2 mosty drogowe oraz 2 mosty kolejowe.
Najwyższym wieżowcem w mieście jest Collegium Altum o 22 kondygnacjach i całkowitej wysokości wraz z masztem 103,35 m. Budynek pełni funkcję ośrodka edukacyjnego dla Uniwersytetu Ekonomicznego.
W Poznaniu znajduje się układ fortyfikacji zbudowanych w XIX i na początku XX wieku, zwany Twierdzą Poznań, będącym trzecim co do wielkości systemem tego typu w Europie. Zachowało się 15 z 18 fortów i szereg obiektów wspomagających, umieszczonych w pierścieniu o średnicy 9,5 km oraz obwodzie 30 km. Na terenie miasta istnieje też kilka reliktów twierdzy poligonalnej z pocz. XIX w., która pozostawiła trwały ślad w postaci układu ulic i parków miejskich.
| Panorama Poznania (2006) |

## Gospodarka
Poznań należy do największych ośrodków gospodarczych w kraju. Stanowi ważne centrum przemysłu, handlu, logistyki i turystyki biznesowej.

### Obraz makroekonomiczny
W 2011 wartość produktu krajowego brutto (PKB) wytworzonego w Poznaniu wyniosła 42,1 mld zł, co stanowiło piąty wynik w kraju, po Warszawie (204,1 mld), Krakowie (45,6 mld), podregionie katowickim (42,8 mld) i Trójmieście (42,5 mld). Wielkość ta większa jest od wartości PKB m.in. Wrocławia (38,1 mld), Łodzi (35,4 mld), czy Szczecina (19,6 mld). W 2011 Poznań wytworzył 2,8% PKB Polski, co jednocześnie stanowiło 29,5% PKB wytworzonego w województwie wielkopolskim. W 2017 wartość PKB wytworzonego w Poznaniu wyniosła 55,8 mld zł, co stanowiło 2,8% PKB Polski.
Poziom bezrobocia w Poznaniu jest najniższy w kraju. Pod koniec kwietnia 2022 stopa bezrobocia w mieście wyniosła 1,4% (4,8 tys. osób bez pracy); taki sam współczynnik odnotowano w powiecie poznańskim – 1,4% (2,9 tys. osób bezrobotnych). Podobnie niski poziom bezrobocia stwierdzono jedynie w Sopocie (1,7%) i we Wrocławiu (również 1,7%).
Zgodnie z danymi Urzędu Statystycznego w Poznaniu przeciętne wynagrodzenie w Poznaniu (w sektorze przedsiębiorstw) w 2022 r. wynosi 7677,08 zł brutto. Zgodnie z rejestrem REGON w Poznaniu działa około 127 tys. podmiotów gospodarki narodowej.
W 2005 r. miasto było zaliczane do najbardziej atrakcyjnych miejsc do inwestowania w Polsce. Według informacji podawanych przez inwestorów szacuje się, że wartość skumulowanych bezpośrednich inwestycji zagranicznych w latach 1990–2010 wyniosła w Poznaniu 6,6 mld USD.
Budżet miasta w 2013 roku zamknął się dochodami w wysokości ok. 2,66 mld zł (2664 mln) oraz wydatkami w wysokości ok. 2,69 mld zł (2693 mln). Deficyt budżetu wyniósł 29 mln zł. Zadłużenie miasta na koniec roku wyniosło ok. 1,85 mld zł (1849 mln), co stanowiło 69,41% dochodów miasta.
Według zewnętrznych ocen przeprowadzanych przez agencję ratingową Moody’s Investors Service, pod względem wiarygodności dla inwestorów Poznań nieznacznie ustępuje znacznie większej Warszawie. W marcu 2013 miasto po raz kolejny otrzymało ocenę na poziomie A3 z prognozą stabilną. Oznacza ona, że Poznań posiada bardzo wysoką zdolność do wywiązywania się z zaciągniętych zobowiązań finansowych, a wiarygodność ta nie powinna ulec zmianie w najbliższym czasie. W listopadzie 2013 Poznań otrzymał ocenę wiarygodności finansowej agencji Fitch Ratings na poziomie A- z prognozą stabilną odpowiadającą ratingowi Polski. Ocena ta odpowiada wcześniej nadanemu ratingowi Moody’s A3. Rating miasta od 2006 utrzymuje się na niezmiennym poziomie.

### Przedsiębiorstwa
Pod koniec 2012 r. w Poznaniu zarejestrowanych było 102 513 podmiotów gospodarczych. 3099 z nich to spółki handlowe z udziałem kapitału zagranicznego. W powiecie poznańskim działało kolejne 50 810 firm z czego 947 to podmioty zagraniczne. Wśród największych przedsiębiorstw wedle rankingów wymienia się:
- Bridgestone – 2000 pracowników,
- Politechnika Poznańska – 2000 pracowników,
- Miejskie Przedsiębiorstwo Komunikacyjne – 2500 pracowników,
- Uniwersytet im. Adama Mickiewicza – 5000 pracowników,
- Volkswagen – 11000 pracowników,
- Pekabex – 2000 pracowników,
- Aluplast – 550 pracowników,
- H.Cegielski – 500 pracowników,
- Lisner – 1000 pracowników,
- Allegro – 3000 pracowników.

### Centrum targowe

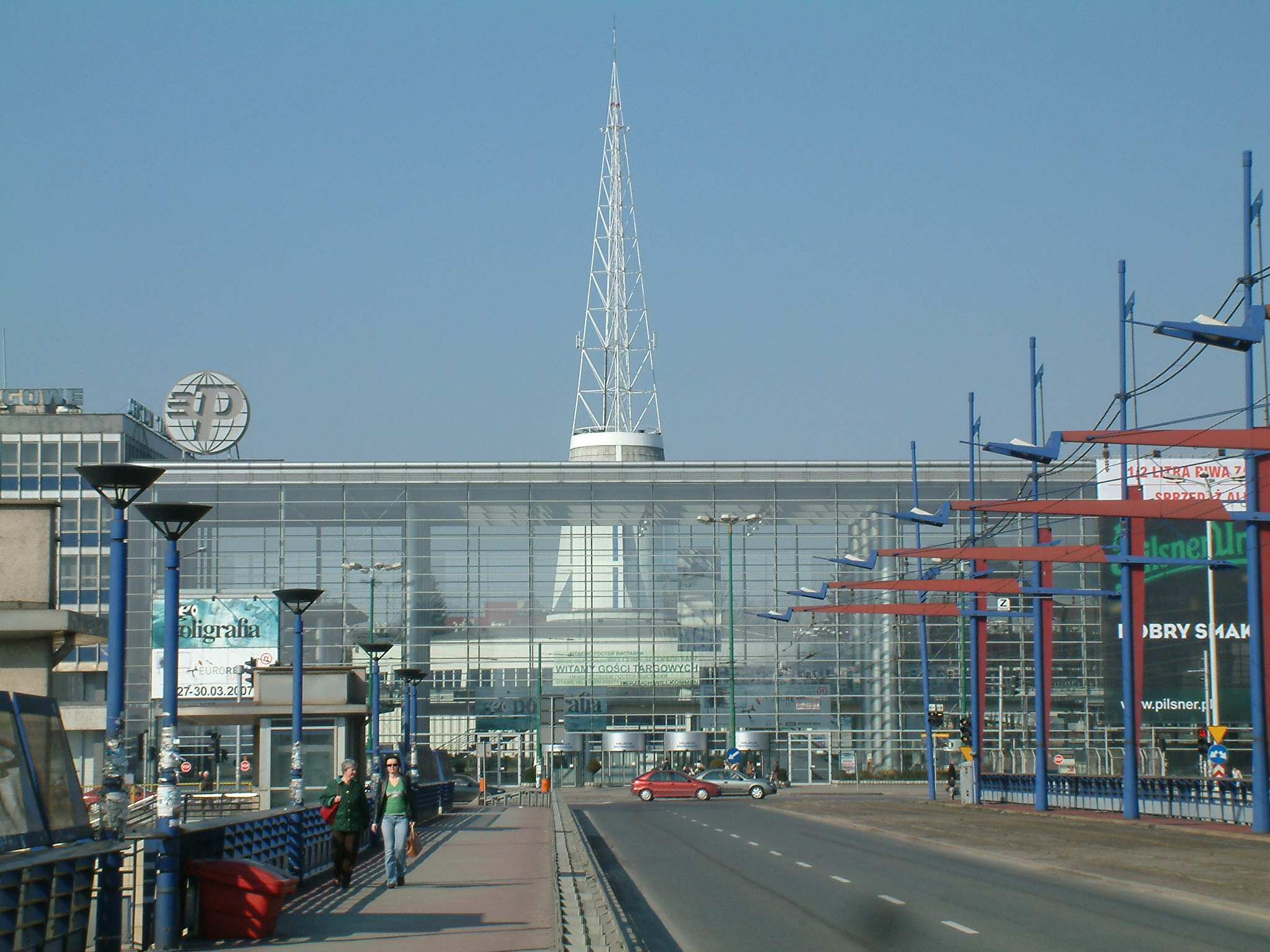
Międzynarodowe Targi Poznańskie – widok z Mostu Dworcowego

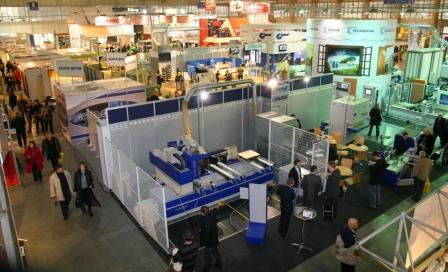
BUDMA 2010 – Międzynarodowe Targi Budownictwa

Poznań jest najstarszym ośrodkiem wystawienniczym w Polsce. Targi Poznańskie powołano do życia w 1921 r. na wzór targów lipskich. Osiem lat później odbyła się na nich największa wystawa dwudziestolecia międzywojennego w Polsce – Powszechna Wystawa Krajowa. Prezentowała ona dokonania pierwszego dziesięciolecia odrodzonego po zaborach kraju.
Obecnie Międzynarodowe Targi Poznańskie to największy w kraju i jeden z większych w Europie ośrodków targowych. Dysponują one ponad 110 tys. m² powierzchni wystawienniczej zlokalizowanej w 16 pawilonach oraz blisko 35 tys. m² powierzchni ekspozycyjnej na terenie otwartym. Znajdujące się w samym centrum miasta Targi posiadają 23 hektary terenu wystawowego. Według międzynarodowego rankingu, przeprowadzonego przez niemieckie zrzeszenie przedsiębiorstw targowych, MTP zajmują 42. miejsce na świecie i 30. miejsce w Europie (według powierzchni wystawienniczej w styczniu 2012 r.).
W 2014 r. na terenie Międzynarodowych Targów Poznańskich odbyło się 69 imprez targowych, w których uczestniczyło 11,3 tys. wystawców z 67 krajów świata. Imprezy te odwiedziło łącznie 651 tys. osób.
Na Targach Poznańskich zlokalizowane jest Poznańskie Centrum Kongresowe (Poznań Congress Center). Głównym obiektem centrum jest trzypoziomowy Pawilon 15 o powierzchni 13 tys. m². Największe z pomieszczeń – reprezentacyjna Sala Ziemi – gościć może jednorazowo 2 tys. osób. PCC przystosowane jest do organizacji kongresów i eventów dla ponad 11 tys. uczestników. W 2014 r. zorganizowano 199 wydarzeń, w których uczestniczyło ponad pół miliona osób z całego świata.

## Transport
W Poznaniu zbiega się 5 dróg krajowych (w tym autostrada) oraz 7 dróg wojewódzkich. Poznański Węzeł Kolejowy, przez który przebiega 8 linii kolejowych, jest jednym z największych i najruchliwszych w kraju. Znajdujące się w mieście lotnisko obsłużyło w 2018 r. blisko 2,5 mln pasażerów.
W obrębie miasta 44% podróży wykonywanych jest komunikacją miejską, 39% – samochodem, a 4% rowerem (najwyższy wskaźnik w Polsce).

### Transport drogowy

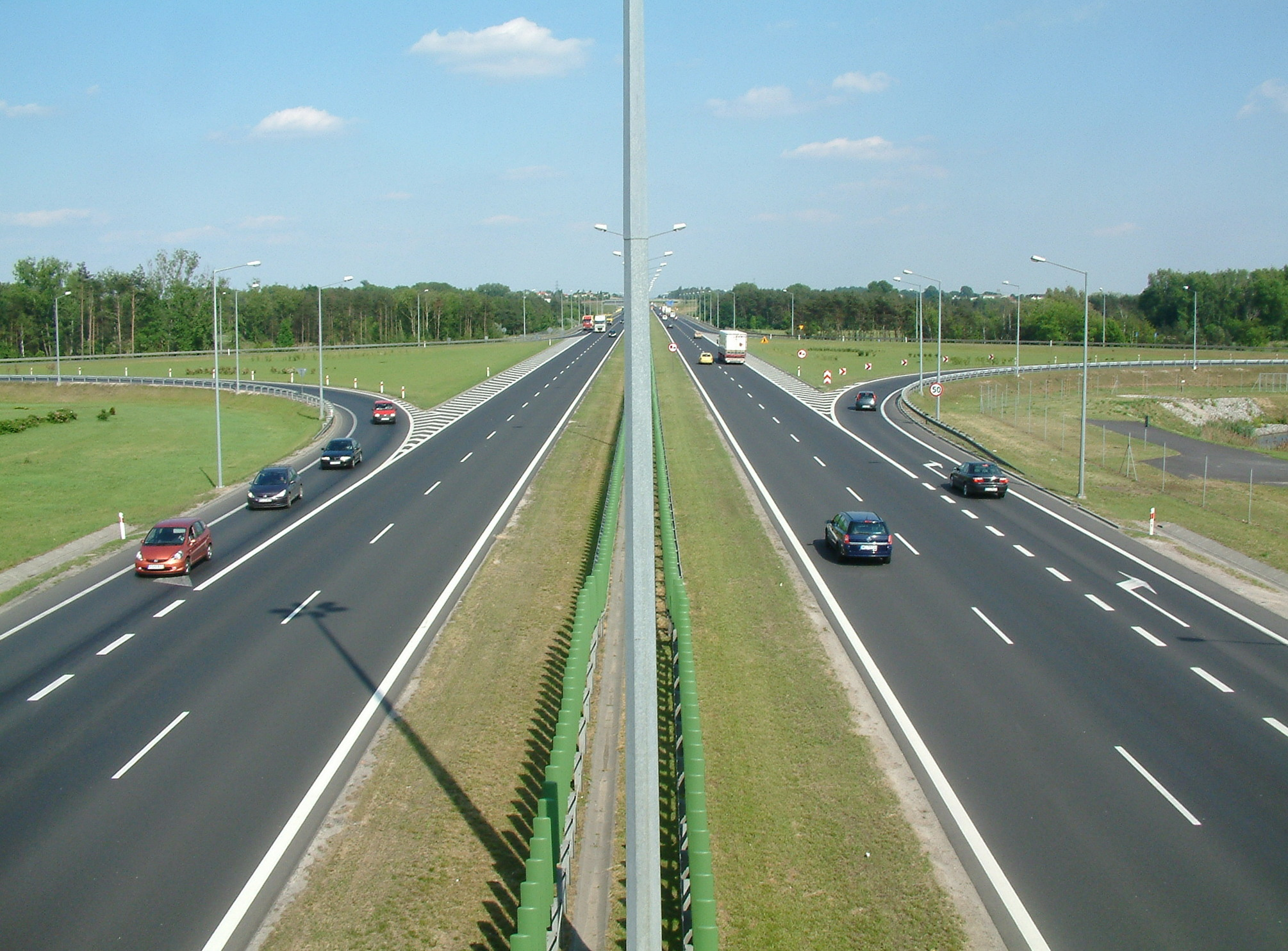
Autostrada A2 w pobliżu węzła „Poznań Luboń” przed rozbudową o trzeci pas

W poznańskim węźle drogowym zbiega się pięć dróg o znaczeniu krajowym: droga ekspresowa S5, S11, autostrada A2 wraz z równoległą do niej drogą krajową 92 oraz droga krajowa 32 kończąca swój bieg w podpoznańskim Stęszewie. Autostrada A2 ma status trasy europejskiej E30, natomiast S5 – trasy E261. Na terenie Poznania lub u jego granic swój bieg kończy również siedem dróg wojewódzkich:
nr 184 z Wronek,
nr 194 z Gniezna (fragment dawnej drogi nr 5),
nr 196 z Wągrowca,
nr 307 z Bukowca,
nr 311 z Czempinia i
nr 430 z Mosiny.
Ponadto przez miasto przebiega droga wojewódzka nr 433 (dawny miejski odcinek drogi nr 11 po wybudowaniu ekspresowej obwodnicy S11). Od 1 grudnia 2011 Poznań ma bezpośrednie połączenie autostradowe z krajami Europy Zachodniej, a od 6 czerwca 2012 także ze stolicą kraju.
4 czerwca 2012 otwarto Wschodnią obwodnicę Poznania w ciągu drogi ekspresowej S5 (od węzła „Poznań Wschód” do węzła „Gniezno Południe”). Od 19 grudnia 2014 Zachodnia obwodnica Poznania przebiega w sposób ciągły (od węzła „Poznań Zachód” do węzła „Poznań Północ”). Stanowi fragment drogi ekspresowej S11.
Układ drogowy miasta opiera się na promienisto-pierścieniowym systemie ulic. Składają się na niego pierścienie drogowe zwane ramami oraz promieniście rozchodzące się od centrum ulice wylotowe. W procesie kształtowania struktury urbanistycznej miasta wykształciły się trzy ramy komunikacyjne. Obecnie I rama oraz II rama istnieją w całości, zaś III rama fragmentarycznie. I rama ulokowana jest najbliżej centrum i pełni funkcję jego obwodnicy. II rama, na której opiera się większość ruchu tranzytowego oraz wewnątrzmiejskiego znajduje się na obierzach śródmieścia stanowiąc jego umowną granicę. Nieistniejąca jeszcze III rama komunikacyjna pomyślana została jako szybka wewnątrzmiejska obwodnica, która miałaby przejąć większość ruchu międzydzielnicowego oraz ciężki ruch docelowy. Jej powstanie zostało odłożone w czasie ze względu na olbrzymie koszty inwestycji. Budowę 36-kilometrowej bezkolizyjnej trasy ekspresowej otaczającej miasto wyceniono w 2008 r. na 9,14 mld złotych.
Wszystkie drogi publiczne w Poznaniu, z wyjątkiem autostrady i drogi ekspresowej, zarządzane są przez Zarząd Dróg Miejskich – jednostkę budżetową podległą prezydentowi miasta. Instytucja ta sprawuje opiekę nad 1927 ulicami o łącznej długości 1040 km, z których 86,3% (898 km) posiada utwardzoną nawierzchnię. Drogi krajowe mają długości 52 km, drogi wojewódzkie – 13 km, a drogi powiatowe – 269 km. Reszta to drogi gminne o całkowitej długości 706 km. ZDM zarządza również 136 obiektami inżynierskimi (20 mostów, 69 wiadukty, 35 przejść podziemnych, 12 kładek dla pieszych), blisko 46 tys. punktów świetlnych oraz kanalizacją deszczową o długości 567 km. Jednostka ta odpowiedzialna jest również za 304 sygnalizacje świetlne, z których większość podłączona jest do Centrum Sterowania Ruchem. Poznańska Strefa Płatnego Parkowania dysponuje 9,4 tys. miejsc parkingowych obsługiwanych przez 422 parkomaty.
Miejski odcinek autostrady A2 mierzący 13 km (tzw. południowa obwodnica Poznania) zarządzany jest przez spółkę Autostrada Wielkopolska w imieniu Skarbu Państwa. Ze względu na wzmożony ruch panujący na autostradowej obwodnicy (przekraczający 60 tys. pojazdów na dzień), zaplanowano dobudowanie trzeciego pasa jezdni w obydwu kierunkach. Rozbudowy trasy dokonano w 2019 roku.
Na skraju poznańskiego osiedla Kiekrz przebiega odcinek drogi ekspresowej S11, zarządzany przez Generalną Dyrekcję Dróg Krajowych i Autostrad. Bezkolizyjnie i bez możliwości wjazdu lub zjazdu przecina go droga powiatowa relacji Kobylniki – Sady.
| Droga                         | Trasa |
| ----------------------------- | --- |
| autostrada A2 (E30)           | Świecko – Poznań – Stryków (Łódź) – Konotopa (Warszawa) – Terespol (trasa E30 prowadzi przez Berlin do Cork w Irlandii oraz przez Mińsk i Moskwę do Omska w Rosji) |
| droga ekspresowa nr S5 (E261) | Ostróda (S7) – Nowe Marzy (A1) – Bydgoszcz – Poznań – Leszno – Wrocław (A4, A8) – Bolków (S3)                                                                      |
| droga ekspresowa nr S11       | Kołobrzeg – Koszalin – Piła – Poznań – Ostrów – Kępno – Lubliniec – Bytom                                                                                          |
| droga krajowa nr 92           | Rzepin (A2) – Pniewy – Poznań – Września – Słupca – Konin – Kutno – Sochaczew – Warszawa (A2, S7, S8) – Mińsk Mazowiecki – Kałuszyn                                |
| droga wojewódzka nr 194       | Poznań – Pobiedziska – Gniezno |
| droga wojewódzka nr 196       | Poznań – Murowana Goślina – Wągrowiec |
| droga wojewódzka nr 307       | Poznań – Buk – Opalenica – Nowy Tomyśl |
| droga wojewódzka nr 311       | Poznań – Stęszew – Czempiń |
| droga wojewódzka nr 430       | Poznań – Puszczykowo – Mosina |
| droga wojewódzka nr 433       | Poznań – Krzesiny |

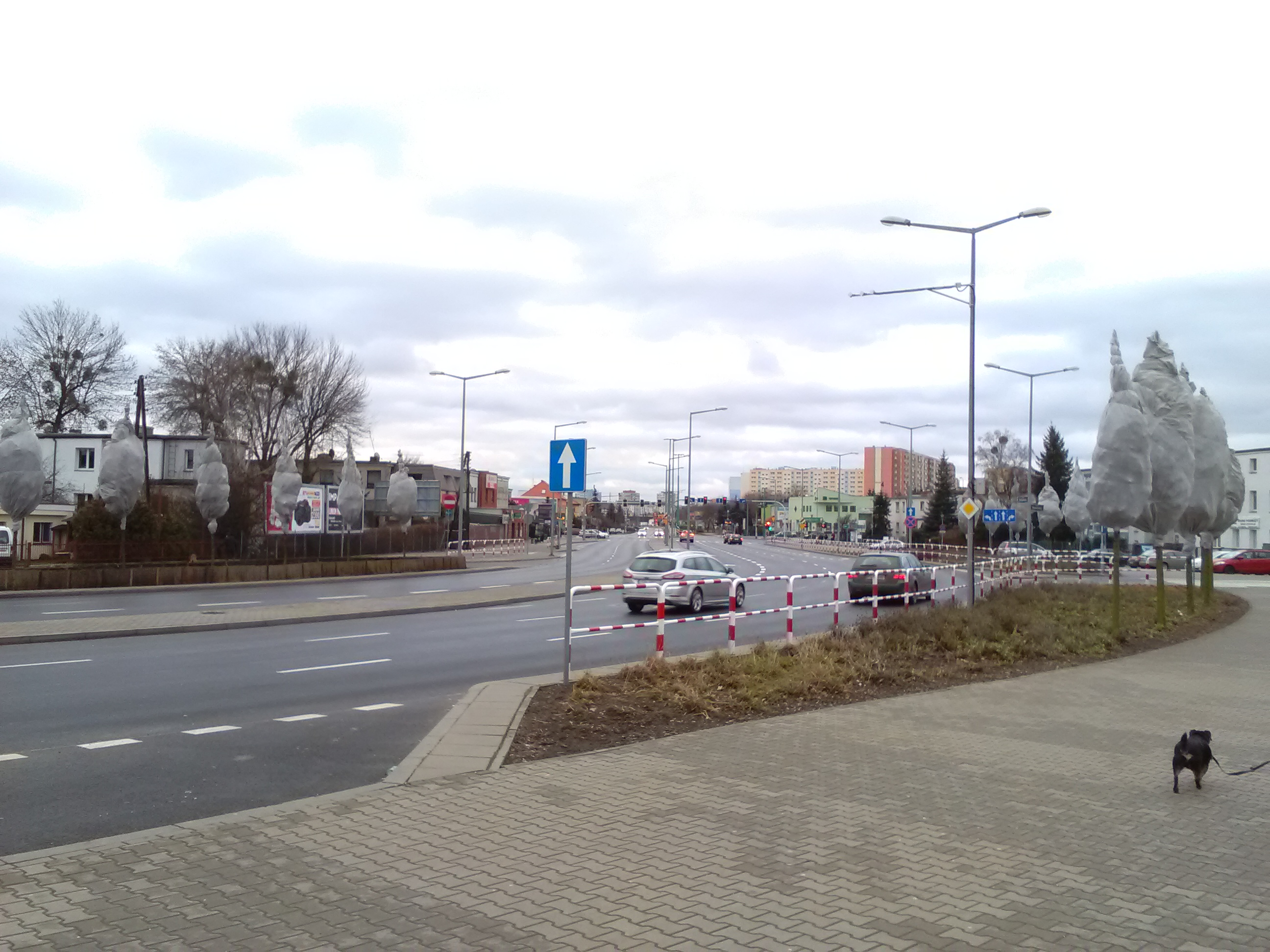
Ulica Bułgarska (2016)

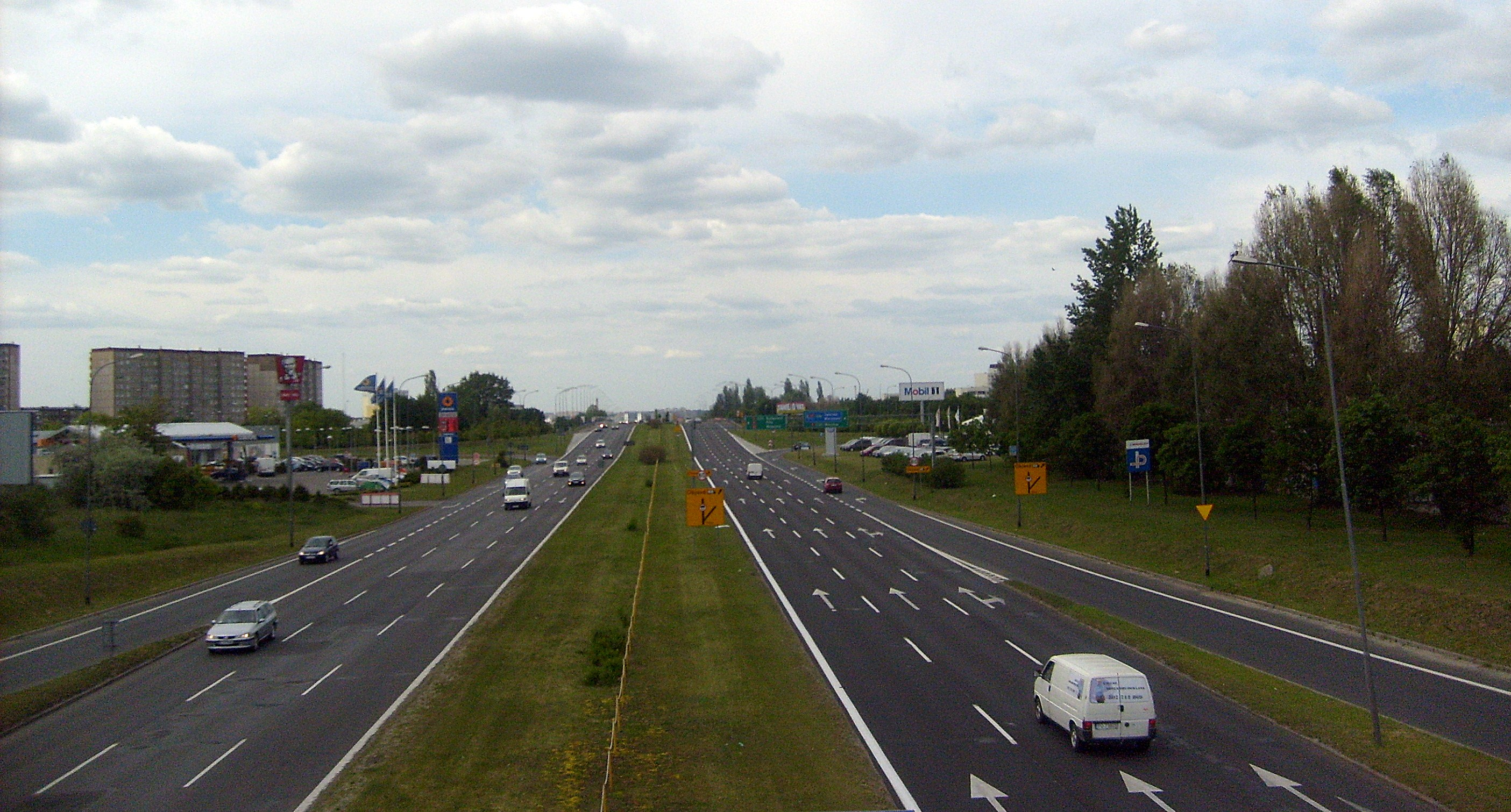
Ulica Bolesława Krzywoustego – DW433 (2012)

Pod Poznaniem na terenie powiatu poznańskiego przebiega również kilka dróg wojewódzkich które stanowią pewną alternatywę dla przejazdu przez miasto. Są to drogi: nr 306, nr 308, nr 431, nr 432 oraz nr 434.
| Droga                   | Trasa                                 |
| ----------------------- | ------------------------------------- |
| droga krajowa nr 24     | Kostrzyn nad Odrą – Pniewy – (Poznań) |
| droga krajowa nr 32     | Zielona Góra – (Poznań)               |
| droga krajowa nr 62     | Płock – Włocławek – (Poznań)          |
| droga wojewódzka nr 178 | Wałcz – (Poznań)                      |
| droga wojewódzka nr 184 | Wronki – Szamotuły – (Poznań)         |
| droga wojewódzka nr 309 | Rawicz – Leszno – (Poznań)            |
| droga wojewódzka nr 434 | Śrem – (Poznań)                       |

### Transport kolejowy

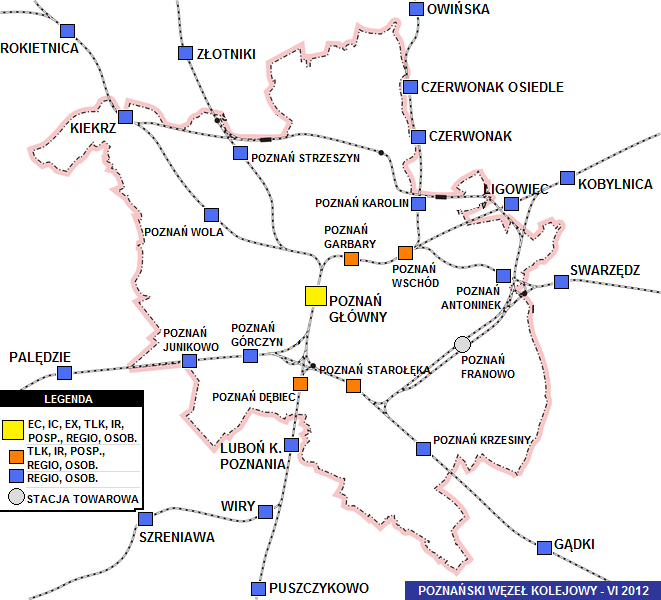
Poznański Węzeł Kolejowy w 2012 roku

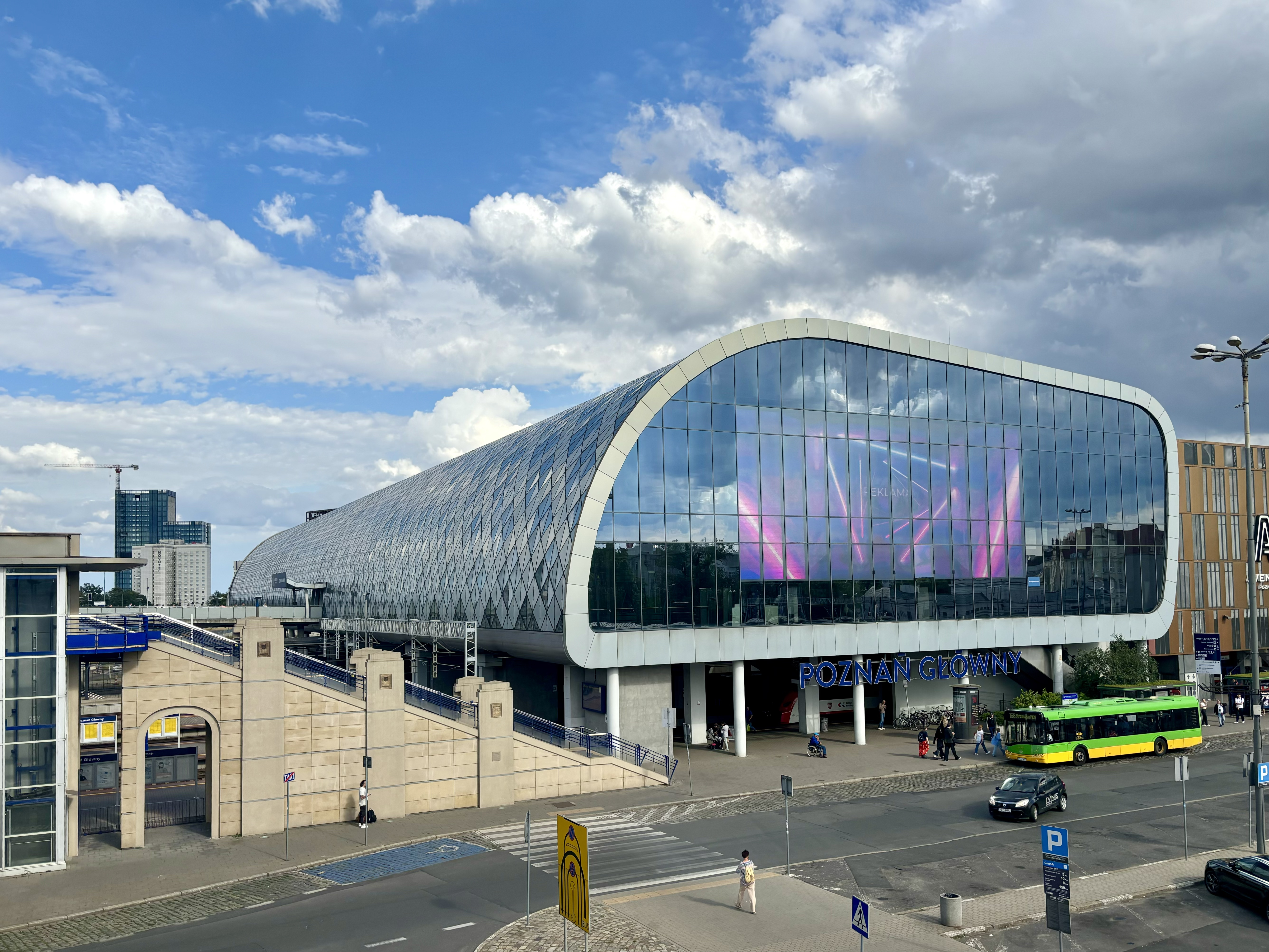
Dworzec Główny w Poznaniu

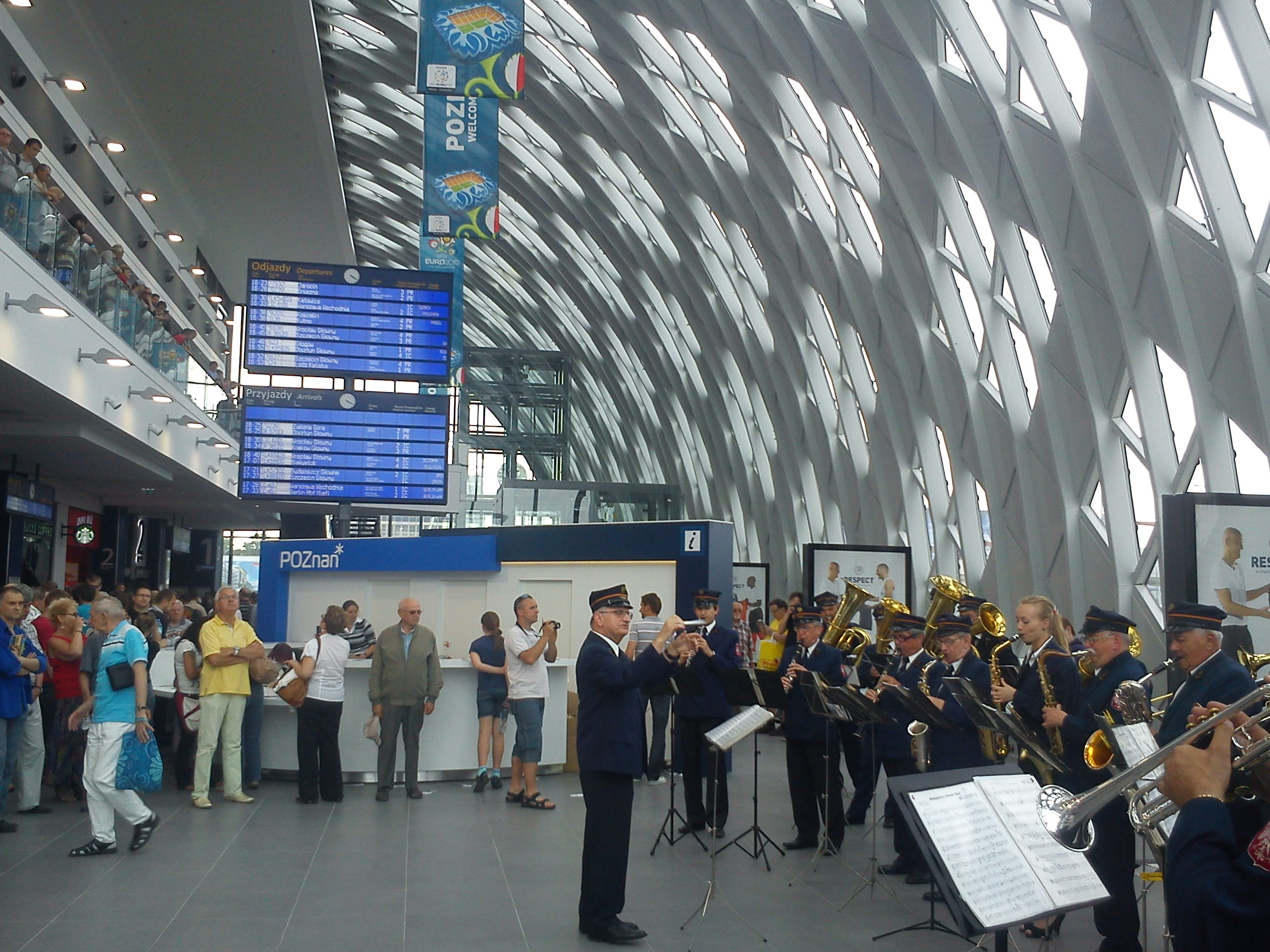
Hol dworca kolejowego Poznań Główny (otwarcie – 29.05.2012)

Poznański Węzeł Kolejowy jest jednym z największych, najruchliwszych i mających największe znaczenie w kraju. W węźle zbiega się 8 linii kolejowych prowadzących w 9 kierunkach: do Warszawy, Ostrowa Wielkopolskiego, Wrocławia, Wolsztyna, Berlina, Szczecina, Piły, Wągrowca i Gniezna. Pięć z nich to linie znaczenia państwowego. W samym Poznaniu znajduje się 12 czynnych stacji i przystanków osobowych. Uzupełnieniem głównego układu torowego PWK jest system linii obwodowych pozwalający pociągom towarowym ominąć stację Poznań Główny. We wschodniej części miasta, na obwodnicy kolejowej, znajduje się stacja towarowa Poznań Franowo, będąca drugą najbardziej obciążoną ruchem pociągów stacją rozrządową w Polsce. W rejonie Poznania funkcjonuje również 6 kolejowych terminali przeładunkowych.
Centralnym punktem węzła jest stacja Poznań Główny, gdzie krzyżuje się większość linii kolejowych przebiegających przez miasto. Odprawianych jest na niej średnio w ciągu doby 300 pociągów, a z dworca rocznie korzysta ok. 17,2 mln pasażerów. W połowie 2012 r. otwarto budynek nowego dworca zlokalizowany nad peronami wschodnimi (1–3). Jest on częścią tzw. zintegrowanego centrum komunikacyjnego, które (poza nowym dworcem kolejowym) składa się z terminala autobusowego, parkingów dla samochodów i rowerów oraz dużej galerii handlowej. Z połączonych dworców korzystać będzie rocznie ok. 24,5 mln pasażerów.
Dzięki dogodnej lokalizacji Poznania w strukturze sieci kolejowej mieszkańcy miasta mają możliwość bezpośredniego dojazdu pociągami dalekobieżnymi do większości ważniejszych ośrodków w kraju. W stolicy Wielkopolski zatrzymują się pociągi międzynarodowe do Berlina. Do Poznania prowadzi sieć połączeń regionalnych i aglomeracyjnych dowożących mieszkańców województwa do pracy i szkoły. W godzinach szczytu pociągi te kursują co 30–60 minut. Większość składów regionalnych obsługiwana jest przez Przewozy Regionalne. Pociągi na trasach Poznań-Gołańcz, Poznań-Wolsztyn oraz Zbąszynek-Poznań-Kutno uruchamiane są przez spółkę samorządową Koleje Wielkopolskie. W grudniu 2012 r. wprowadzony został bilet aglomeracyjny pod nazwą „Bus-Tramwaj-Kolej – Jeden Bilet” umożliwiający wykupienie wspólnego biletu okresowego na komunikację miejską oraz trasy kolejowe do 30 km od Poznania.
Początki kolei żelaznych w Poznaniu sięgają I połowy XIX w. Dnia 10 sierpnia 1848 r. uruchomiono linię kolejową Stargard – Poznań łączącą miasto ze Szczecinem i dalej z Berlinem. Jej końcowym punktem był dworzec Poznań Jeżyce, który funkcjonował w rejonie dzisiejszych ul. Zwierzynieckiej i Gajowej (obecnie teren Starego Zoo). W 1879 r. obiekt został zamknięty ze względu na powstanie Dworca Centralnego (przemianowanego później na Poznań Główny).

### Transport lotniczy

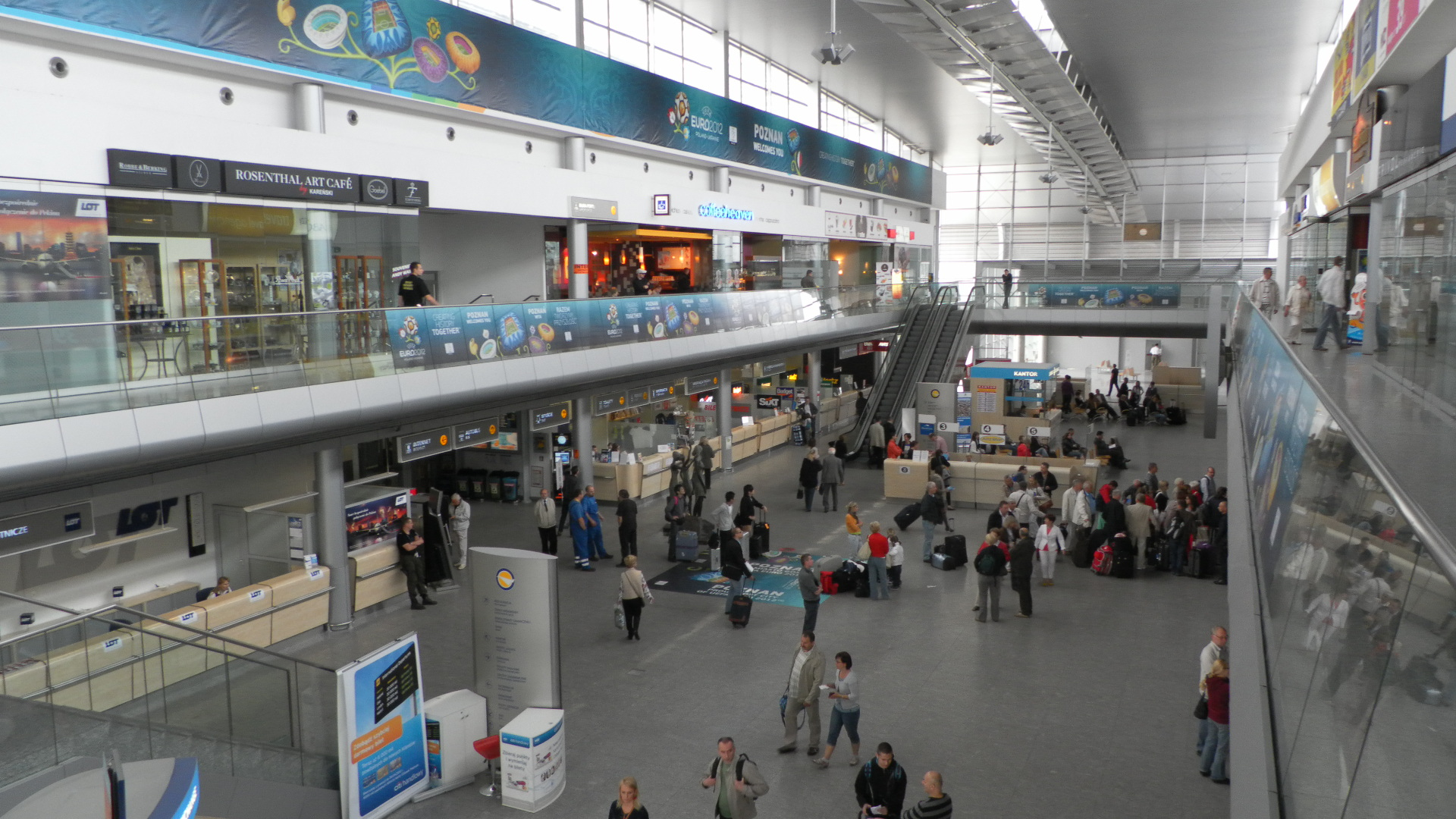
Wnętrze terminala T2 na poznańskim lotnisku

Miasto posiada międzynarodowy port lotniczy Poznań-Ławica. W marcu 2013 r. dolecieć można było z niego do 25 lotnisk zlokalizowanych głównie w krajach Europy Zachodniej. Dodatkowo w sezonie letnim 2013 z Poznania odlatywały samoloty czarterowe do 36 popularnych kurortów. W 2012 r. Ławica obsłużyła blisko 1,6 mln pasażerów, dzięki czemu uplasowała się na 6. pozycji w Polsce pod względem wielkości ruchu lotniczego.
W latach 2011–2013 dzięki środkom europejskim Port Lotniczy na Ławicy został rozbudowany. Obecnie posiada zespół terminali pasażerskich mogący obsłużyć do 3,5 mln pasażerów rocznie. Odprawa regularnego ruchu pasażerskiego odbywa się w dwóch terminalach pasażerskich: T2 – odloty i T3 – przyloty. Dodatkowo w starym terminalu pasażerki (T1) funkcjonuje wydzielony terminal General Aviation. Lotnisko posiada również towarowy terminal cargo. Na Ławicy znajdują się dwie bazy, z których startują śmigłowce – Lotniczego Pogotowia Ratunkowego oraz Sekcji Lotnictwa Komendy Wojewódzkiej Policji w Poznaniu. W działającym przy terminalu T1 ośrodku szkoleniowym Aero Poznań utworzono Europejskie Centrum Symulatorowe Cirrus Aircraft. Jest ono wyposażone w symulator lotu, który oddaje warunki identyczne z prawdziwym pilotowaniem samolotu. W północno-wschodniej części lotniska trwa budowa nowej 34-metrowej wieży kontroli ruchu lotniczego wraz z ośrodkiem radiokomunikacyjnym.
Na poznańskich Krzesinach znajduje się 31 Baza Lotnictwa Taktycznego, w której stacjonują myśliwce F-16.
Ponadto pod Poznaniem znajduje się lotnisko sportowe. W Kobylnicy funkcjonuje ośrodek szkolenia Aeroklubu Poznańskiego (lotnisko Poznań-Kobylnica), a w Gądkach działa prywatny Airport Biernat (lądowisko Żerniki). W gminie Pobiedziska (na byłym lotnisku wojskowym) powstało lądowisko Poznań-Bednary.
Historia lotnictwa w Poznaniu rozpoczęła się ponad 100 lat temu. Dnia 26 sierpnia 1913 r. w podpoznańskiej wówczas Ławicy nastąpiło oficjalne otwarcie Stacji Lotniczej Poznań. Było to pruskie lotnisko wojskowe mające wzmocnić stacjonujący w mieście IV Korpus Armii. Na powierzchni ok. 300 ha znajdowało się trawiaste pole wzlotów, przy którym wzniesiono koszary, warsztaty oraz trzy hale mogące pomieścić 30 maszyn. Jedną z nich był samolot o nazwie Poznań, ufundowany w ramach publicznej zbiórki zorganizowanej przez gazetę „Posener Tageblatt”. W roku 1921 uruchomiono z Poznania pierwsze loty pasażerskie w ruchu komercyjnym (do Gdańska i Warszawy), które były realizowane przez przedsiębiorstwo „Aero-Targ”.

### Publiczny transport zbiorowy

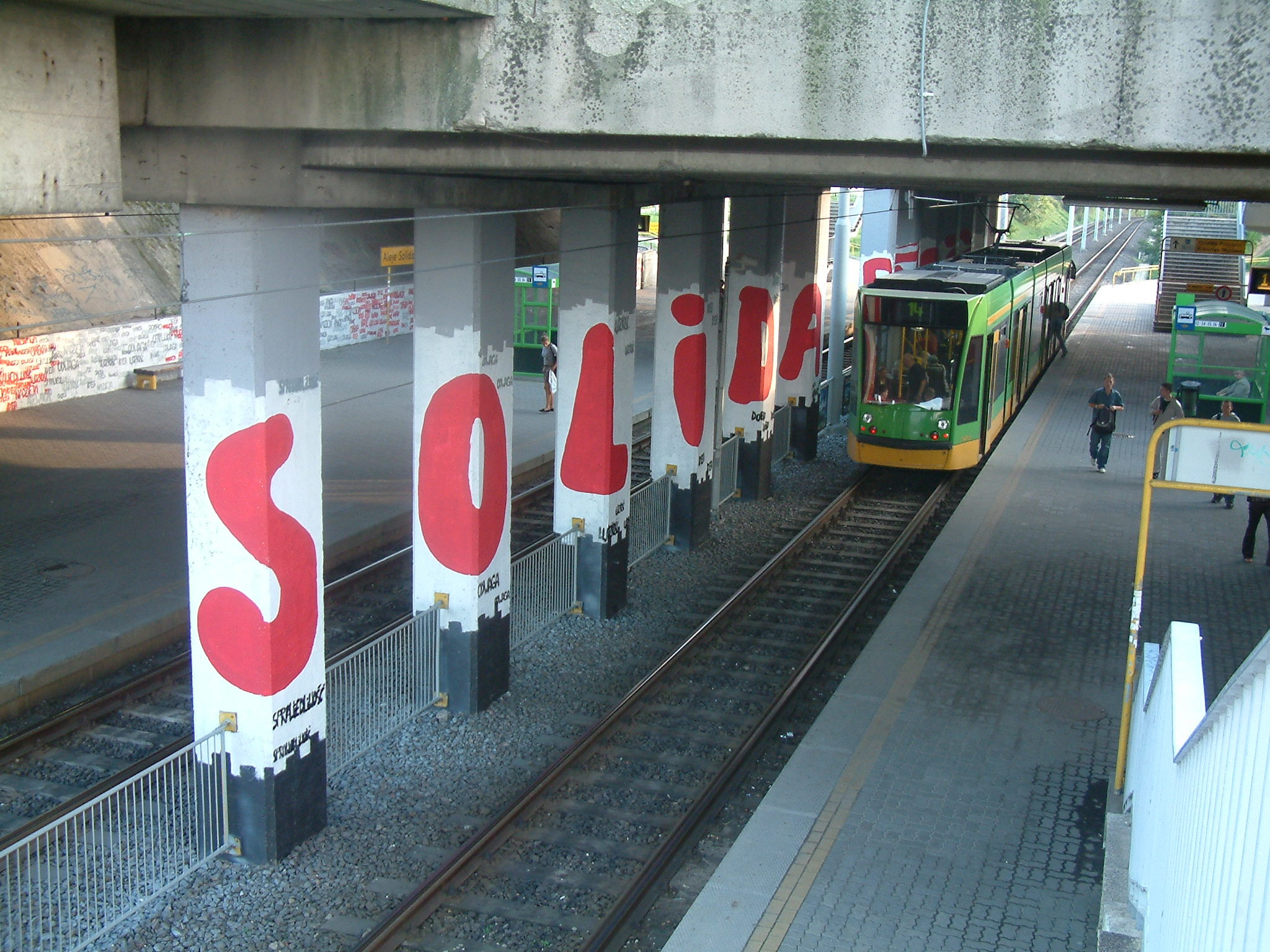
Tramwaj linii nr 14 na stacji Poznańskiego Szybkiego Tramwaju Aleje Solidarności (2006)

Podstawą transportu publicznego na terenie miasta jest 18 linii tramwajowych, które uzupełnia 50 linii autobusowych normalnych i 65 linii autobusowych podmiejskich. W nocy komunikacja publiczna opiera się na 24 liniach autobusowych oraz jednej linii tramwajowej. Większość linii nocnych kursuje co 30 minut, a ich centralnymi punktami przesiadkowymi są Rondo Kaponiera i Poznań Główny (dworzec kolejowo-autobusowy). Sieć połączeń nocnych jest druga co do wielkości w kraju i pierwsza, w której większość linii nocnych kursowała co 30 min. W 1995 zakupiono 122 autobusy niskopodłogowe firm MAN i Neoplan. Była to pierwsza tak duża dostawa autobusów niskopodłogowych w kraju, dzięki czemu obie firmy zainstalowały swe linie produkcyjne koło Poznania (odpowiednio w Sadach i w Bolechowie). Po przekształceniach własnościowych w Bolechowie powstał następnie Solaris Bus & Coach sp. z o.o., który w niedługim czasie osiągnął międzynarodowy sukces.
Jesienią 2013 r. trasy tramwajowe tworzyły siatkę połączeń o łącznej długości 70,5 km. Rozchodzą się one promieniście z centrum Poznania w kierunku 14 pętli tramwajowych zlokalizowanych w pobliżu większych osiedli mieszkaniowych, zakładów produkcyjnych, cmentarzy oraz centrów handlowych. W 2012 r. uruchomiono 2,5-kilometrową trasę tramwajową z Osiedla Lecha na Franowo, natomiast w roku 2013 otwarto 2-kilometrowe przedłużenie PST do Dworca Zachodniego.

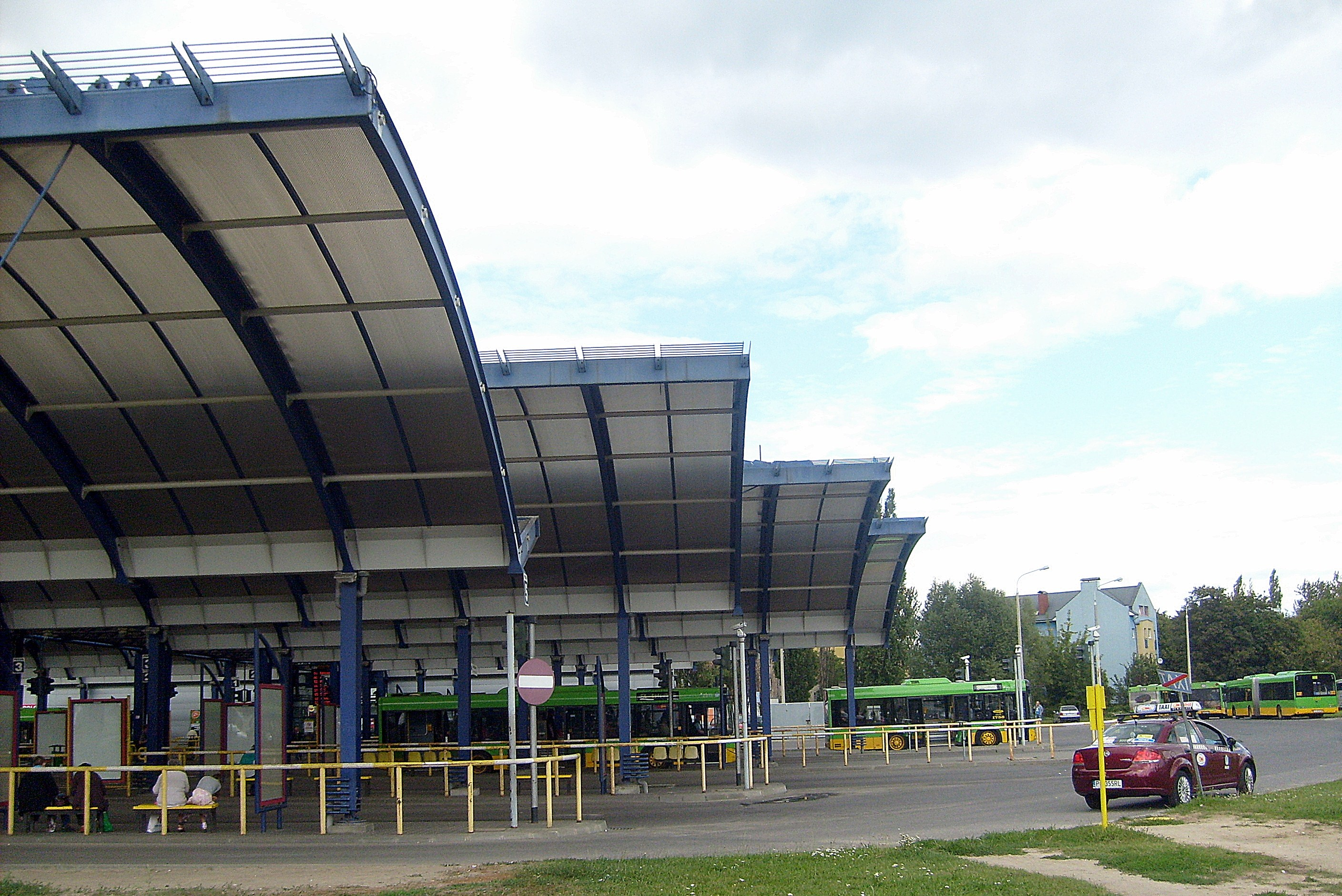
Perony dworca autobusowego Rataje (2012)

Pod koniec 2012 r. trasy autobusowe w Poznaniu tworzyły siatkę połączeń o długości 296 km. Linie autobusowe przebiegają przez wszystkie osiedla miasta, z największym zagęszczeniem w rejonie większych osiedli mieszkaniowych na Grunwaldzie, Piątkowie i Ratajach. Kończą one swój bieg na licznych pętlach autobusowych oraz w 4 nowoczesnych dworcach autobusowych stanowiących centra przesiadkowe.

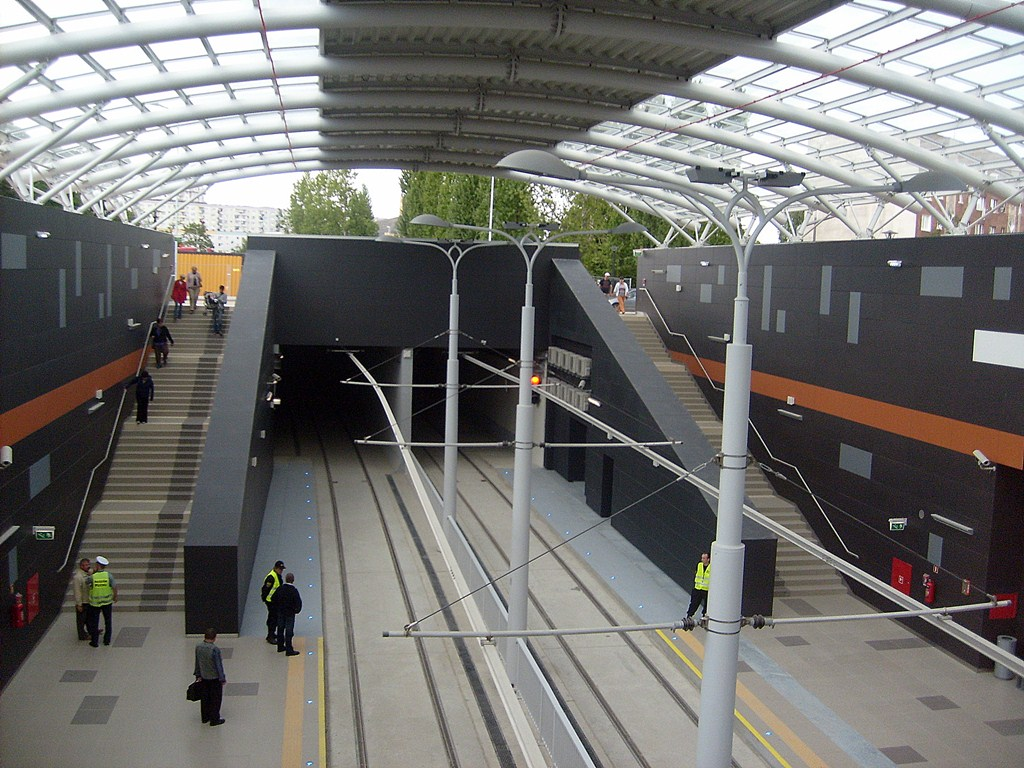
Podziemny przystanek tramwajowy Piaśnicka/Kurlandzka w tunelu trasy tramwajowej Osiedle Lecha-Franowo położonym na trasie Ratajskiego Szybkiego Tramwaju (2012)

Z badań dostępności transportu publicznego w Poznaniu przeprowadzonych w 2008 r. wynika, że sieć połączeń komunikacji zbiorowej miasta należy uznać za stosunkowo dobrą, choć wymagającą pewnych usprawnień. Od tego czasu dokonano licznych zmian w siatce połączeń, a także zrealizowano wiele inwestycji. W chwili obecnej komunikacja autobusowa nadal nie obsługuje wszystkich obszarów, na których rozwija się zabudowa mieszkaniowa, w tym przede wszystkim budownictwo jednorodzinne. Problem ten dotyczy głównie Junikowa, Krzyżownik, Naramowic / Umultowa, Osiedla Warszawskiego / Antoninka, Szczepankowa i Starołęki. Na mapie dostępności do tramwaju również występują tzw. „białe plamy”. Należą do nich m.in.: nowe osiedla na Naramowicach oraz Osiedle Kopernika.
Organizatorem lokalnego transportu zbiorowego na terenie Poznania jest Zarząd Transportu Miejskiego. Większość linii komunikacyjnych obsługiwana jest przez Miejskie Przedsiębiorstwo Komunikacyjne w Poznaniu. Podstawą taryfy biletowej są bilety czasowe umożliwiające przesiadkę oraz bilety okresowe. Na liniach autobusowych obowiązują również bilety przystankowe. Taryfa biletowa komunikacji publicznej podzielona jest na trzy strefy – miejską A oraz obejmujące gminy podmiejskie B i C. Bilety można zakupić: w 70 biletomatach stojących przy najruchliwszych przystankach komunikacji miejskiej, w 25 punktach sprzedaży (punkty ZTM i kioski Ruch-u), w mobilnych biletomatach montowanych w autobusach oraz poprzez telefon komórkowy.
W listopadzie 2010 r. powołano Związek Międzygminny „Transport Aglomeracji Poznańskiej” który zajmuje się organizacją wspólnego transportu publicznego w podpoznańskich gminach. Obecnie trwa proces integracji podmiejskich linii autobusowych z systemem miejskim. Miasto Poznań na podstawie porozumień międzygminnych przejmuje odpowiedzialność za kolejne linie autobusowe – ZTM obsługuje m.in. wszystkie połączenia w Luboniu oraz gminach Komorniki i Suchy Las. Zimą 2013 r. funkcjonowało 29 linii aglomeracyjnych (27 dziennych i 2 nocne), które wybiegały poza obszar stolicy Wielkopolski. Gminy graniczące z Poznaniem posiadają również własnych przewoźników.
Na początku 2013 r. po Poznaniu kursowało 227 składów tramwajowych oraz 320 autobusów. Stolica Wielkopolski była pierwszym dużym miastem, które masowo zaczęło kupować nowoczesny niskopodłogowy tabor autobusowy. Obecnie wszystkie autobusy jeżdżące liniowo w barwach MPK są niskopodłogowe. Tabor tramwajowy również wymieniany jest na niskopodłogowy – w styczniu 2013 r. po poznańskich torowiskach jeździło 70 pojazdów niskopodłogowych oraz 13 pojazdów w części niskopodłogowych.
Jesienią 2013 r. poznańskie MPK posiadało 5 zajezdni: Głogowska (dla ok. 85 tramwajów), Madalińskiego (dla ok. 45 tramwajów), Forteczna (dla ok. 60 tramwajów), Pusta (dla ok. 195 autobusów) i Kacza (dla ok. 125 autobusów). W 2014 r.otwarto nową zajezdnie na Franowie, która pomieści 150 tramwajów. Po jej całkowitym uruchomieniu w 2014 r. zamknięte zostaną zajezdnia przy ul. Madalińskiego oraz tory odstawcze przy ul. Budziszyńskiej.
Początki zorganizowanej komunikacji miejskiej w Poznaniu sięgają końca XIX wieku. Dnia 30 lipca 1880 r. na poznańskich ulicach pojawił się pierwszy tramwaj konny obsługujący linię z Dworca Centralnego do Starego Rynku. Tego samego roku Poznańskie Towarzystwo Kolei Konnej uruchomiło zajezdnię tramwajową przy dzisiejszych ul. Zwierzynieckiej i Gajowej. Składała się ona z wozowni, stajni, kuźni z podkowalnią oraz budynku mieszkalnego. W 1898 roku tramwaj konny został zastąpiony tramwajem elektrycznym. Kursowały wówczas 3 linie. W 1925 r. uruchomiono w Poznaniu miejską komunikację autobusową na liniach o niewielkim ruchu pasażerskim, na których komunikacja tramwajowa nie opłacała się. Linia trolejbusowa, która powstała w 1930 roku (ze Śródki do ul. Wiejskiej), była pierwszą w Polsce i zarazem jedyną w kraju do 1939 r.

### Transport rowerowy

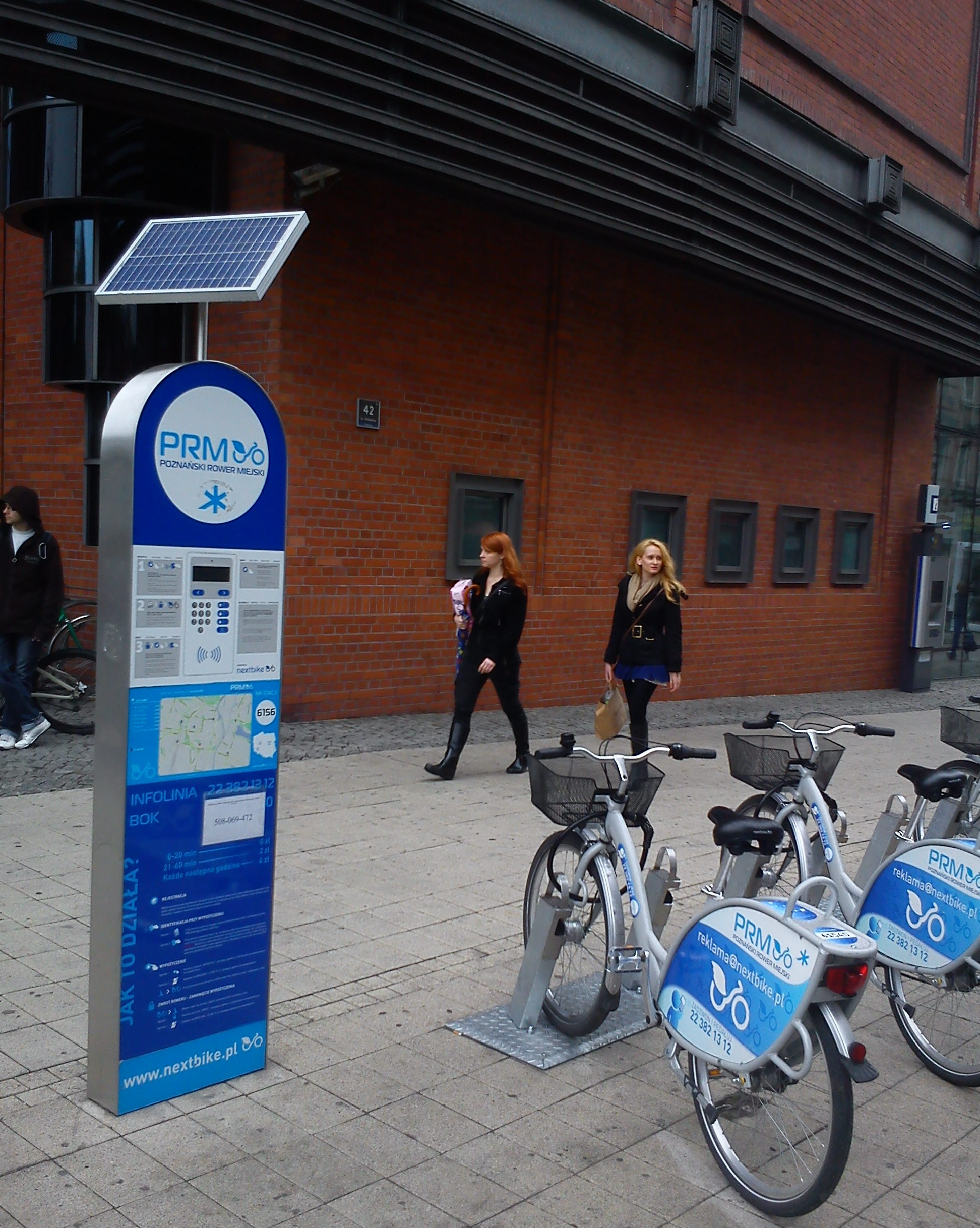
Stacja bazowa Poznańskiego Roweru Miejskiego przy Starym Browarze

Poznań leży na europejskiej sieci szlaków rowerowych EuroVelo zaprojektowanej przez Europejską Federację Cyklistów. Przebiega tędy trasa EV9 z Gdańska nad Morzem Bałtyckim do Puli nad Morzem Adriatyckim.
Pod koniec 2014 na terenie Poznania znajdowało się 134 km dróg rowerowych, co stanowiło 12,9% łącznej długości ulic w mieście.
Drogi rowerowe, pieszo-rowerowe oraz wyznaczone specjalne pasy ruchu łączą ze sobą dwie największe osiedla mieszkaniowe leżące po przeciwnych stronach śródmieścia – Rataje i Piątkowo. Stolica Wielkopolski posiada sieć tras bezkolizyjnie wyprowadzających rowerzystów z miasta. Można nimi dojechać m.in. nad jeziora Rusałka i Strzeszyńskie, a dalej do Szamotuł i Międzychodu; do rezerwatu Meteoryt Morasko; Piastowskim Traktem Rowerowym do Gniezna; a Ziemiańskim Szlakiem Rowerowym do Wielkopolskiego Parku Narodowego oraz dalej do Kościana i Rawicza. Z Malty dotrzeć można do Kalisza i Ostrowa Wielkopolskiego. Ze Starołęki dojechać można natomiast do Kórnika i Rogalina, a z ul. Bukowskiej – do Lusowa.
W mieście wisi ok. 700 znaków prowadzących szlaki rowerowe do centralnego punktu, którym jest skrzyżowanie ul. Jana Pawła II i Abpa Baraniaka nad Jeziorem Maltańskim. Miejsce to nazwano Poznańskim Węzłem Rowerowym.
W stolicy Wielkopolski zamontowano 14 publicznych stojaków rowerowych. Darmowe parkingi strzeżone dla rowerzystów znajdują się na 8 parkingach buforowych Poznańskiej Strefy Płatnego Parkowania.
W sezonie letnim 2017 działało w Poznaniu 88 wypożyczalni rowerów: 15 należących do systemu Poznański Rower Miejski zarządzanego przez firmę Nextbike, 2 wypożyczalnie MaltaBike, wypożyczalnia Malta Ski, wypożyczalnia ZTM, darmowa wypożyczalnia Enea oraz wypożyczalnia rowerów elektrycznych domu towarowego Kupiec Poznański. W nocy z 30 listopada na 1 grudnia zakończono funkcjonowanie systemu Poznańskiego Roweru Miejskiego.
Poznań jest jednym z miast ocenionych w raporcie „Miasta dla Rowerzystów 2023”, przygotowanym przez firmę Dadelo S.A. we współpracy z Sebastianem Gruszką z Fundacji na Rowerze. Analiza uwzględniła m.in. długość tras rowerowych, bezpieczeństwo, dostępność wypożyczalni oraz działania promujące jazdę na rowerze.
Poznań wyróżnia się rozbudowaną siecią tras rowerowych, obejmującą ponad 130 km dróg, które łączą kluczowe punkty w mieście i prowadzą do popularnych miejsc rekreacyjnych. Doceniono również działania poprawiające bezpieczeństwo oraz politykę sprzyjającą rowerzystom.
Wyniki raportu potwierdzają, że Poznań jest przyjaznym miastem dla rowerzystów, które stale inwestuje w rozwój infrastruktury i promocję zrównoważonego transportu.

## Administracja
Poznań jest miastem na prawach powiatu. Mają w nim siedzibę władze województwa oraz powiatu poznańskiego. Miasto jest centrum administracyjnym dla Wielkopolski, zlokalizowana jest w nim urzędów o zasięgu regionalnym. Poznań pełni również część ponadregionalnych funkcji administracyjnych dla Polski północno-zachodniej.

### Administracja samorządowa

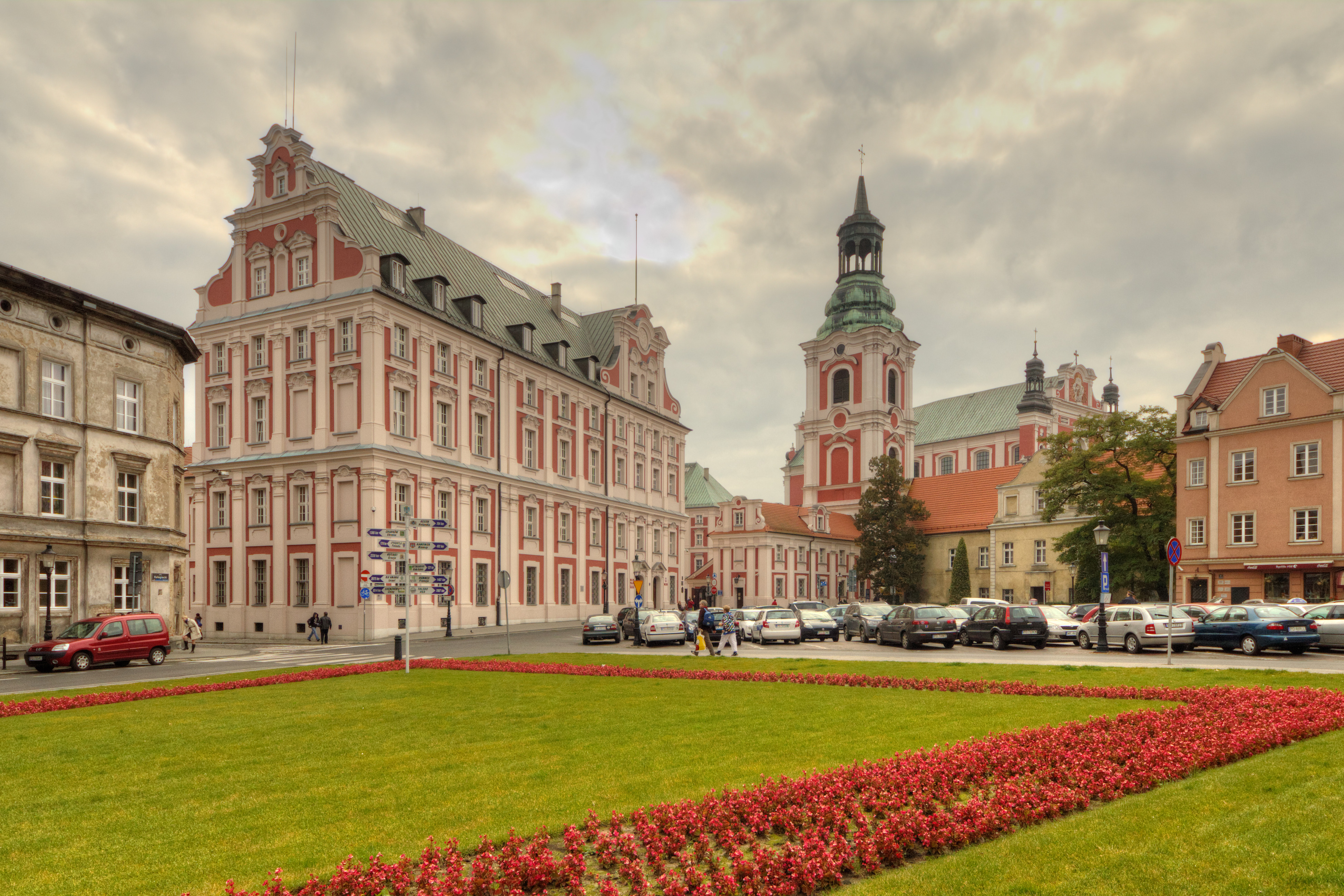
Urząd Miasta Poznania – dawne kolegium jezuickie

Poznań posiada status miasta na prawach powiatu. Oznacza to, że gmina miejska wykonuje zadania powiatu. Organem stanowiącym samorządu jest Rada Miasta Poznania, składająca się z 37 radnych, którzy są wybierani w 7 okręgach wyborczych. Organem wykonawczym samorządu jest prezydent miasta. Obecnie funkcję tę sprawuje Jacek Jaśkowiak.
Miasto jest siedzibą władz województwa wielkopolskiego. Mieszkańcy wybierają 6 z 39 radnych do Sejmiku Województwa Wielkopolskiego. Poznań jest też siedzibą władz powiatu poznańskiego.
Poznań jest członkiem Związku Miast Polskich i Unii Metropolii Polskich.

#### Podział administracyjny

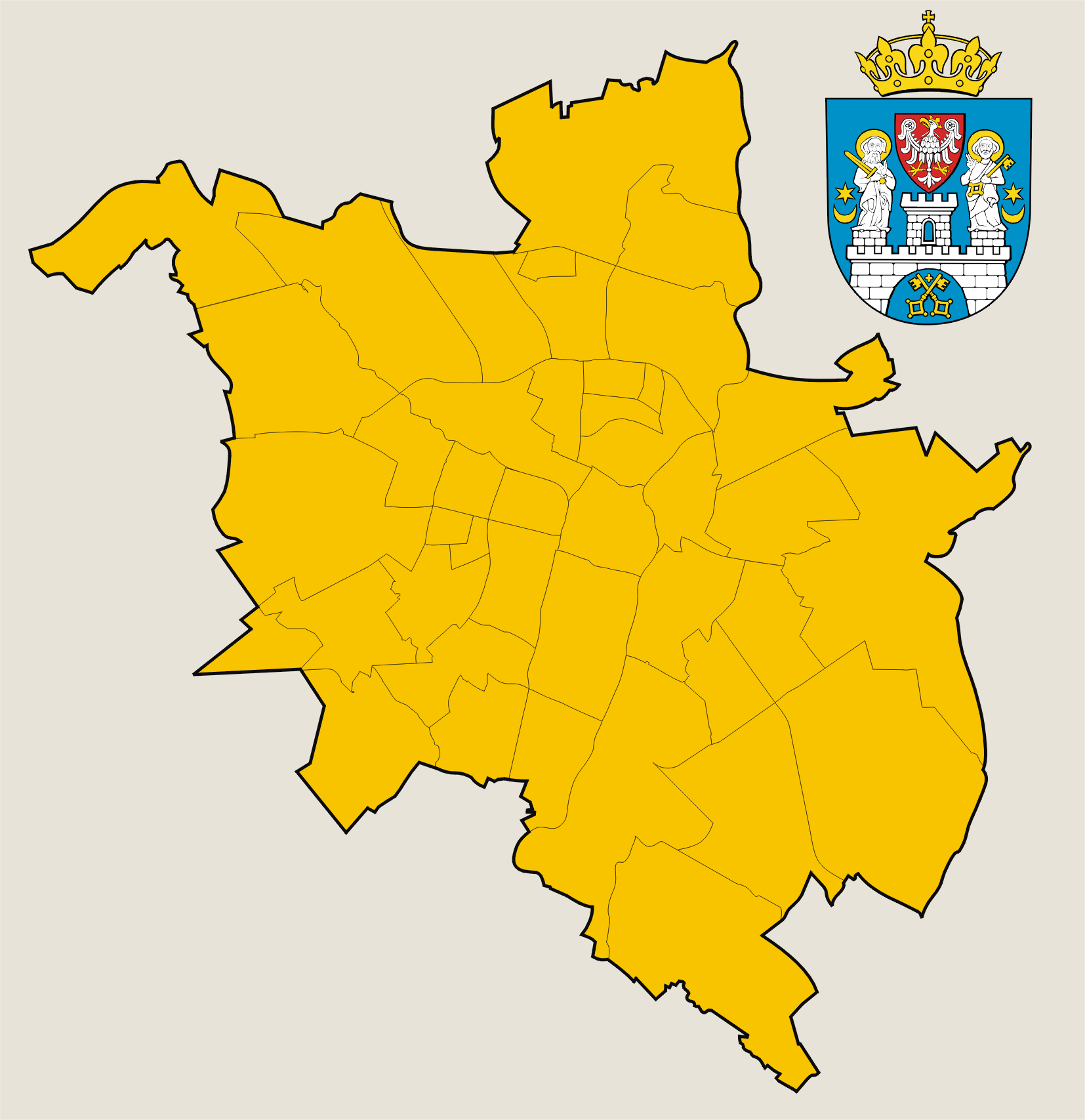
Podział administracyjny Poznania

Od 2011 obszar Poznania jest podzielony na 42 jednostki pomocnicze miasta, zwane osiedlami. Mieszkańcy każdej jednostki pomocniczej wybierają radę osiedla, a ich organem wykonawczym jest zarząd osiedla. Reprezentują one lokalne wspólnoty mieszkańców przy realizacji zadań samorządu miejskiego. Do zadań własnych osiedli należy dbanie o ład i porządek przestrzeni lokalnej oraz utrzymanie lokalnej infrastruktury miejskiej. W celu obsługi działalności osiedli w strukturach Urzędu Miasta powołano Wydział Wspierania Jednostek Pomocniczych Miasta. Sprawuje on również nadzór nad ich działalnością.
W latach 1954–1976 oraz 1984-90 miasto było podzielone na 5 dużych dzielnic: Grunwald, Jeżyce, Nowe Miasto, Stare Miasto, Wilda. Pomimo nieaktualności podział ten bywa stosowany przez mieszkańców. Występuje również w statystyce oraz działalności niektórych urzędów.

#### Współpraca międzynarodowa
W Poznaniu znajduje się ok. 30 urzędów konsularnych. Większość z nich to instytucje honorowe. Jedyną regularną placówką jest Konsulat Generalny Federacji Rosyjskiej. W mieście ulokowane są również 2 konsulaty kierowane przez honorowych konsulów generalnych. Są to placówki Albanii i Turcji. Natomiast Stany Zjednoczone posiadają agencję konsularną, która zastąpiła istniejący do 1989 roku konsulat generalny.
Samorząd miasta nawiązał szereg bliskich, bezpośrednich kontaktów z miastami partnerskimi. Pierwsze porozumienia o współpracy Poznań zawarł z czeskim Brnem w 1966 roku. W 1979 roku miasto zawarło dwie kolejne umowy o współpracy z fińskim Jyväskylä oraz niemieckim Hanowerem, jednak większość porozumień partnerskich Poznań zawarł w latach 90 XX wieku. Obecnie posiada 15 miast partnerskich oraz jedno miasto zaprzyjaźnione – gruzińskie Kutaisi. Poznań utrzymuje najbliższe partnerstwo z Hanowerem, Rennes i Nottinghamshire.
| Miasta i samorządy partnerskie | Państwo           | Data podpisania umowy |
| ------------------------------ | ----------------- | --------------------- |
| Assen                          | Holandia          | 22 października 1992  |
| Bolonia                        | Włochy            | 5 grudnia 2017        |
| Brno                           | Czechy            | 16 września 1966      |
| Charków                        | Ukraina           | 24 września 1998      |
| Győr                           | Węgry             | 23 stycznia 2008      |
| Hanower                        | Niemcy            | 29 października 1979  |
| Jyväskylä                      | Finlandia         | 30 czerwca 1979       |
| Kutaisi                        | Gruzja            | 6 lipca 2009          |
| Nablus                         | Palestyna         | 22 maja 1997          |
| Nottinghamshire (hrabstwo)     | Wielka Brytania   | 23 maja 1994          |
| Pozuelo de Alarcón             | Hiszpania         | 9 października 1992   |
| Ra’ananna                      | Izrael            | 21 czerwca 2010       |
| Rennes                         | Francja           | 4 kwietnia 1998       |
| Shenzhen                       | Chiny             | 30 lipca 1993         |
| Toledo                         | Stany Zjednoczone | 6 kwietnia 1991       |

### Administracja rządowa
W Poznaniu siedzibę ma Wojewoda Wielkopolski, który jest przedstawicielem administracji rządowej w regionie. Podległy mu urząd wojewódzki wraz z jednostkami administracji zespolonej szczebla wojewódzkiego tworzy regionalny kompleks administracji rządowej. Od 29 stycznia 2021 roku urząd wojewody sprawuje Michał Zieliński.
W wyborach parlamentarnych poznaniacy wybierają w okręgu wyborczym nr 39 10 posłów do Sejmu RP. Miasto stanowi samodzielny jednomandatowy okręg wyborczy do senatu. Poznaniacy wybierają posłów do Parlamentu Europejskiego z okręgu wyborczego nr 7.

### Wymiar sprawiedliwości

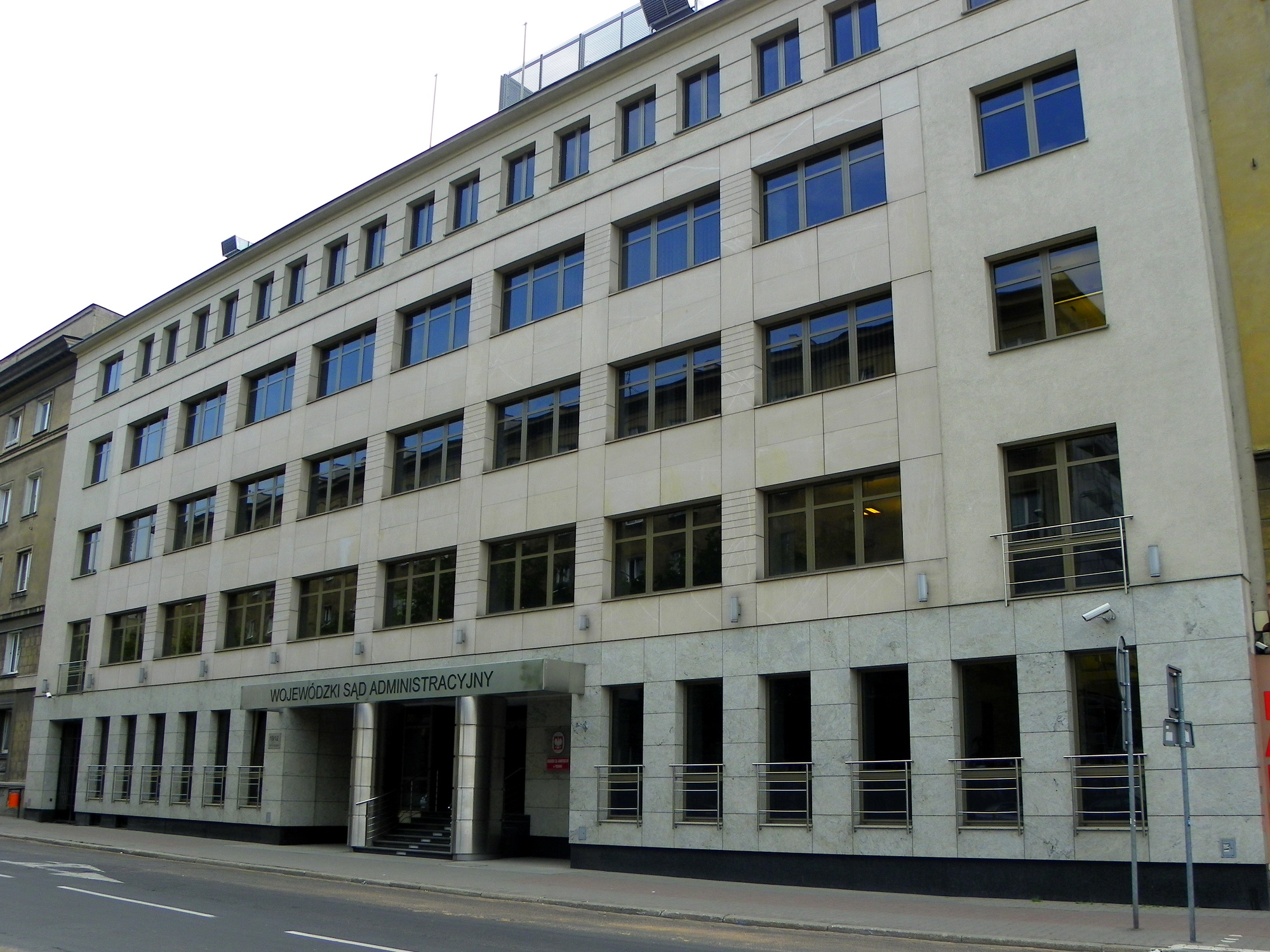
Wojewódzki Sąd Administracyjny w Poznaniu

Obszar miasta podzielony jest pomiędzy 3 różne sądy rejonowe. Są to sądy rejonowe dla dzielnic: Grunwald i Jeżyce, Nowe Miasto i Wilda oraz Stare Miasto. Ich właściwość miejscowa poza tytularnymi dzielnicami wychodzi poza granice miasta obejmując gminy ościenne. Sąd Rejonowy Grunwald i Jeżyce zajmuje się sprawami z gmin (lub ich części) Dopiewo, Komorniki oraz Tarnowo Podgórne. Sąd Rejonowy Nowe Miasto i Wilda odpowiada za sprawy z gmin Czerwonak, Luboń, Puszczykowo i Swarzędz. Natomiast Sąd Rejonowy Stare Miasto jest właściwy dla spraw z gmin Murowana Goślina oraz części gminy Suchy Las.
W Poznaniu znajduje się sąd okręgowy w którego okrąg właściwości to 12 sądów rejonowych z centralnej i północno-zachodniej Wielkopolski. W mieście zlokalizowany jest również sąd apelacyjny, którego obszar apelacji obejmuje sądy okręgowe w Poznaniu, Koninie i Zielonej Górze. Mieści się tutaj również wojewódzki sąd administracyjny, który jest pierwszą instancją w postępowaniach sądowo-administracyjnych dla całej Wielkopolski.
Granicom właściwości sądów odpowiada struktura prokuratur powszechnych. Utworzono cztery prokuratury rejonowe: Grunwald i Jeżyce, Nowe Miasto, Stare Miasto oraz Wilda. Prokuratury okręgowa i apelacyjna mają zasięg działania zgodny z właściwością odpowiadających im sądów.
Poznań jest jedynym obok Warszawy centrum sądownictwa wojskowego. Znajduje się tutaj wojskowy sąd garnizonowy (odpowiednik sądu rejonowego) oraz wojskowy sąd okręgowy posiadający zwierzchnictwo nad sądami garnizonowymi w Gdyni, Poznaniu, Szczecinie i Wrocławiu. Sądom wojskowym towarzyszy odpowiadająca im organizacja prokuratury wojskowej: wojskowa prokuratura garnizonowa oraz wojskowa prokuratura okręgowa.
Przy ul. Młyńskiej, znajduje się areszt śledczy. Posiada on oddziały znajdujące się przy ul. Nowosolskiej oraz w Baranowie i Komornikach. Natomiast tuż przy granicy miasta w podpoznańskich Koziegłowach zlokalizowany jest zakład karny.

## Demografia

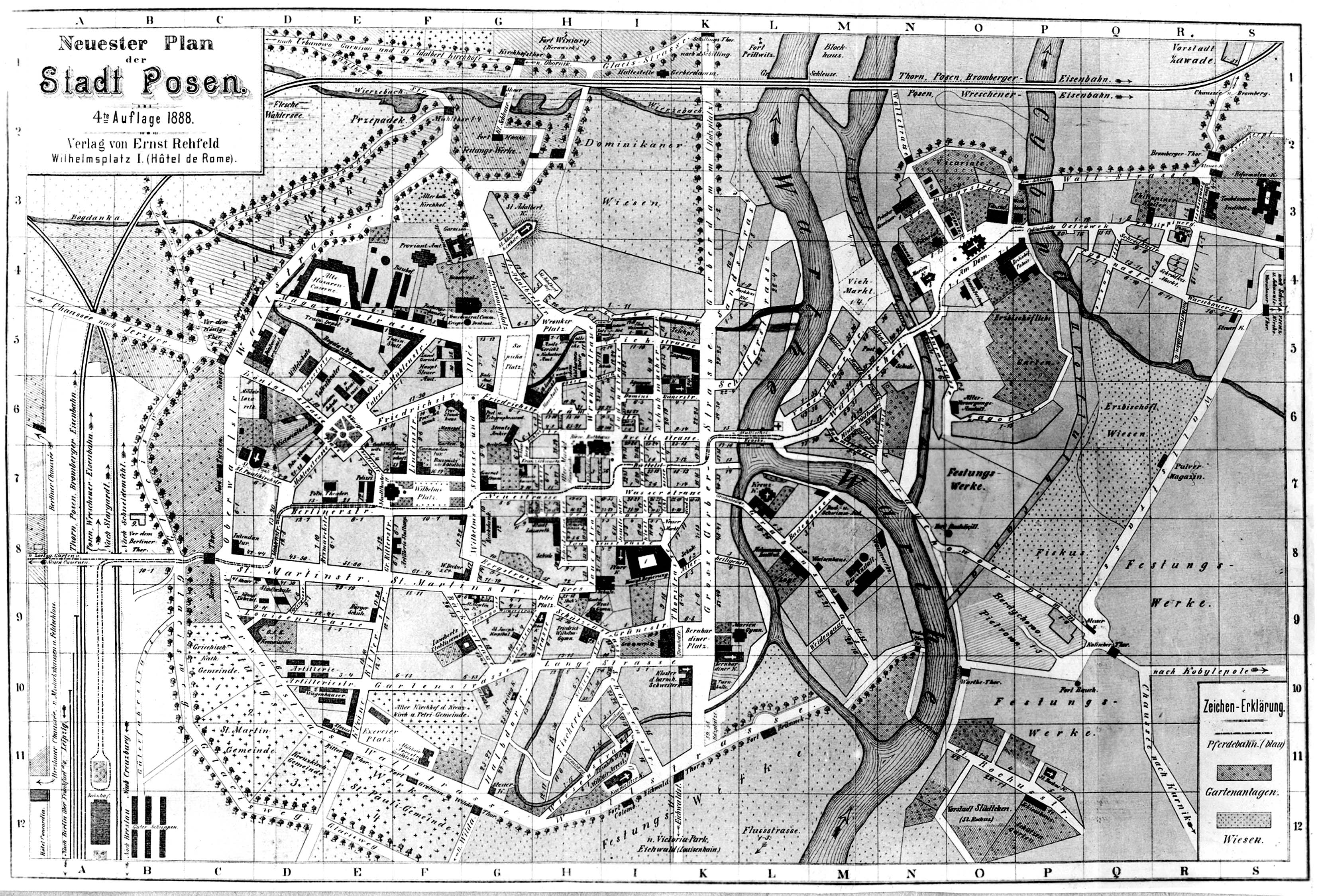
Plan Poznania z 1888 r.

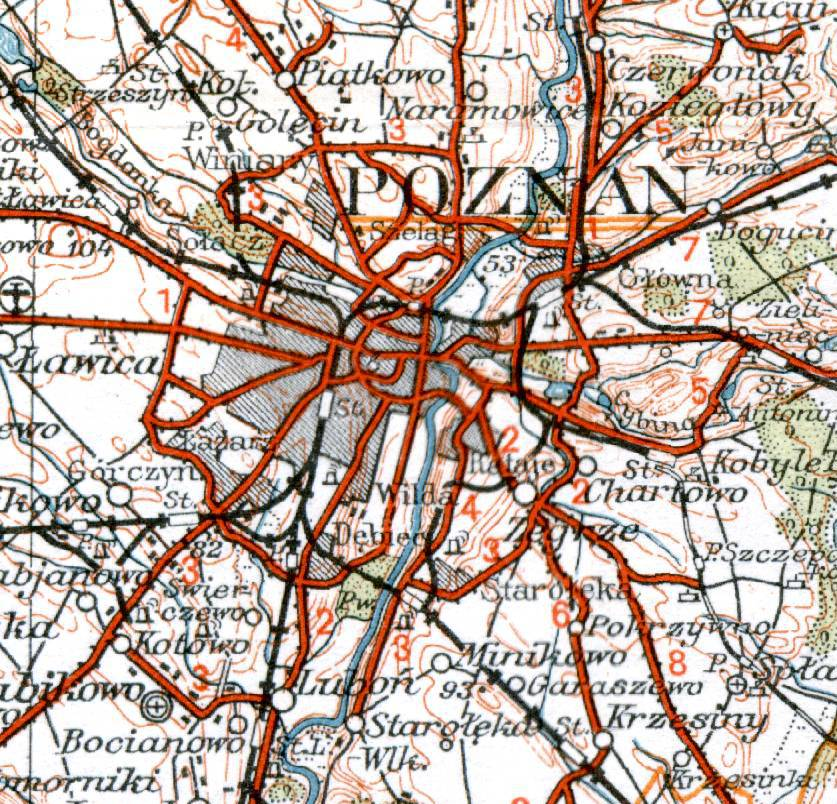
Wojskowa mapa Poznania z 1935 r.

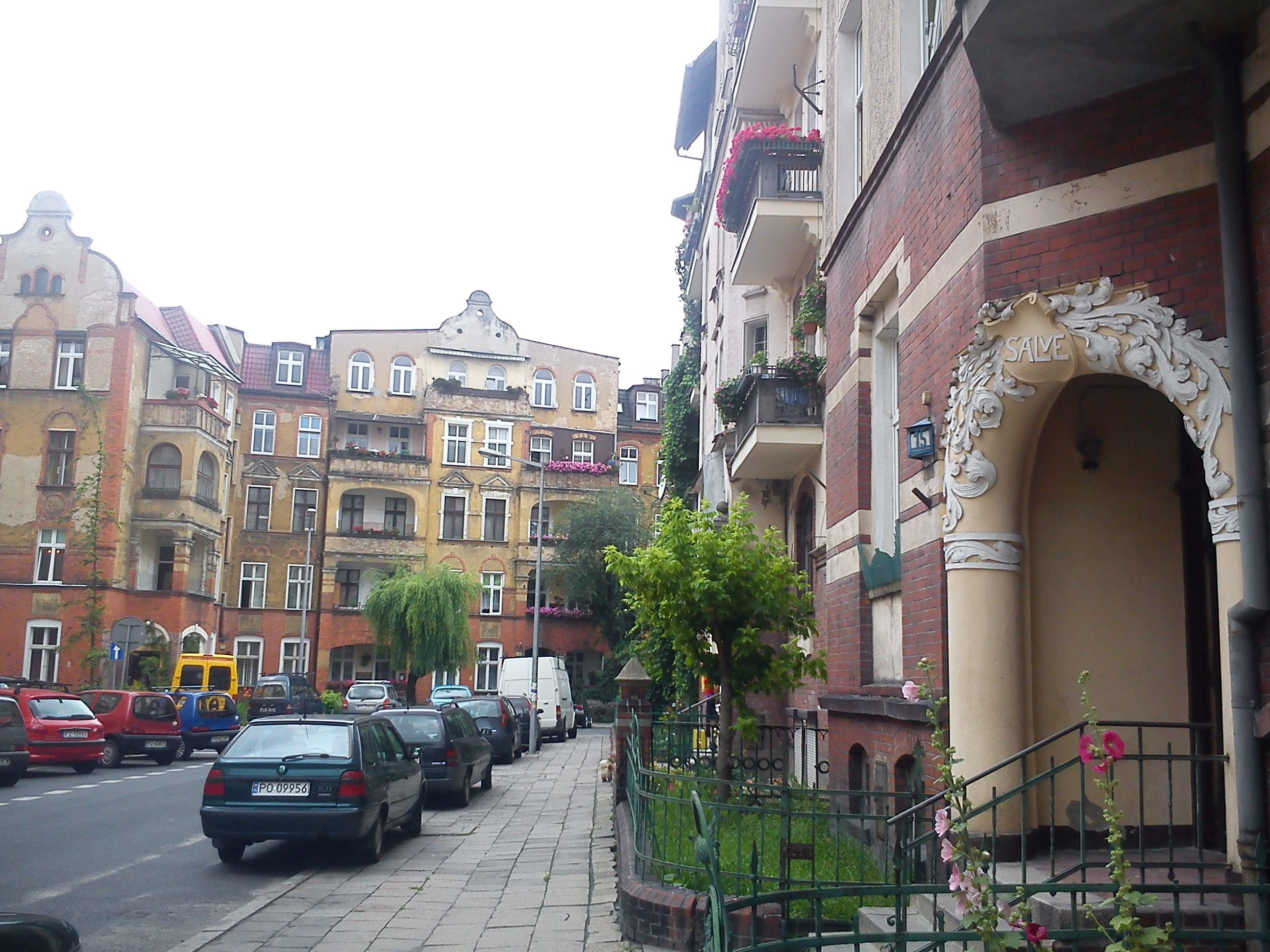
Osiedle przy ulicy Skrytej z 1905 roku (osiedle widoczne na drugim planie)

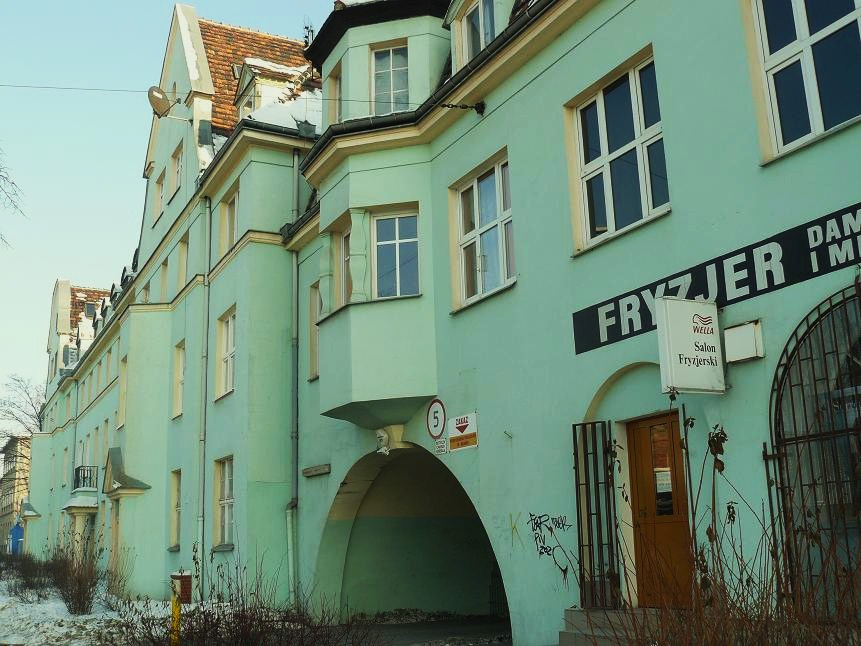
Kolonia robotników kolejowych na Wildzie z początku XX wieku

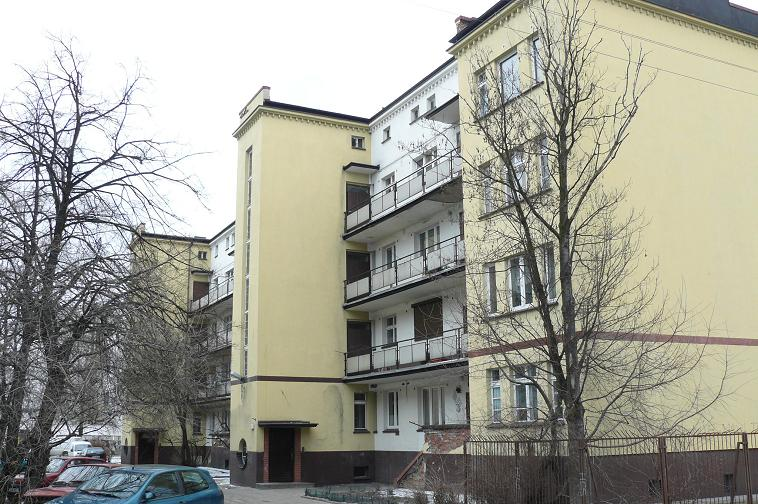
Osiedle galeriowców na Komandorii z lat trzydziestych XX wieku

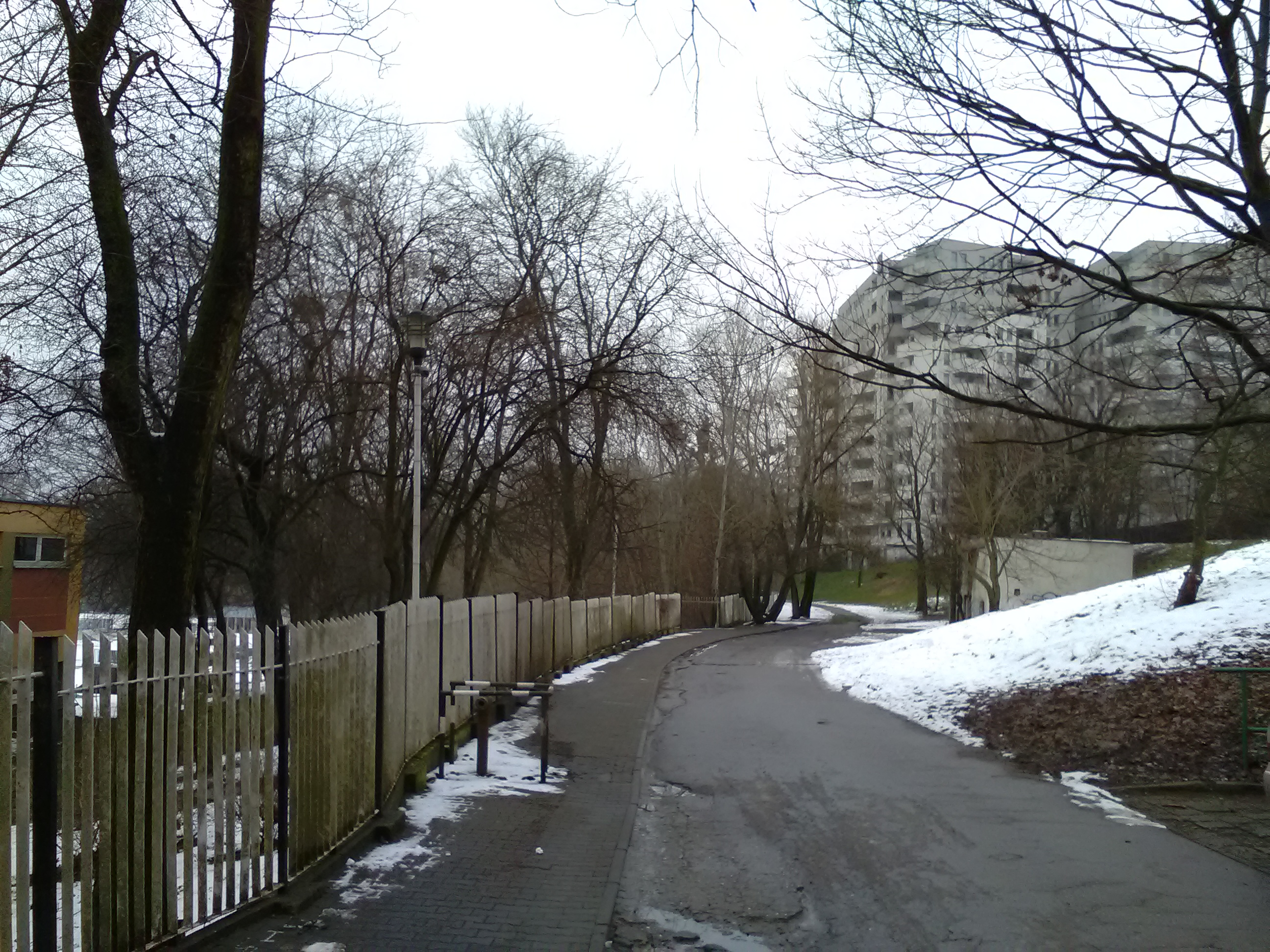
Apartamentowiec Pelikan z 2007 roku

Według danych GUS za rok 2023 Poznań zamieszkiwało 541 316 osoby (piąte miejsce w kraju), a gęstość zaludnienia wynosiła 2067 osoby na kilometr kwadratowy. W Poznaniu mieszkało 15,59% ludności województwa wielkopolskiego, co jednocześnie stanowiło 1,4% mieszkańców Polski. Z kolei na bazie danych poznańskiego oddziału GUS r. za rok 2019 całą aglomerację poznańską zamieszkiwały łącznie 1 050 383 osoby.
Z badań przeprowadzonych w 2011 r. wynika, że średnia długość życia mężczyzn zamieszkujących Poznań wynosi 74,9 lat. Przeciętna poznanianka żyje dłużej od mężczyzny o 6,5 roku umierając w wieku 81,4 lat. Długość trwania życia mieszkańców Poznania jest zbliżona do długości dożywania ludności Warszawy (75,4/82,0), Krakowa (75,6/81,9), Trójmiasta (75,1/81,8) i Wrocławia (74,0/81,6), wyższa natomiast od przeciętnej długości życia w Szczecinie (72,8/81,1), konurbacji katowickiej (70,6/78,5), czy Łodzi (70,1/78,4).
W latach 2008–2011 przychodziło na świat rocznie ok. 5,8–6,2 tys. dzieci urodzonych przez poznanianki.
W 2011 r. współczynnik dzietności dla Poznania wynosił 1,24. Podobne wyniki odnotowano w konurbacji katowickiej (1,26) i Warszawie (1,26); niższe natomiast w Trójmieście (1,20), Krakowie (1,16), Wrocławiu (1,16), Łodzi (1,14) czy Szczecinie (1,10). Dla zastępowalności pokoleń współczynnik ten powinien wynosić 2,10–2,15.
Najwyższą jak dotąd liczbę ludności Poznań odnotował w 1990 - według danych GUS 590 101 mieszkańców. Od tego momentu liczba ta wolno i stopniowo maleje. Ma to związek z przenoszeniem się mieszkańców do miejscowości w podpoznańskich gminach, a także z ogólnym trendem ujemnego przyrostu naturalnego. Odwrotna sytuacja ma miejsce w powiecie poznańskim – tam w ciągu ostatnich 17 lat liczba mieszkańców wzrosła o 43,2% z poziomu 240,7 tys. osób w 1995 r. do 344,7 tys. w roku 2012.
Piramida wieku mieszkańców Poznania w 2014 roku.

W 2019 w Poznaniu, mieszkało około 11 tys. Ukraińców.
GUS 20 września 2022 r. opublikował wyniki spisu powszechnego z 2021 r. według którego liczba mieszkańców Poznania wzrosła w stosunku do roku 2020 i wynosiła 546 859 mieszkańców (dane te nie uwzględniają m.in. obywateli Ukrainy, którzy masowo przyjechali do stolicy Wielkopolski po 24 lutego 2022 r. oraz osób pracujących tymczasowo w Poznaniu, którzy nie są ujmowani w rejestrach urzędowych):
- -1,4% w porównaniu do 2011 r. (8. najmniejszy spadek wśród miast),
- +2,8% zmiana wobec ludności szacowanej metodą bilansową (według stanu na 31 grudnia 2020 r.).

Wykres liczby ludności miasta Poznań na przestrzeni ostatnich 4 stuleci:
Struktura demograficzna mieszkańców Poznania według danych GUS z dnia 20 września 2021 r.:
| Opis                                                                    | Ogółem          | Mężczyźni       | Kobiety         |
| ----------------------------------------------------------------------- | --------------- | --------------- | --------------- |
| Ogółem                                                                  | 546 859 (100%)  | 255 076 (46,7%) | 291 783 (53,3%) |
| Wiek przedprodukcyjny (0–17 lat)                                        | 84 660 (15,5%)  | 84 660 (15,5%)  | 84 660 (15,5%)  |
| Wiek produkcyjny (mężczyźni 18–64 lata, kobiety 18–59 lat)              | 332 695 (60,8%) | 332 695 (60,8%) | 332 695 (60,8%) |
| Wiek poprodukcyjny (mężczyźni 65 lat i więcej, kobiety 60 lat i więcej) | 129 504 (23,7%) | 129 504 (23,7%) | 129 504 (23,7%) |

## Turystyka

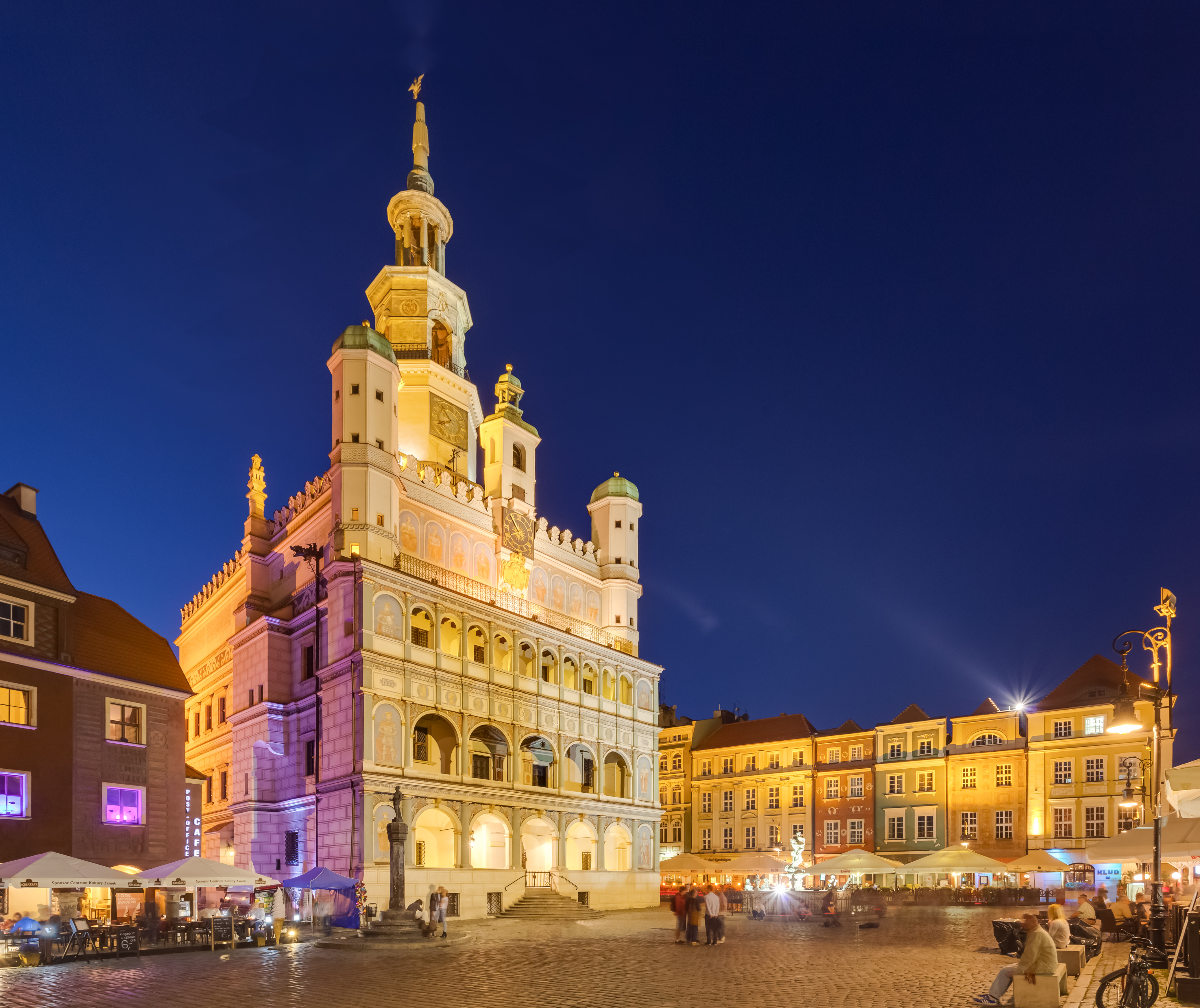
Renesansowy ratusz

Poznań jest na czwartym miejscu pod względem odwiedzin przez turystów miastem w Polsce. W 2012 r. z zarejestrowanych obiektów noclegowych skorzystało tu łącznie 621,8 tys. turystów, w tym z zagranicy – 175,0 tys. osób.
Z badań ruchu turystycznego wynika, że ok. 38% turystów przyjeżdża do miasta w celach biznesowych – osoby te uczestniczą w targach, konferencjach, spotkaniach biznesowych i szkoleniach. Kolejną najliczniejszą grupę tworzą turyści odwiedzający Poznań w celu zwiedzania, wypoczynku i rekreacji – stanowią oni ok. 30–35% ruchu turystycznego.
Pod koniec lipca 2012 r. na terenie Poznania i powiatu poznańskiego znajdowały się 154 całoroczne obiekty noclegowe (w tym 77 hoteli). Dysponowały one łącznie 11,7 tys. miejsc noclegowych (w hotelach – 7,7 tys. miejsc).
W Poznaniu znajduje się 6 punktów informacji turystycznej (m.in. na dworcu kolejowym i lotnisku oraz na targach). Dodatkowo w mieście zainstalowano 7 turystycznych infokiosków multimedialnych.
Od 2024 roku istnieje możliwość otrzymania jednostopniowej odznaki turystycznej „Korona Poznania” za zdobycie siedmiu najwyższych i najbardziej atrakcyjnych pod względem turystycznym, historycznym oraz przyrodniczym wzniesień w mieście. Program jest inicjatywą społeczną.

### Atrakcje turystyczne

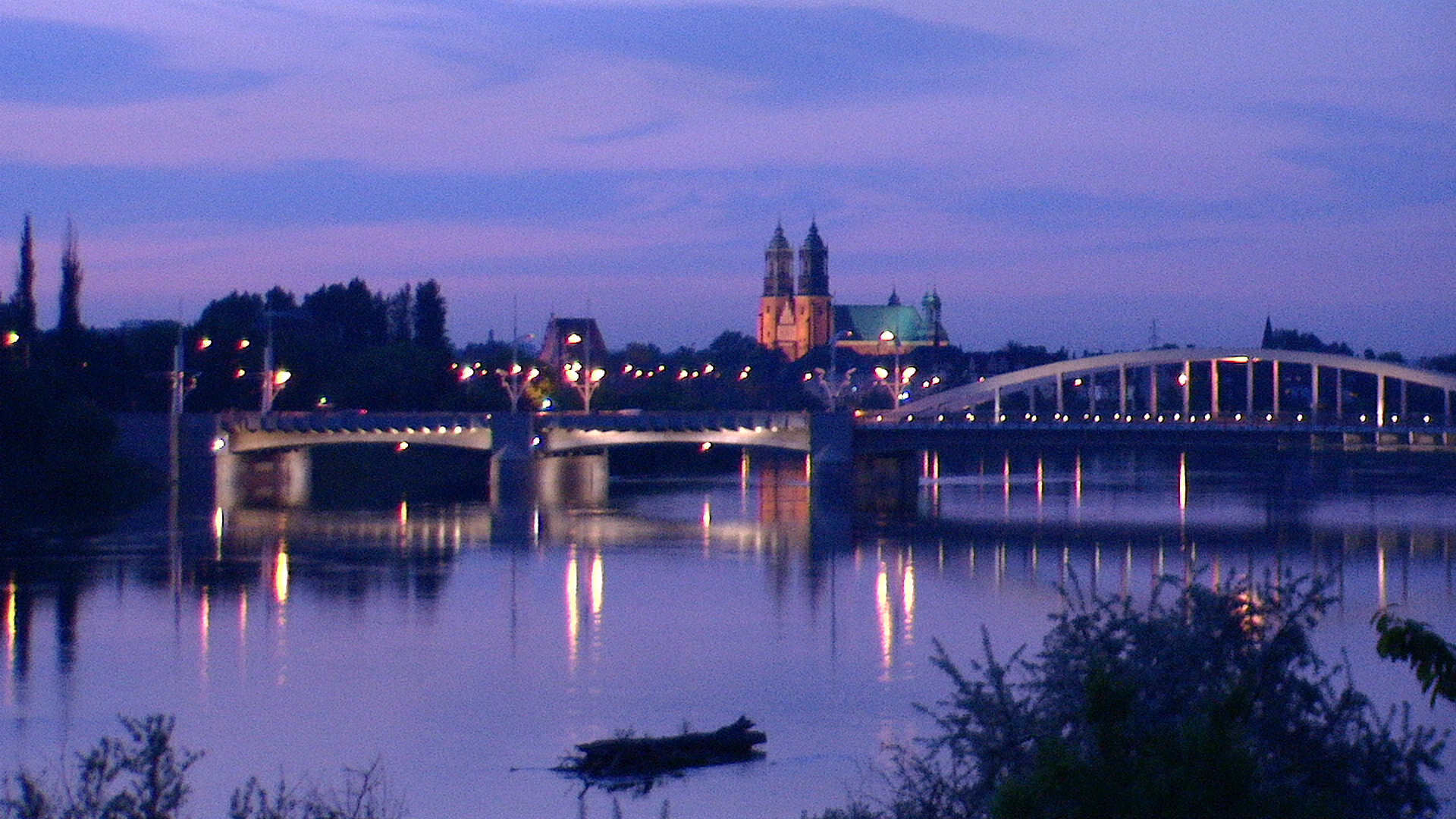
Ostrów Tumski z perspektywy Warty i Mostu Rocha

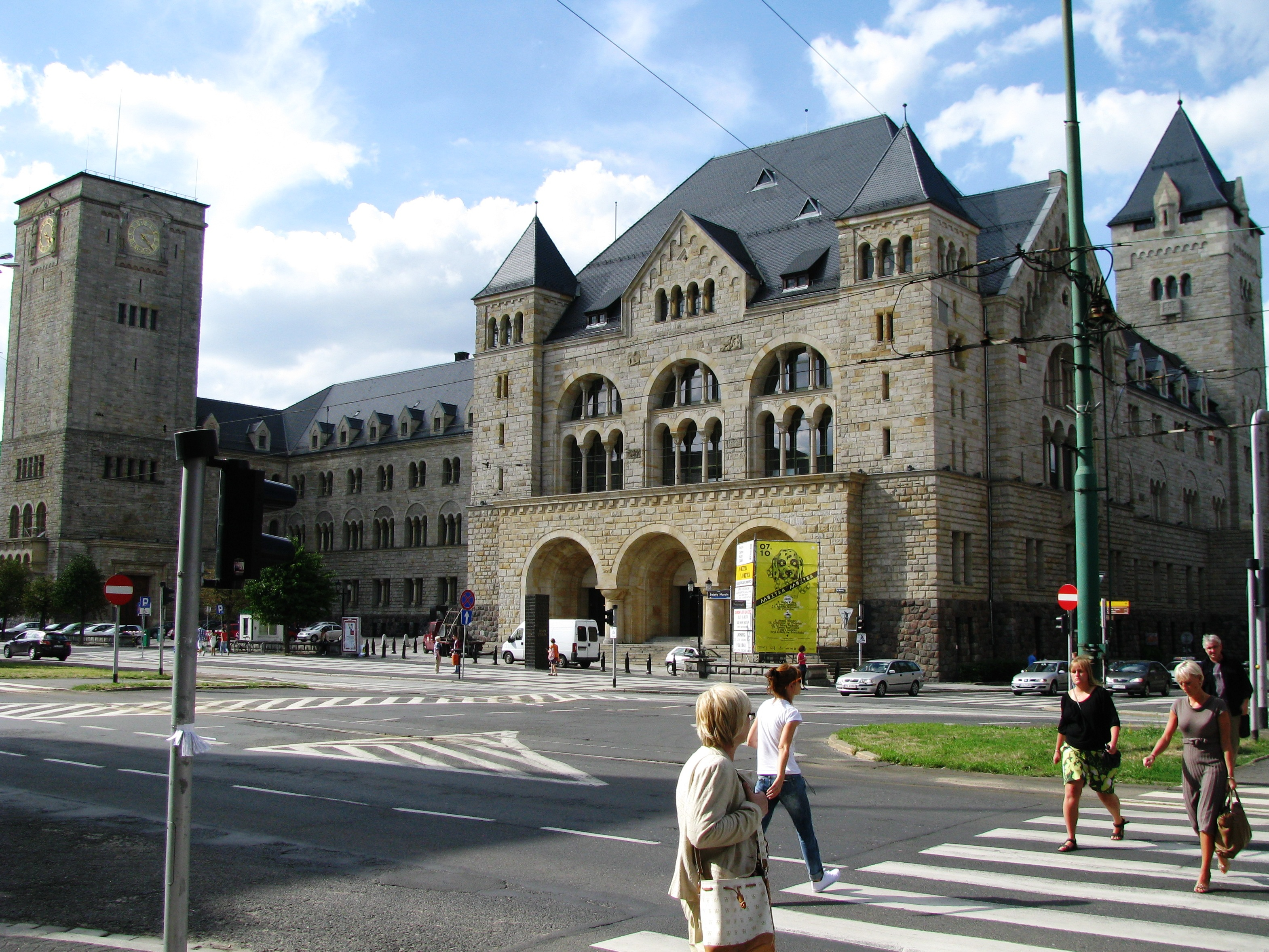
Zamek Cesarski

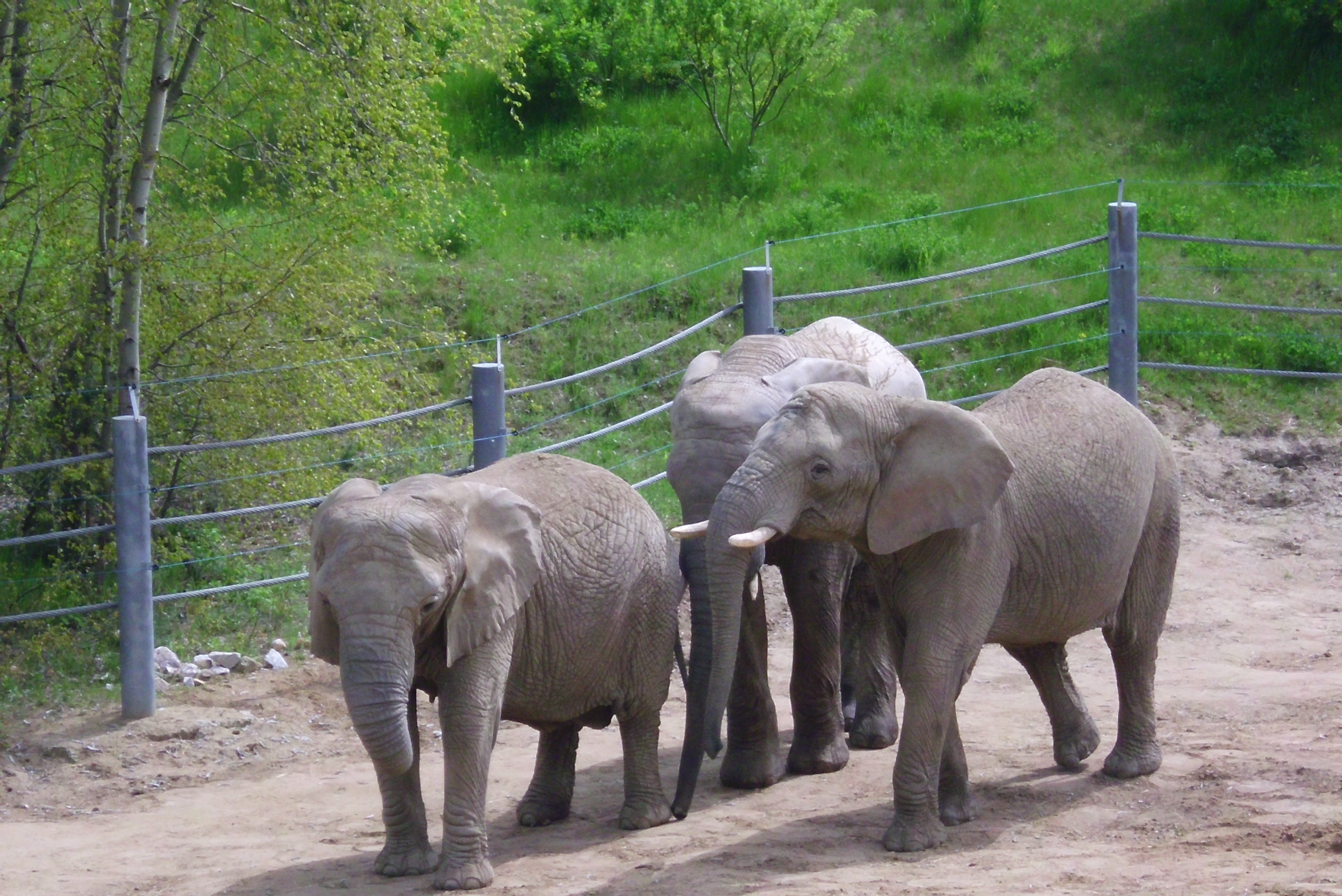
Słonie afrykańskie w Nowym Zoo (2014)

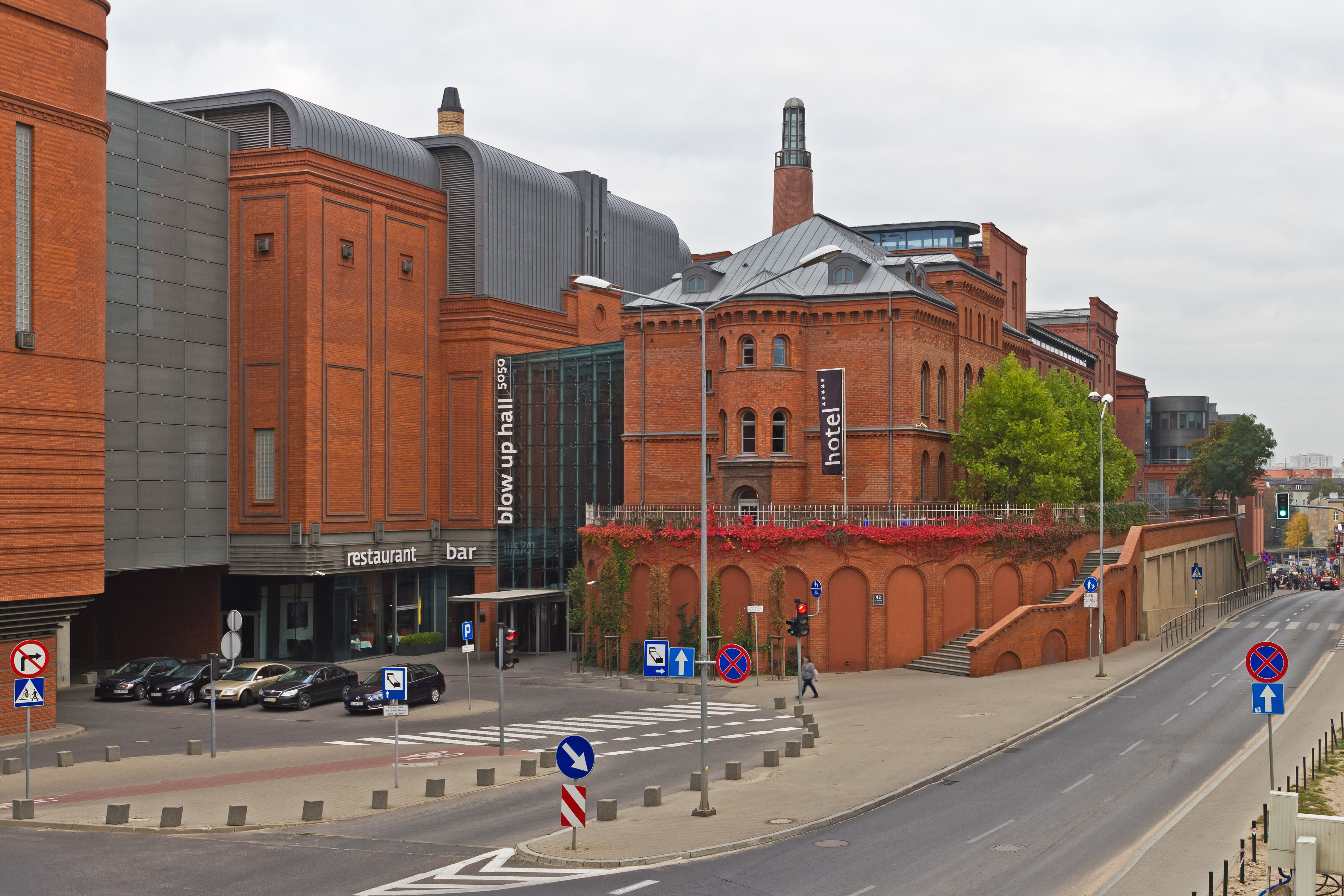
Stary Browar (ul. Półwiejska) w Poznaniu

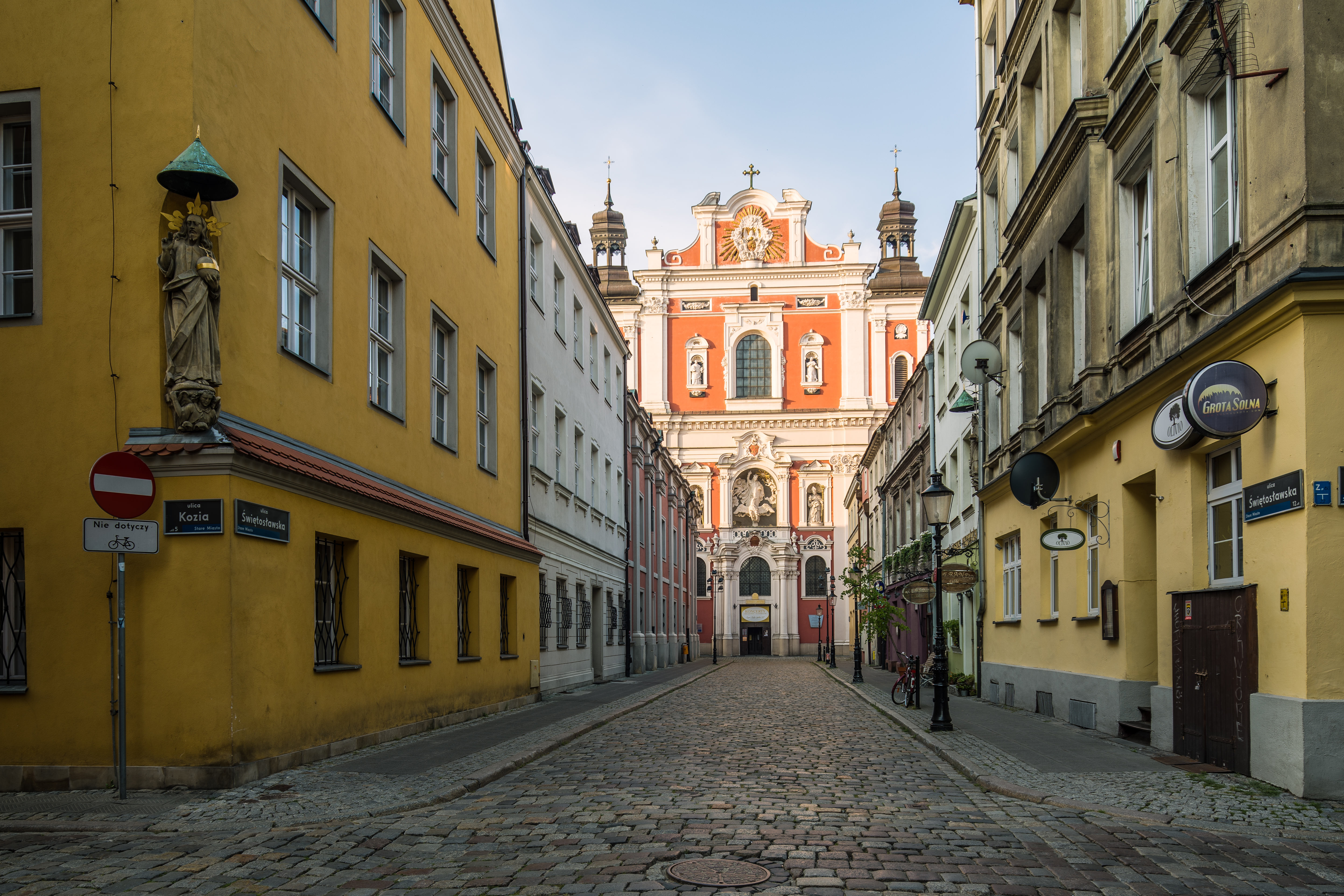
Barokowa bazylika Matki Boskiej Nieustającej Pomocy i św. Marii Magdaleny (fara poznańska)

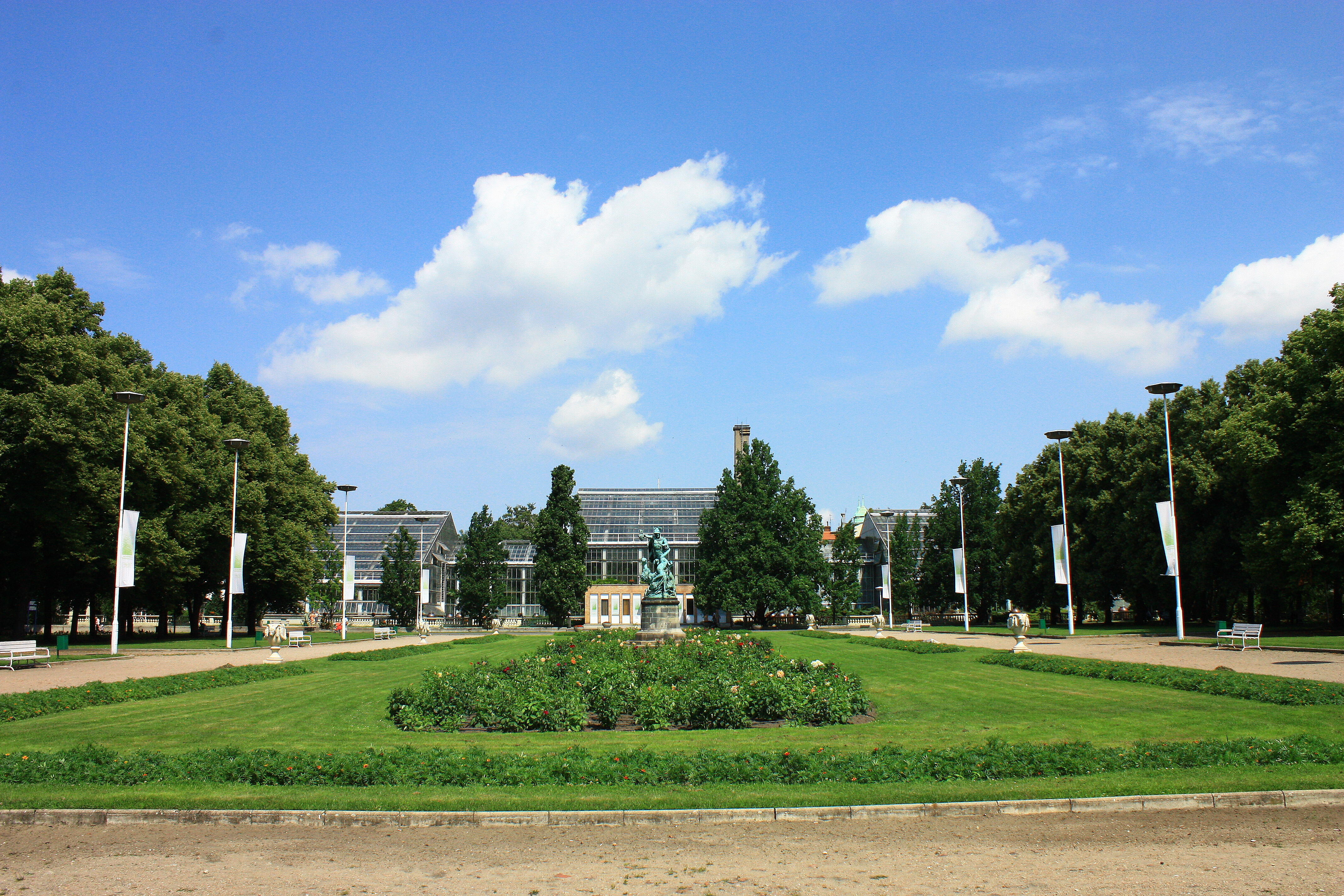
Palmiarnia Poznańska w Parku Wilsona

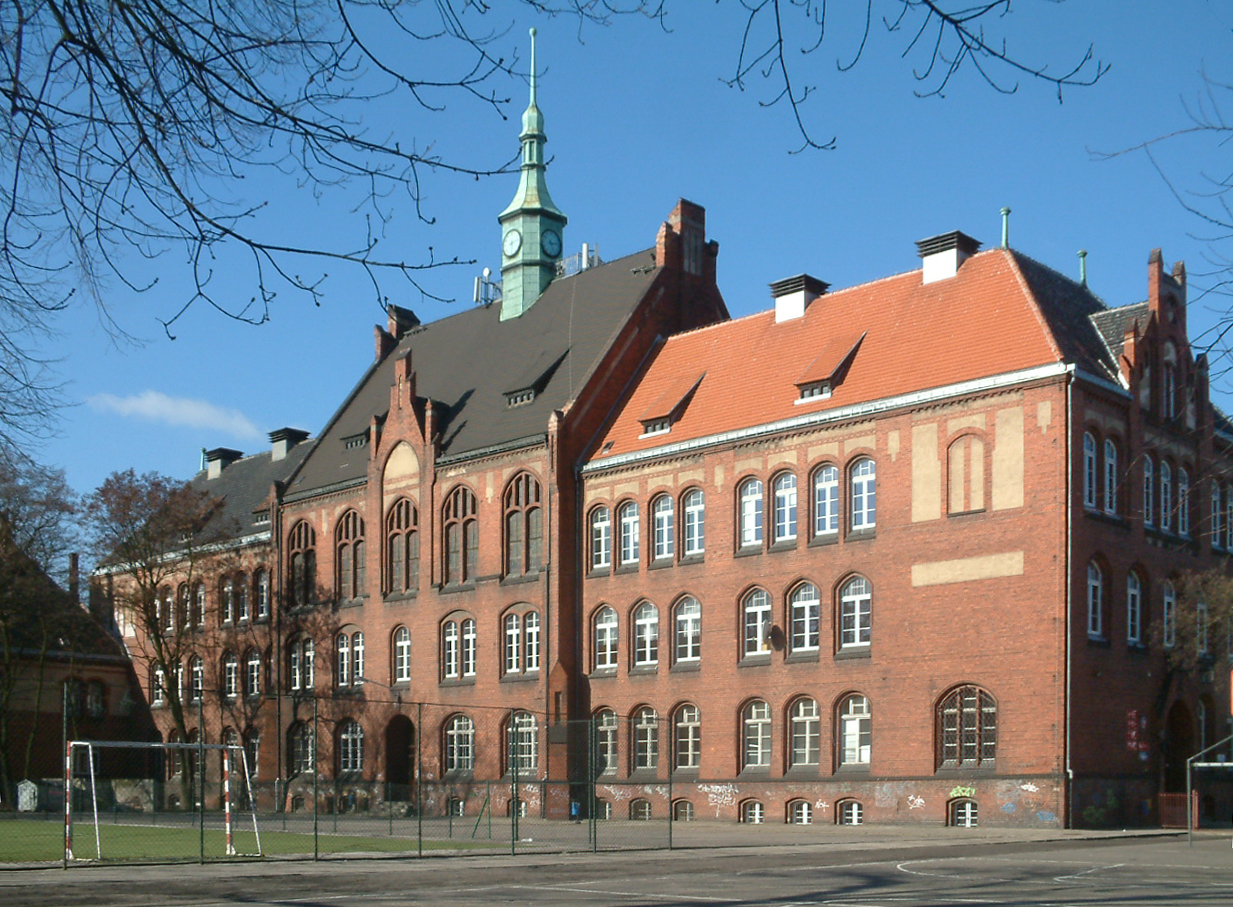
I Liceum Ogólnokształcące im. Karola Marcinkowskiego

Przez Poznań przebiegają trasy turystyczne: Trakt Królewsko-Cesarski, Szlak Piastowski, Szlak Romański, Trasa Kórnicka oraz Wielkopolska Droga św. Jakuba. Wokół miasta wytyczono tzw. Pierścień Rowerowy Dookoła Poznania, połączony z centrum siedmioma szlakami dojazdowymi.
W mieście wdrażany jest nowy produkt turystyki kulturowej – Trakt Królewsko-Cesarski – wiodący przez miejsca związane z osobami władców (królami i cesarzami). Trasę poprowadzono tak, aby pokazać zmiany w architekturze i rozwoju Poznania na przestrzeni wieków. Trakt jest oznakowany na całej długości – zarówno dla pieszych, jak i podróżujących tramwajem (do obsługi ruchu turystycznego na tej trasie dostosowana została linia tramwajowa nr 17)
Głównym deptakiem prowadzącym na Stare Miasto jest ulica Półwiejska. Znajduje się przy niej centrum handlu i sztuki Stary Browar uznane w 2008 r. przez Międzynarodową Radę Centrów Handlowych (ICSC) za „najlepsze centrum handlowe na świecie”.
Na Starym Rynku można znaleźć wzorcowy przykład architektury renesansowej – ratusz z trykającymi się na jego wieży dwoma koziołkami. Z wieży ratusza miejskiego, codziennie o godz. 12.00 jest odgrywany na trąbce hejnał Poznania.
Innymi ciekawymi budynkami na rynku są m.in. domki budnicze, Waga miejska, czy Odwach. Kolejnym cennym zabytkiem jest barokowa fara i przylegający do niej dawny kompleks kolegium jezuickiego. Na wzgórzu nad Starym Rynkiem góruje Zamek Królewski wraz z fragmentem murów obronnych. Od 2011 roku trwa odbudowa historycznego kompleksu. Obiekt zostanie udostępniony zwiedzającym latem 2015 r. Na szczycie zamkowej wieży powstaną dwa tarasy widokowe (kryty dolny i otwarty górny), z których zobaczyć można będzie panoramę Starego Miasta.
Najstarszą częścią Poznania jest Ostrów Tumski, będący dawniej jednym z ośrodków władzy polskiego państwa. Znajduje się tam najstarsza w kraju katedra będąca miejscem pochówku pierwszych władców Polski oraz domniemanym miejscem chrztu Polski. Na wyspie archeolodzy odkryli pozostałości książęcego palatium z X wieku oraz kaplicę Dąbrówki. W 2012 r. otwarto tam Rezerwat Archeologiczny „Genius Loci”, w którym zobaczyć można m.in. jedyny na świecie zachowany fragment wału obronnego z X wieku (wał grodu Mieszka I).
W 2014 roku zakończyła się budowa centrum ICHOT „Brama Poznania”, które powstało na poznańskiej Śródce, nad brzegiem Warty. Jest to multimedialne muzeum prezentujące wirtualnie wykreowaną przeszłość grodu na Ostrowie Tumskim oraz ponad tysiącletnią historię państwa polskiego. W 2021 roku otwarte zostało Centrum Szyfrów Enigma, które skupia się na tematyce udziału Polaków w dekryptażu niemieckiej Enigmy oraz historii szyfrów. Obie placówki są markami Poznańskiego Centrum Dziedzictwa.
W mieście zobaczyć można liczne zabytkowe kościoły, secesyjne kamienice, pomniki, a także monumentalne budowle dawnej Dzielnicy Cesarskiej wzniesione wokół Parku Wieniawskiego – m.in. Zamek Cesarski, Aula i Collegium Minus UAM oraz opera. Dla osób spragnionych obcowania z przyrodą swoje podwoje otwierają dwa ogrody zoologiczne (Stare i Nowe Zoo), ogród botaniczny, park Wilsona z palmiarnią oraz inne zabytkowe parki.
Do dziś na terenie Poznania zachowało się 15 fortów wzniesionych przez Niemców w XIX wieku. Są one pozostałością systemu fortyfikacji dawnej Twierdzy Poznań. Obecnie turyści zwiedzać mogą trzy obiekty – Fort Va przy ul. Lechickiej, Fort III w Nowym Zoo na Malcie oraz Fort VII, w którym funkcjonuje Muzeum Martyrologii Wielkopolan. Na terenie dawnego Fortu Winiary odbywają się co roku inscenizacje historyczne upamiętniające wyzwolenie Poznania. To plenerowe widowisko organizowane jest przy współudziale kilkudziesięciu grup rekonstrukcyjnych z całego kraju.
Wiosną 2013 r. udostępniony został dla zwiedzających prezydencki schron przeciwatomowy z lat 60. Obiekt ten, należący do Wielkopolskiego Muzeum Walk Niepodległościowych, znajduje się na poznańskich Krzyżownikach.
W północnej części Poznania odwiedzić można rezerwat przyrody Meteoryt Morasko. Znajduje się tam 7 kraterów powstałych w wyniku upadku meteorytów (największy z nich ma średnicę 85–95 m). Jest to także miejsce występowania rzadkich odmian roślin i zwierząt.
Wizytówką miasta są tereny rekreacyjne wokół Jeziora Maltańskiego. Oprócz licznych tras rowerowych i spacerowych wokół toru regatowego zlokalizowano tam m.in.: całoroczny stok narciarski Malta Ski wzniesiony na Kopcu Wolności, pole do minigolfa, Bula Park, 2 parki linowe (Pyrland Park i Explorer Park), całoroczną kolejkę górską Adrenaline, ogród zoologiczny (Nowe Zoo), park wodny Termy Maltańskie (aquapark, baseny sportowe, kompleks saun i centrum Spa), centrum handlowe Galeria Malta oraz place zabaw i punkty gastronomiczne. W sezonie letnim po akwenie pływa podświetlana fontanna tryskająca na wysokość 60 m, wzdłuż północnego brzegu jeziora kursuje kolejka wąskotorowa Maltanka, a przy stoku narciarskim działają – letni tor saneczkowy, kino letnie oraz kąpielisko. Zimą natomiast od strony ul. Jana Pawła II funkcjonuje kryte lodowisko.
W Poznaniu znajdują się także zabytki architektury przemysłowej (m.in. Stary Browar, Stara Gazownia, czy Stara Rzeźnia) oraz nowoczesne obiekty sportowe (m.in. piłkarski Stadion Miejski, tor regatowy Malta, kompleks basenów sportowych w Termach Maltańskich, czy wyścigowy Tor Poznań). Odwiedzić tu można również najstarsze i zarazem największe centrum wystawiennicze w Polsce – Międzynarodowe Targi Poznańskie.
W sezonie letnim po mieście kursują zabytkowe pojazdy – tramwaj turystyczny Konstal N na linii nr 0 oraz autobusy turystyczne Jelcz 043 (tzw. „ogórek”), Jelcz PR110, Ikarus 280, Ikarus 260 i DAF MB200 na linii nr 100. Zainteresowani mogą również skorzystać z lotów widokowych nad Poznaniem samolotem An-2. Popularny „Antek” startuje z lotniska Aeroklubu Poznańskiego w Kobylnicy.
Każdego roku odbywają się w Poznaniu liczne festyny i jarmarki, w których uczestniczą tłumy mieszkańców oraz turystów. Do imprez, które na stałe wpisane są do kalendarza, należą m.in.: Kaziuk (marzec), Dni Ułana (kwiecień), Jarmark Świętojański (czerwiec), Warkocz Magdaleny (lipiec), Ogólnopolski Festiwal Dobrego Smaku (sierpień), Dni Pyrlandii (wrzesień), Jarmark Franciszkański (wrzesień), Święto Chleba (wrzesień), Imieniny ulicy Święty Marcin (listopad) i Betlejem Poznańskie (grudzień).
W podpoznańskich gminach na turystów również czekają liczne atrakcje. Należą do nich m.in.: park linowy Cascader Park w Kobylnicy, baza Moto-Armii w Golęczewie (przejażdżki pancernym sprzętem militarnym po poligonie), skansen miniatur Szlaku Piastowskiego oraz zrekonstruowana drewniana forteca z okresu wczesnego średniowiecza w Pobiedziskach, kompleks pałacowy w Rogalinie (pałac, wozownia, galeria malarstwa, park ze słynnymi „dębami rogalińskimi”), kompleks zamkowy w Kórniku (zamek, oficyny, wozownia, największe w Polsce arboretum), Wielkopolski Park Etnograficzny w Dziekanowicach, Park Krajobrazowy Puszcza Zielonka z wieżą widokową na Dziewiczej Górze, Park Orientacji Przestrzennej w Owińskach, Wielkopolski Park Narodowy, Muzeum Narodowe Rolnictwa i Przemysłu Rolno-Spożywczego w Szreniawie ze swoimi oddziałami – Muzeum Przyrodniczo-Łowieckim w Uzarzewie oraz Skansenem i Muzeum Pszczelarstwa w Swarzędzu, a także zabytkowe kościoły, w tym obiekty drewniane (powstałe między XIII, a XIX wiekiem).

## Oświata i szkolnictwo wyższe

### Szkoły oraz placówki wychowawcze
W 2017 roku w Poznaniu działało: 105 żłobków i klubów dziecka (ponad 4 tys. miejsc); 317 placówek wychowania przedszkolnego w tym 243 przedszkoli – zapewniające opiekę dla 20,9 tys. dzieci.
W roku szkolnym 2017/2018 na terenie miasta funkcjonowało:
- 116 szkół podstawowych,
- 17 szkół specjalnych,
- 74 licea ogólnokształcące,
- 26 techników i szkół artystycznych m.in. liceum plastyczne,
- 22 branżowych szkół I stopnia,
- 62 szkół policealnych.

Do szkół podstawowych w roku szkolnym 2017/2018 uczęszczało 36,9 tys. uczniów, do gimnazjów – 9,9 tys. uczniów, do szkół ponadgimnazjalnych – 27,5 tys. uczniów, a do szkół policealnych – 9,5 tys. uczniów.
W Poznaniu działa Szkoła Podoficerska Wojsk Lądowych oraz Szkoła Aspirantów Państwowej Straży Pożarnej.

### Uczelnie

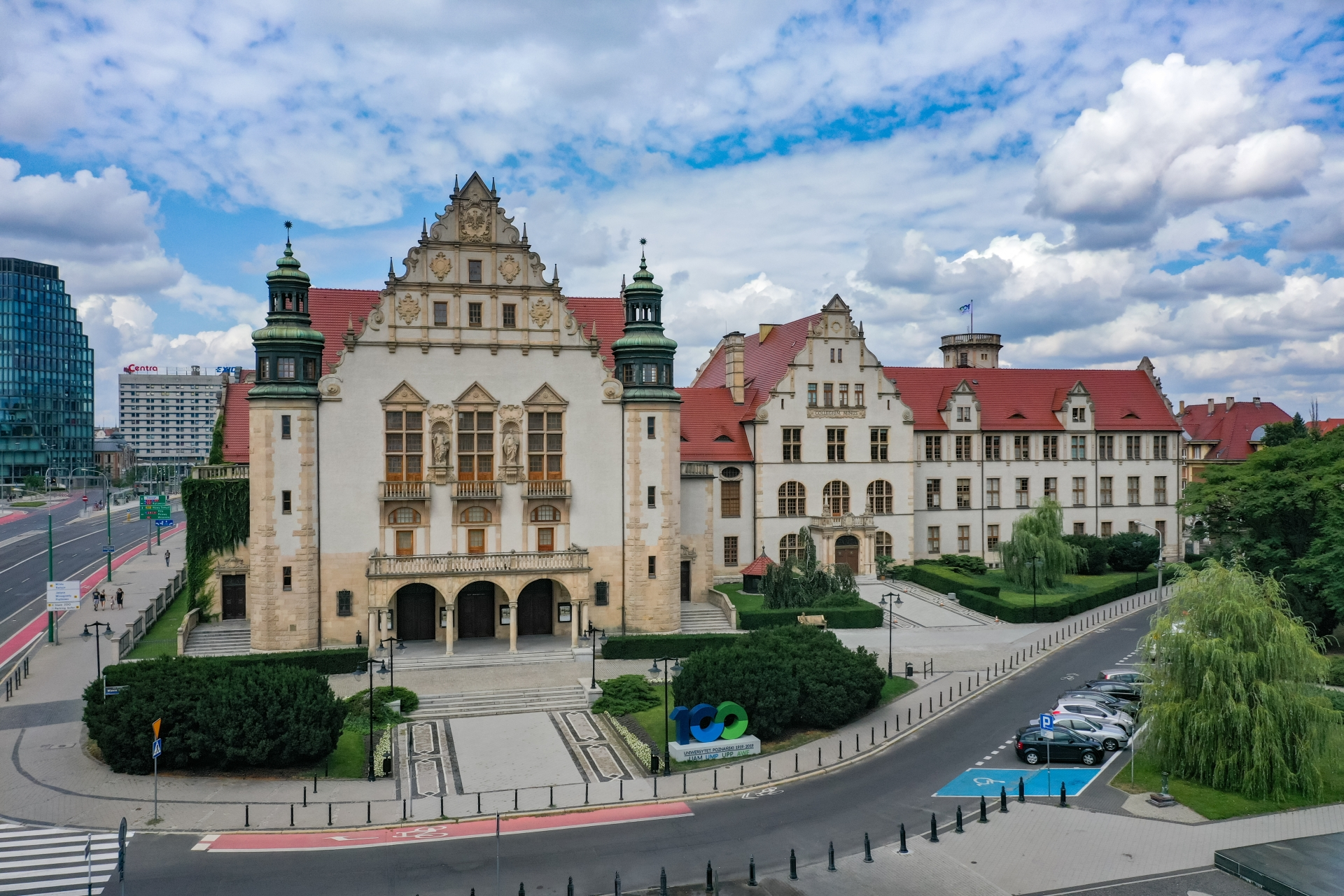
Collegium Minus – Uniwersytet im. Adama Mickiewicza
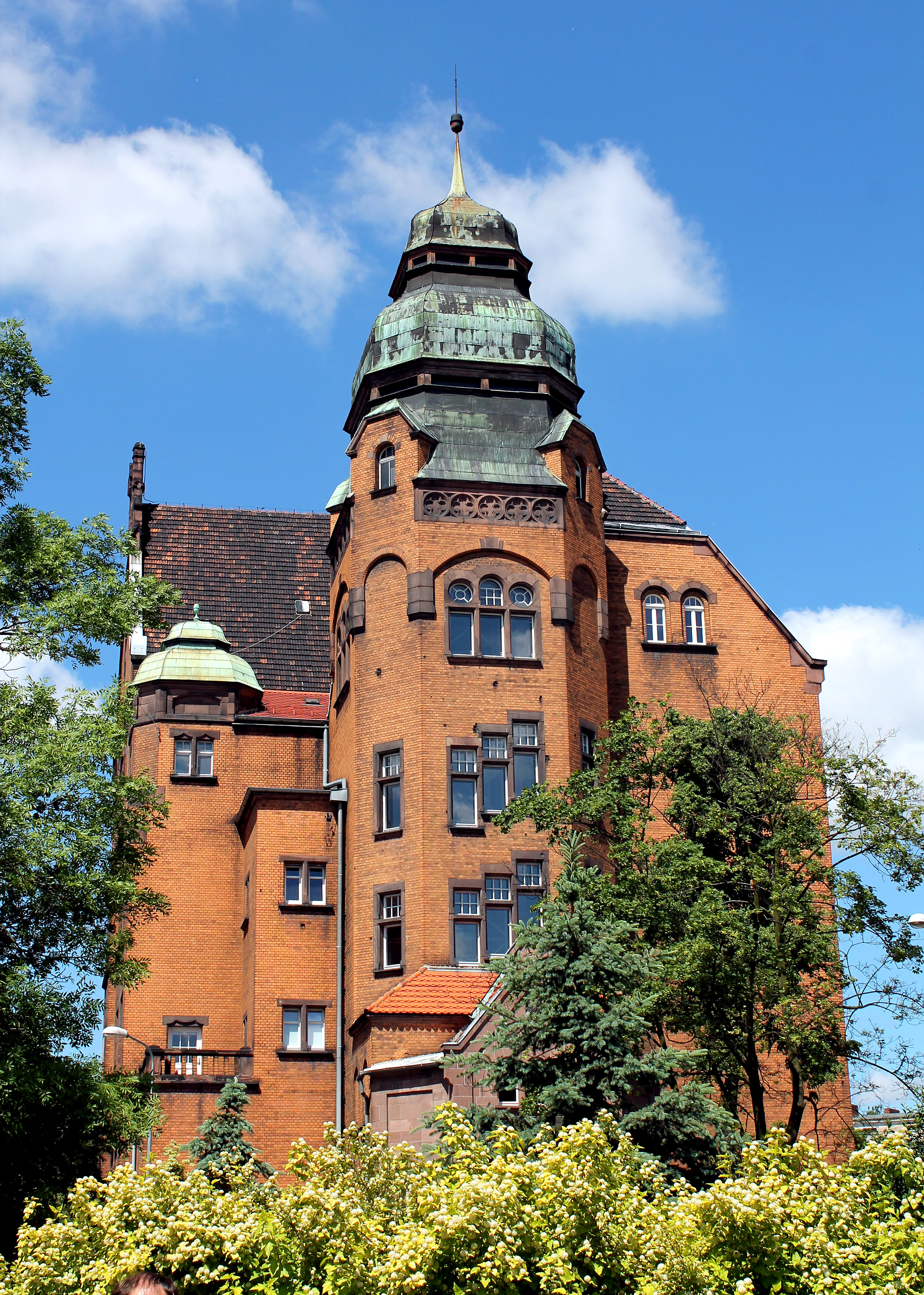
Rektorat Politechniki Poznańskiej – Politechnika Poznańska
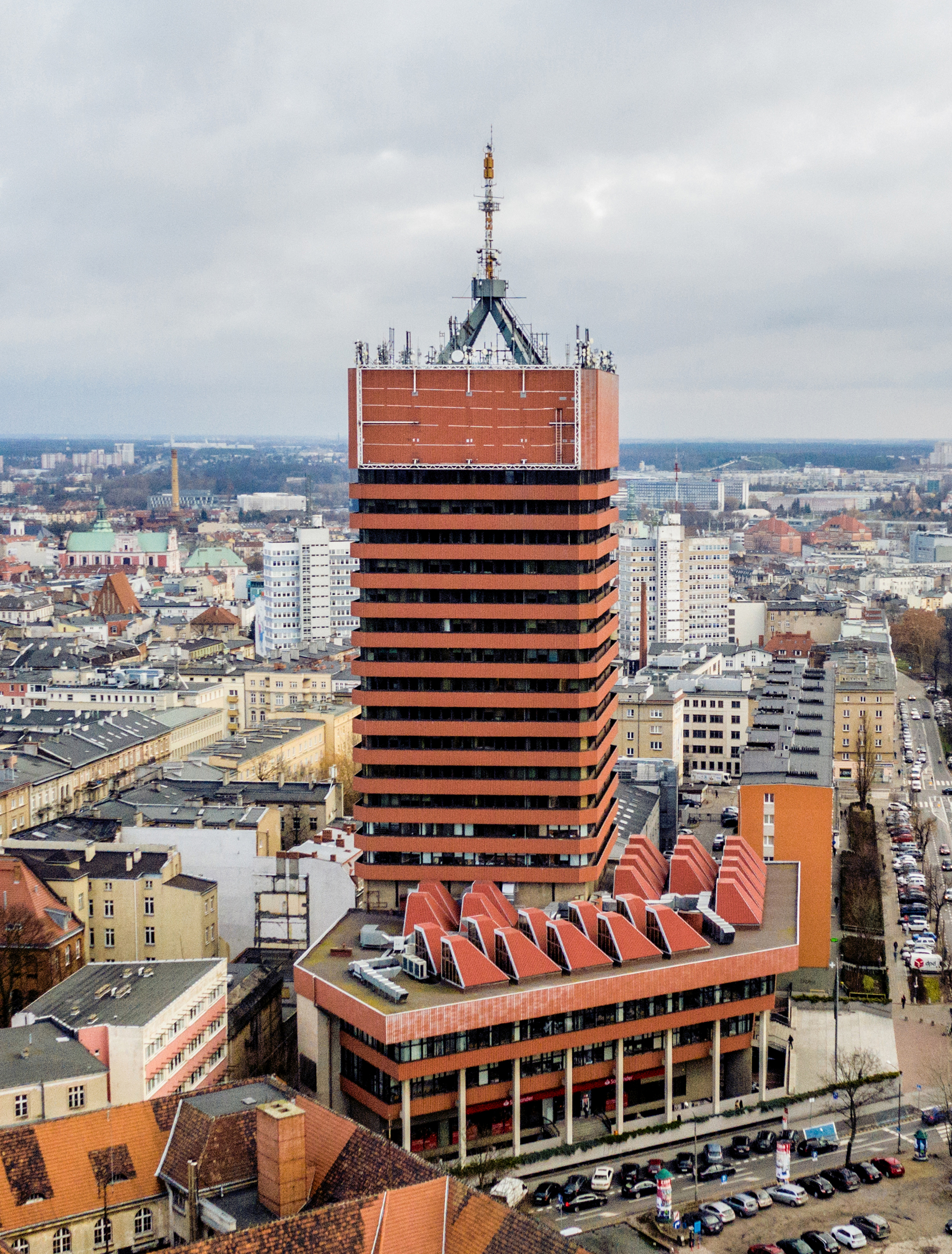
Collegium Altum – Uniwersytet Ekonomiczny
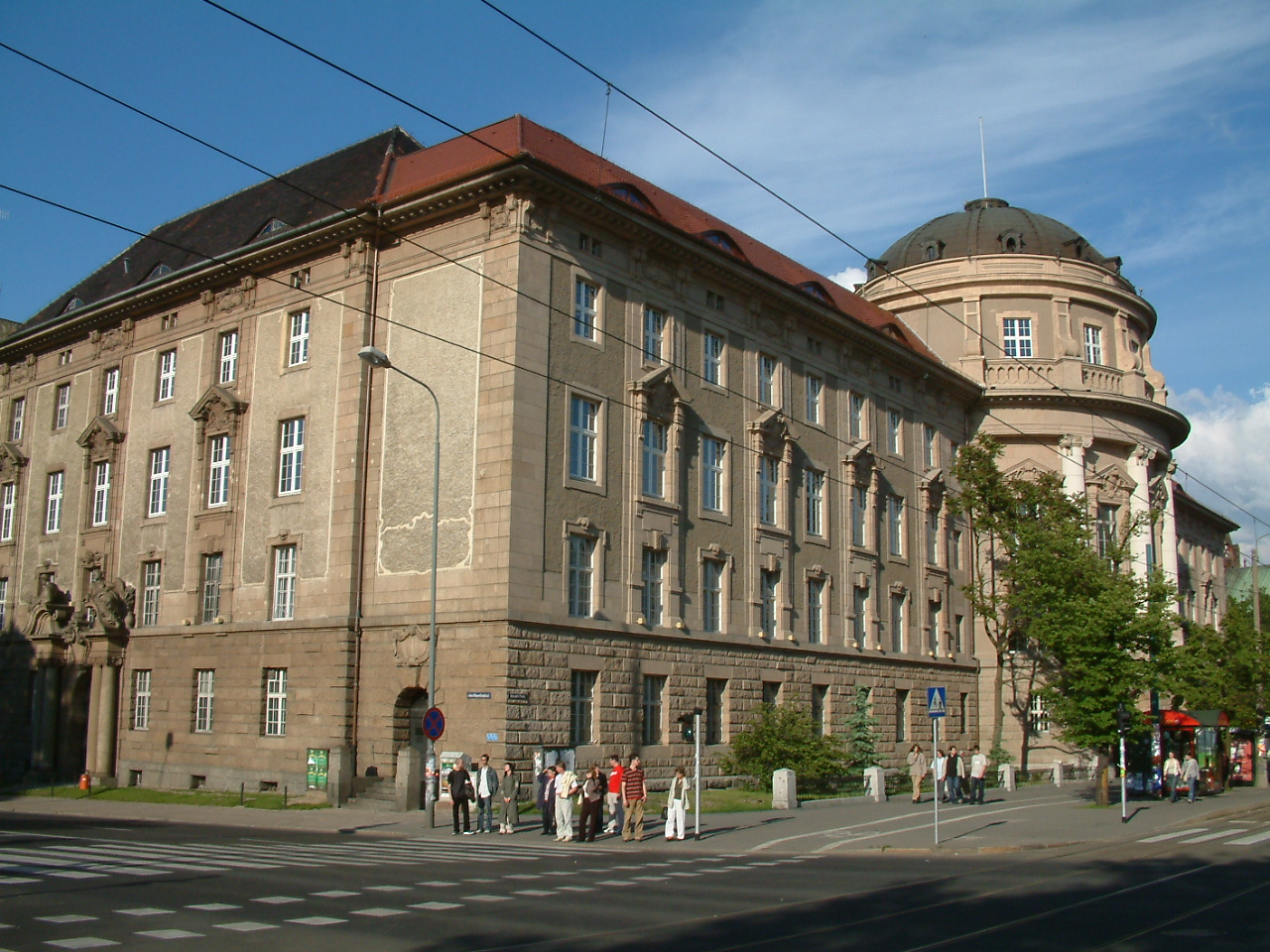
Uniwersytet Medyczny im. Karola Marcinkowskiego
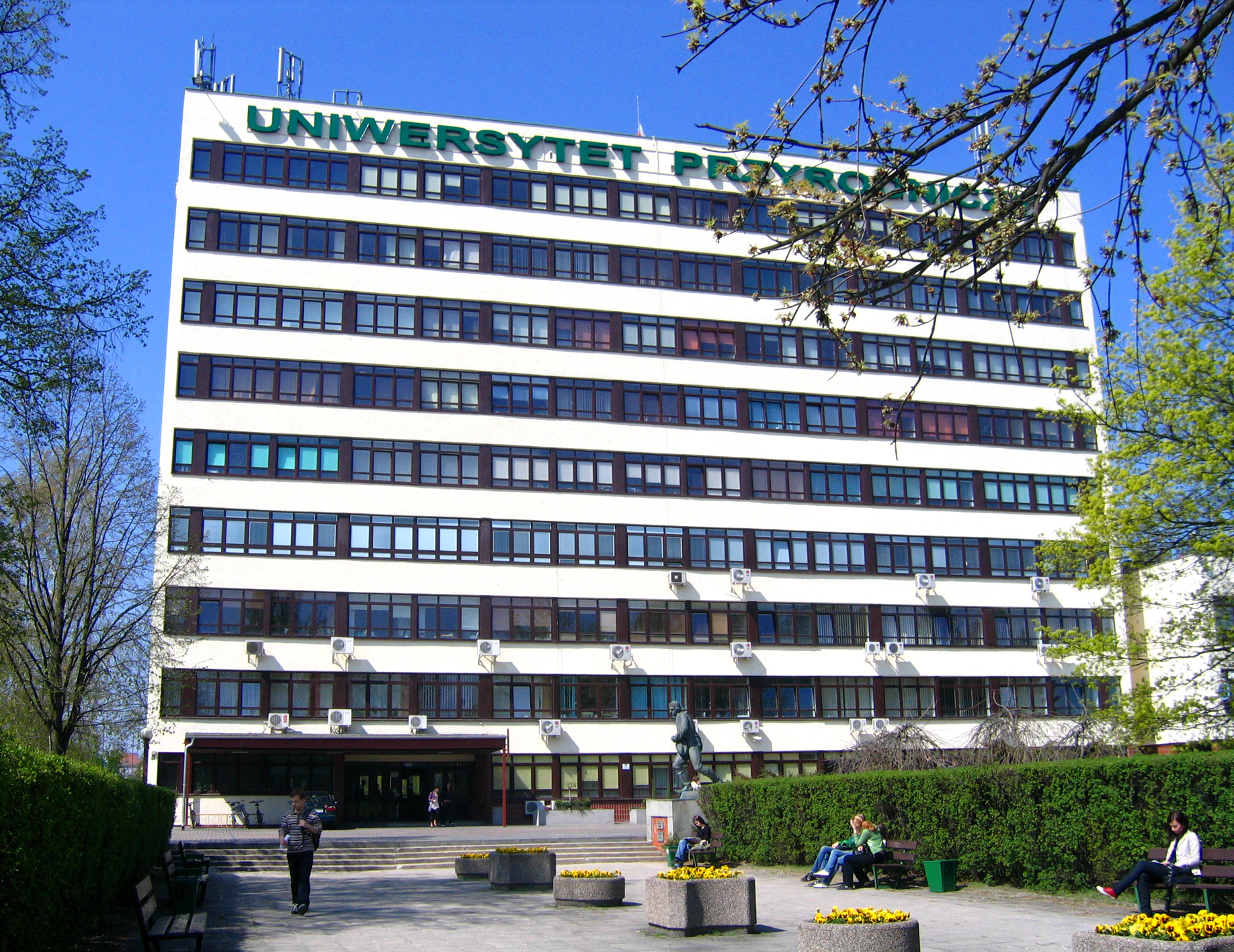
Uniwersytet Przyrodniczy
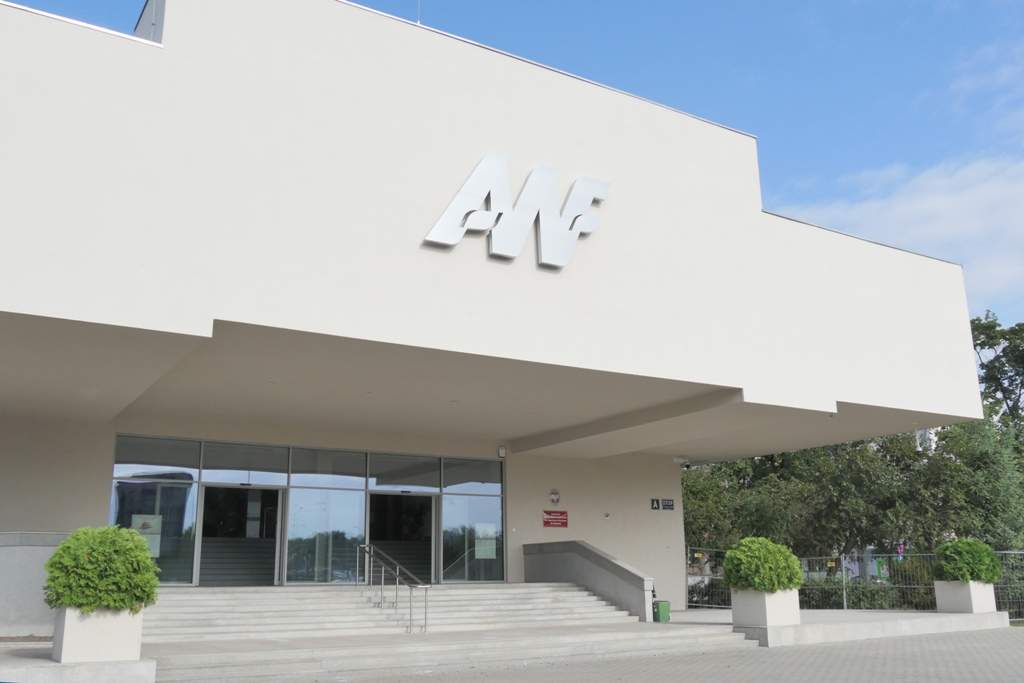
Akademia Wychowania Fizycznego im. Eugeniusza Piaseckiego

W roku akademickim 2017/2018 w Poznaniu działało 25 uczelni (8 publicznych i 17 niepublicznych), na których studiowało łącznie 110 346 osób. W tym samym roku absolwentami poznańskich uczelni zostało 32 531 osób. W stolicy Wielkopolski funkcjonuje m.in. pięć uniwersytetów; niemal 3/4 studentów kształci się na uczelniach publicznych.
W rankingu uczelni akademickich przeprowadzonym w 2018 przez miesięcznik edukacyjny „Perspektywy” najwyżej oceniony został Uniwersytet im. Adama Mickiewicza (4. miejsce), następnie Politechnika Poznańska (17. miejsce), Uniwersytet Ekonomiczny (17. miejsce), Uniwersytet Medyczny im. Karola Marcinkowskiego (21. miejsce) oraz Uniwersytet Przyrodniczy (27. miejsce). W badaniu uwzględniono ponad 90 uczelni z całego kraju.
Największe uczelnie według danych z 2015 to: Uniwersytet im. Adama Mickiewicza (39 tys. studentów), Politechnika Poznańska (ponad 20 tys. studentów), Uniwersytet Przyrodniczy (ponad 10 tys. studentów), Uniwersytet Ekonomiczny (ponad 10 tys. studentów) i Wyższa Szkoła Bankowa (9 tys. studentów). W 2017 w Poznaniu studiowało ponad 4 tys. cudzoziemców.
W rejonie Poznania działa 18 placówek naukowo-badawczych Polskiej Akademii Nauk, należą do nich m.in.: Instytut Chemii Bioorganicznej PAN wraz z Poznańskim Centrum Superkomputerowo-Sieciowym, Instytut Dendrologii PAN, Instytut Fizyki Molekularnej PAN, Instytut Genetyki Człowieka PAN, Instytut Genetyki Roślin PAN, Instytut Środowiska Rolniczego i Leśnego PAN, czy Centrum Badań Kosmicznych PAN z towarzyszącym mu Obserwatorium Astrogeodynamicznym w Borówcu.

## Kultura i sztuka

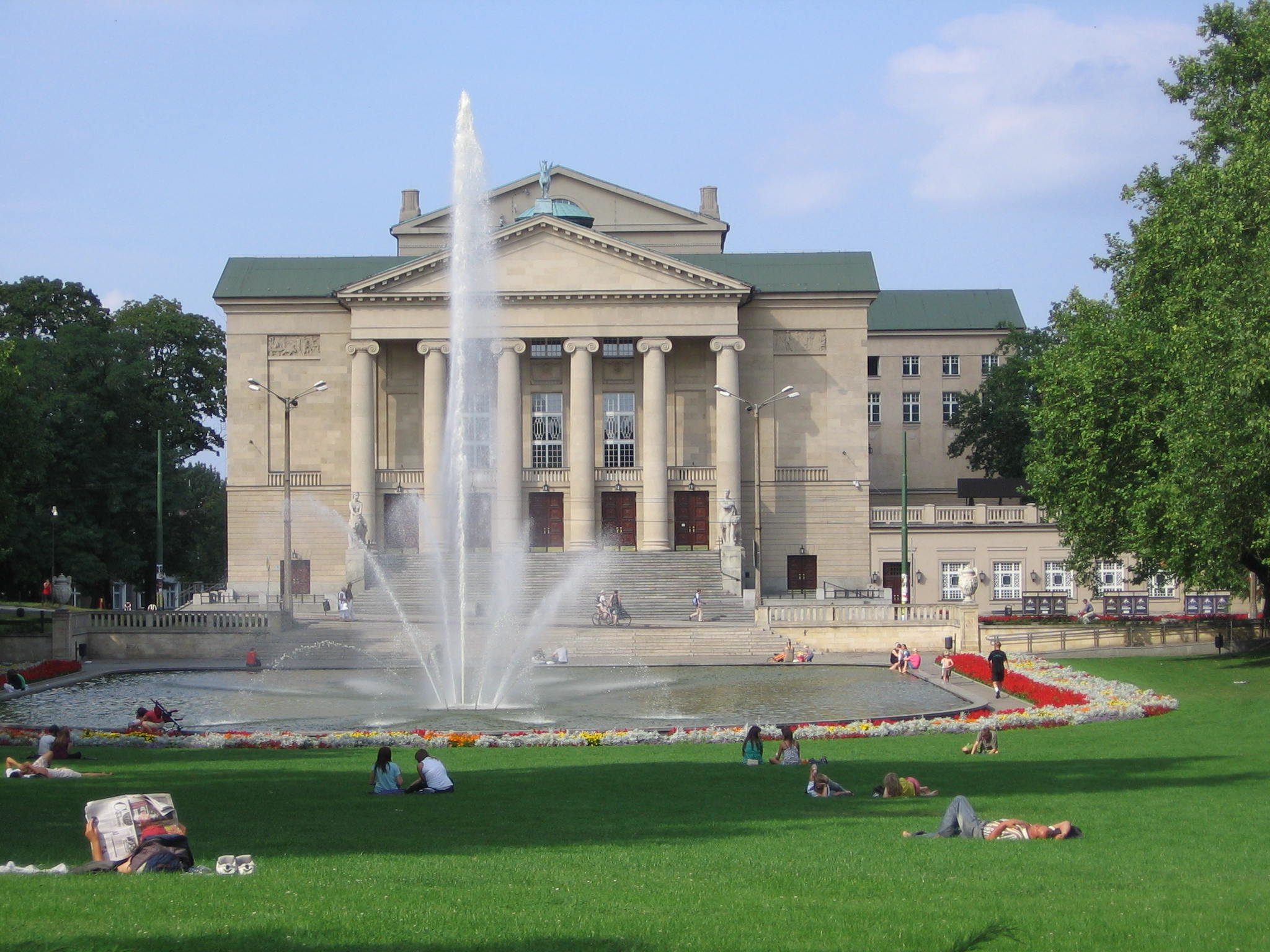
Park Mickiewicza i poznańska opera

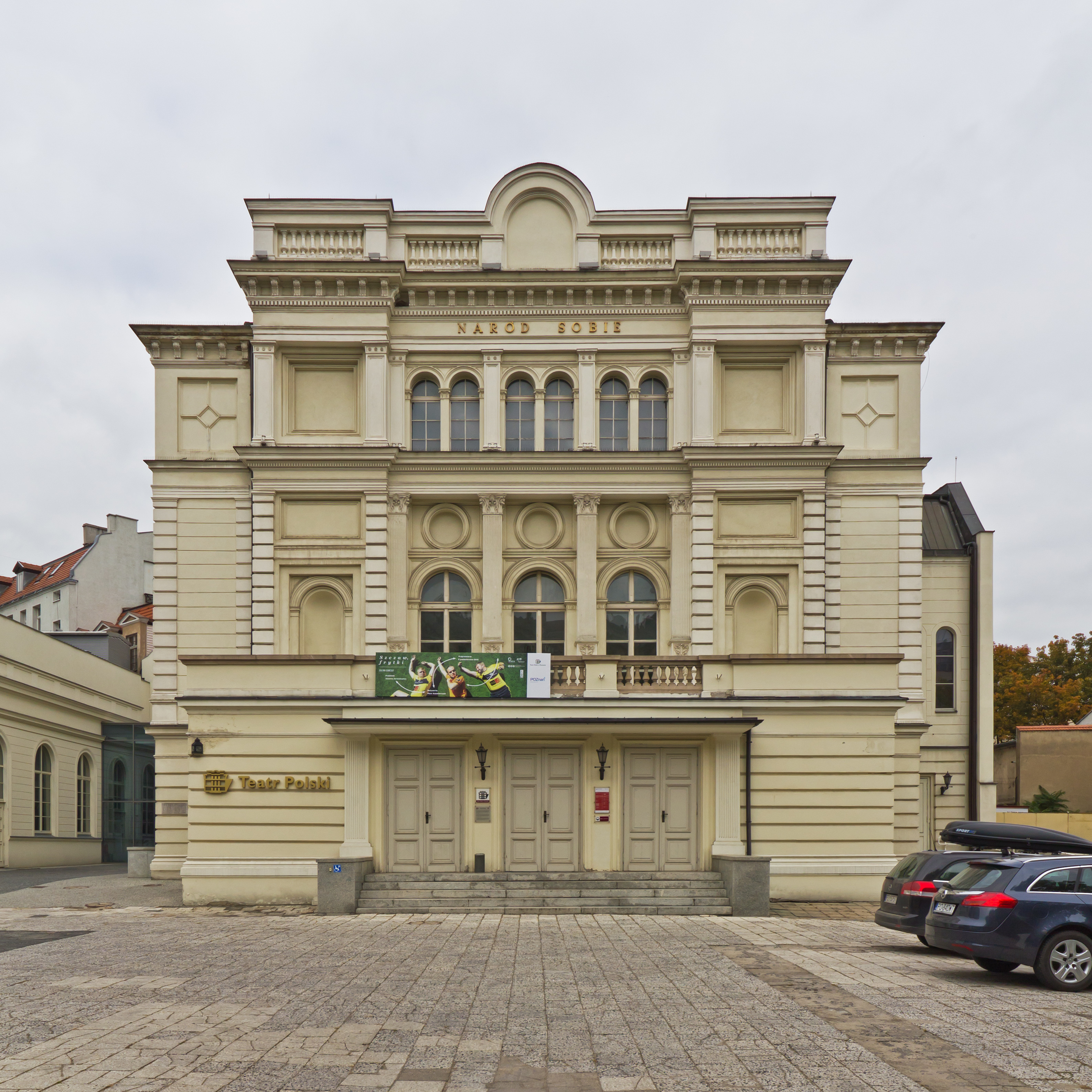
Teatr Polski w Poznaniu

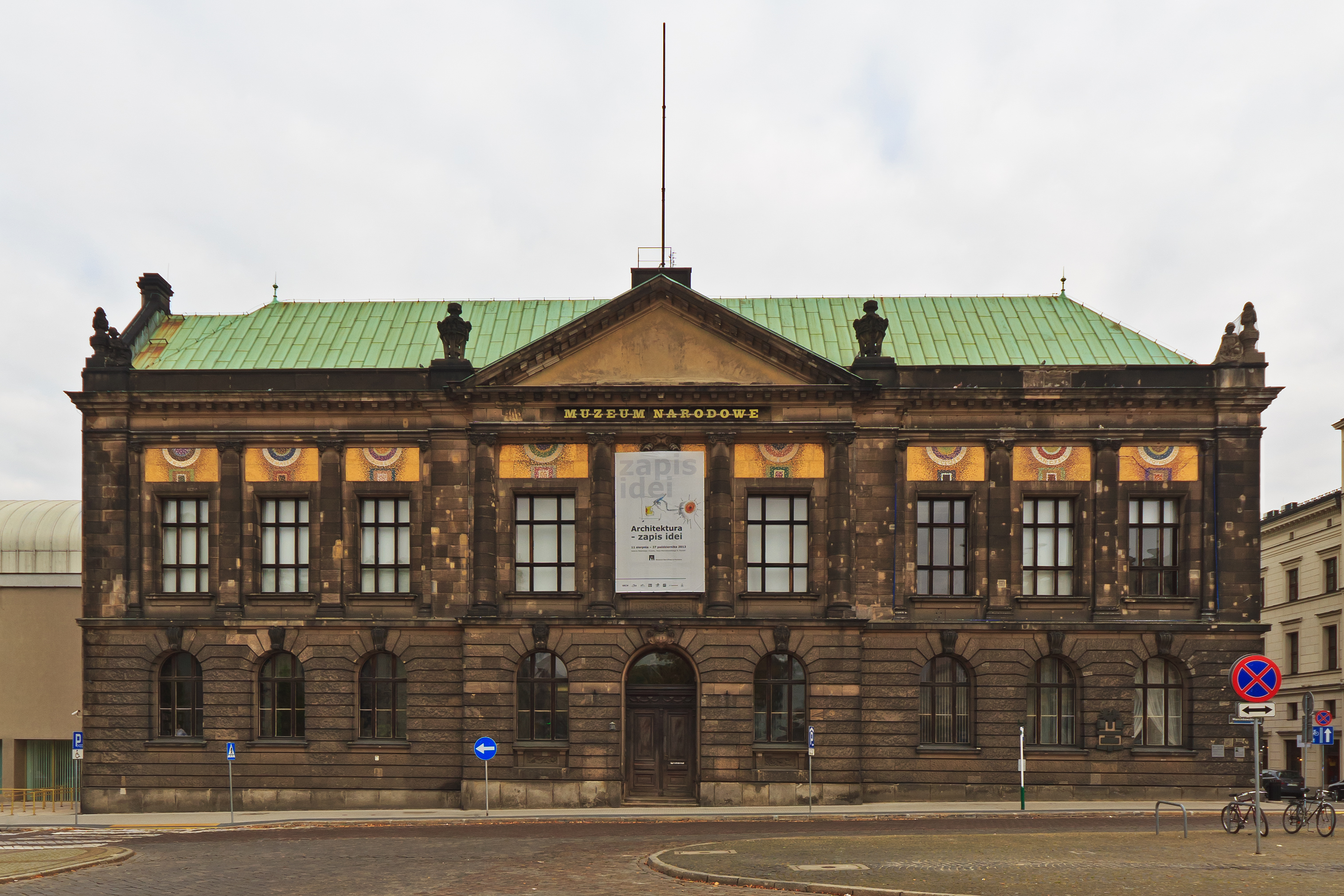
Gmach Galerii Malarstwa i Rzeźby Muzeum Narodowego w Poznaniu

W Poznaniu działają liczne instytucje kulturalne, w tym m.in.:
- opera (Teatr Wielki im. Stanisława Moniuszki),
- 8 teatrów z własną sceną (m.in. Teatr Muzyczny, Teatr Animacji, Teatr Nowy i Teatr Polski),
- 8 teatrów bez profesjonalnej sceny (m.in. Platforma Artystyczna O.B.O.R.A., Teatr Biuro Podróży, czy Teatr Strefa Ciszy),
  - w baraku przy ul. Grunwaldzkiej działa Centrum Rezydencji Teatralnej „Scena Robocza” powstałe z inicjatywy Teatru Strefa Ciszy – jest to miejsce realizacji repertuaru teatrów nie posiadających własnej sceny[198]
  - przy ul. Za Cytadelą otwarto Ośrodek Edukacji Teatralnej dla dzieci – znajduje się tam sala widowiskowo-edukacyjna, której gospodarzami są Łejery oraz Centrum Sztuki Dziecka w Poznaniu[199]
- Filharmonia Poznańska im. Tadeusza Szeligowskiego,
- 12 kin (w tym 5 wielosalowych multipleksów oraz kino IMAX 3D)
- 28 muzeów (m.in. Makiety Dawnego Poznania, Muzeum Bambrów Poznańskich, Galeria Malarstwa i Rzeźby Muzeum Narodowego, Muzeum Instrumentów Muzycznych, Muzeum Powstania Poznańskiego, czy Centrum Wycieczkowe Lech),
- ponad 40 galerii sztuki (z największą – Galerią Miejską Arsenał),
- 20 chórów (m.in. Chór Akademicki UAM, Poznańskie Słowiki, czy Poznański Chór Katedralny).

W mieście funkcjonują również liczne orkiestry, zespoły muzyczne i folklorystyczne.
Działa tu m.in. Orkiestra Kameralna Polskiego Radia Amadeus pod dyrekcją Agnieszki Duczmal, reprezentacyjna Orkiestra Miasta Poznania przy MPK, a także balet (Polski Teatr Tańca) prezentujący swoje spektakle widzom na całym świecie. W stolicy Wielkopolski mieści się również TV Studio Filmów Animowanych produkujące animowane filmy lalkowe i rysunkowe.
Poznań jest ważnym ośrodkiem wydawniczym i literackim. Miasto wraz Uniwersytetem im. Adama Mickiewicza przyznaje od 2015 Poznańską Nagrodę Literacką.
Instytucje kulturalne w Poznaniu:
- muzea w Poznaniu
- teatry w Poznaniu
- kina w Poznaniu

W zabytkowym gmachu Drukarni Concordia powstało pierwsze w Polsce centrum designu i kreatywności – Concordia Design.
W Poznaniu działa najstarszy w kraju squat – Rozbrat. Jest to centrum kultury alternatywnej oraz miejsce spotkań aktywistów poznańskiej sekcji Federacji Anarchistycznej, grup Rytmy Oporu i Jedzenie Zamiast Bomb. W ramach funkcjonowania tego ośrodka organizowane są liczne koncerty, dyskusje i spotkania z działaczami społecznymi oraz happeningi i protesty społeczne. Wśród imprez cyklicznych odbywających się na Rozbracie wyróżnić można m.in. Festiwal Sztuki DIY (Do It Yourself).
W stolicy Wielkopolski odbywają się liczne festiwale, w tym najbardziej rozpoznawalne – Malta Festival (teatralny), Ale Kino! (filmów dla dzieci i młodzieży), Animator (filmów animowanych), Off Cinema (filmów niezależnych), Art & Fashion Festival (mody i sztuki), Pyrkon (fantastyki), Międzynarodowy Festiwal Rzeźby Lodowej, Poznań Poetów (poetycki), czy Festiwal Fabuły (prozatorski).
Co 5 lat organizowane są w Poznaniu międzynarodowe konkursy skrzypcowe oraz lutnicze im. Henryka Wieniawskiego, a co dwa lata międzynarodowy festiwal chóralny Universitas Cantat.
Poznań kandydował do tytułu Europejskiej Stolicy Kultury 2016, jednak w 2010 r. nie został zakwalifikowany do II etapu konkursu.

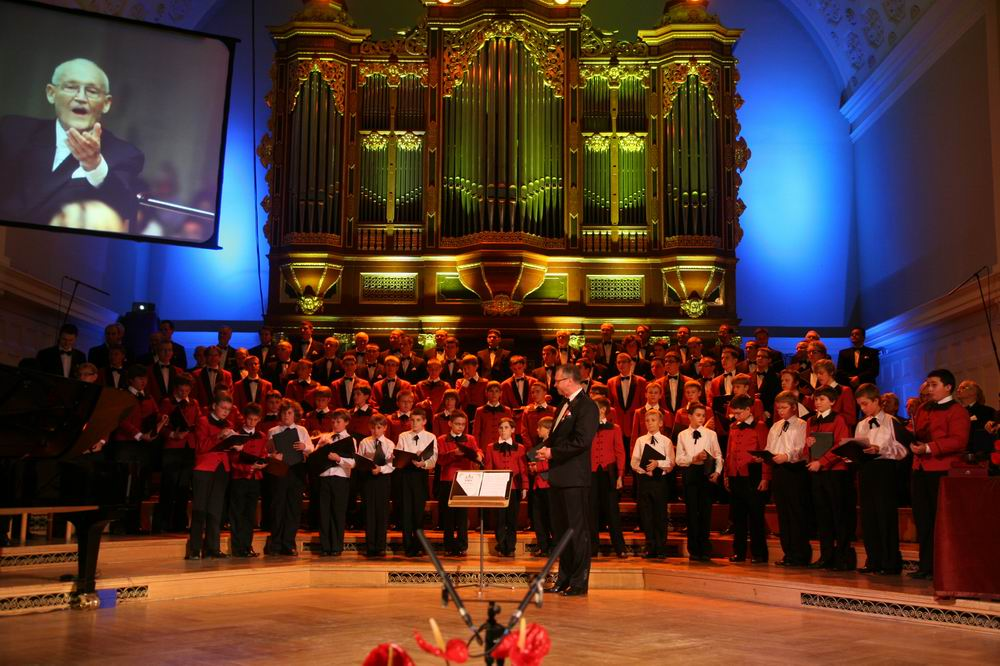
Chór Poznańskie Słowiki w Auli UAM
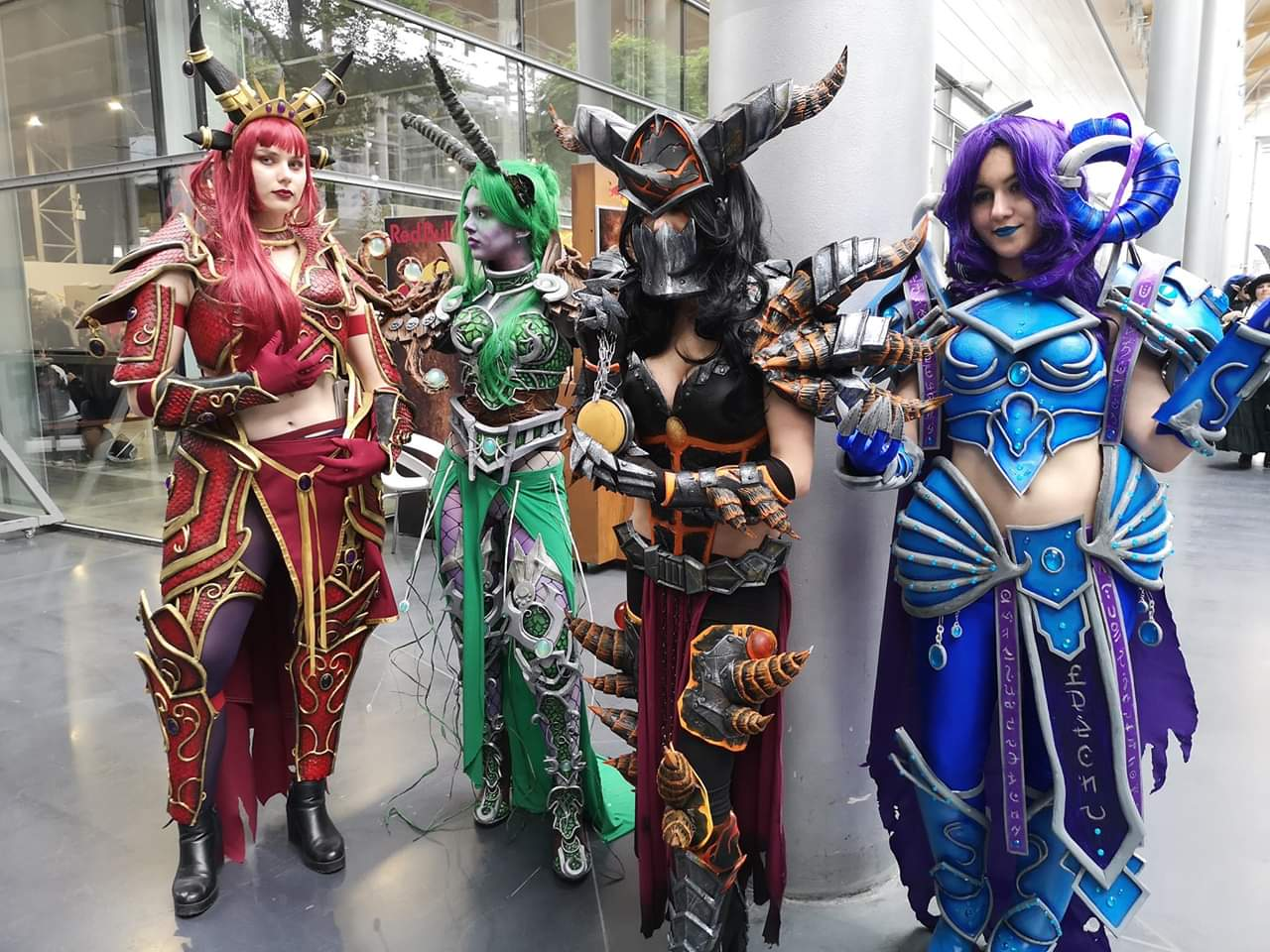
Festiwal Fantastyki Pyrkon – grupa cosplayerek w 2019 roku
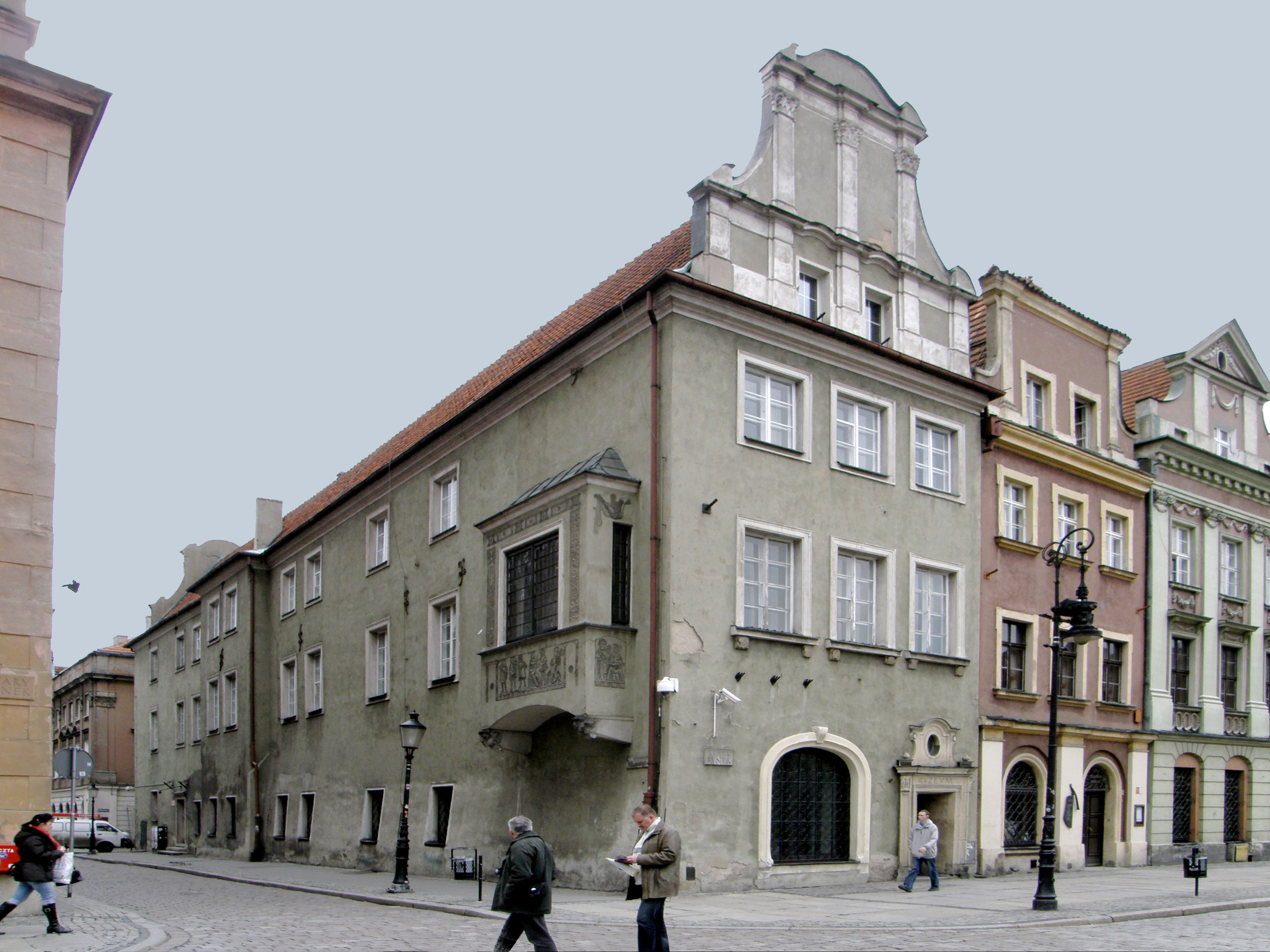
Muzeum Instrumentów Muzycznych
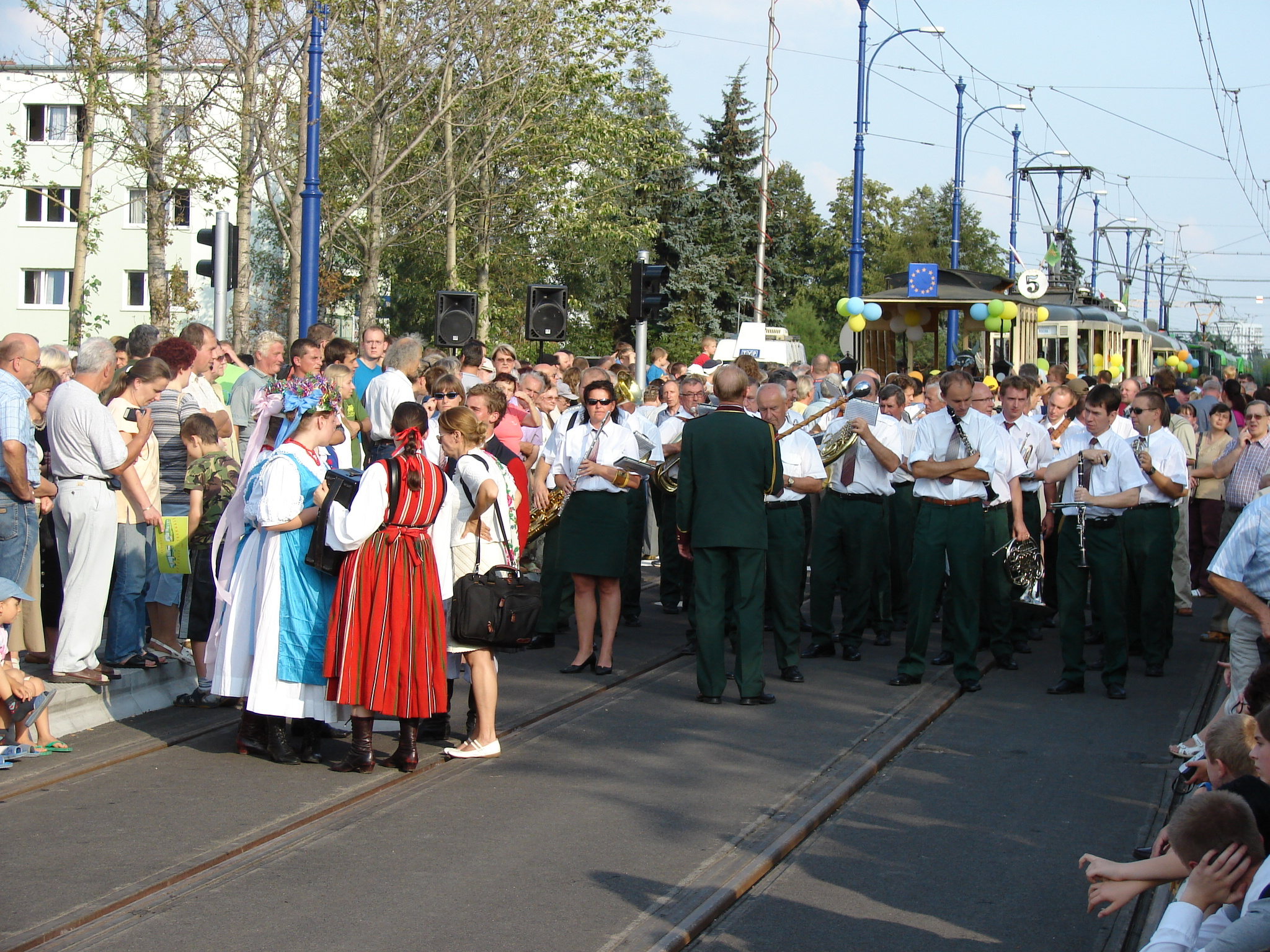
Orkiestra Miasta Poznania
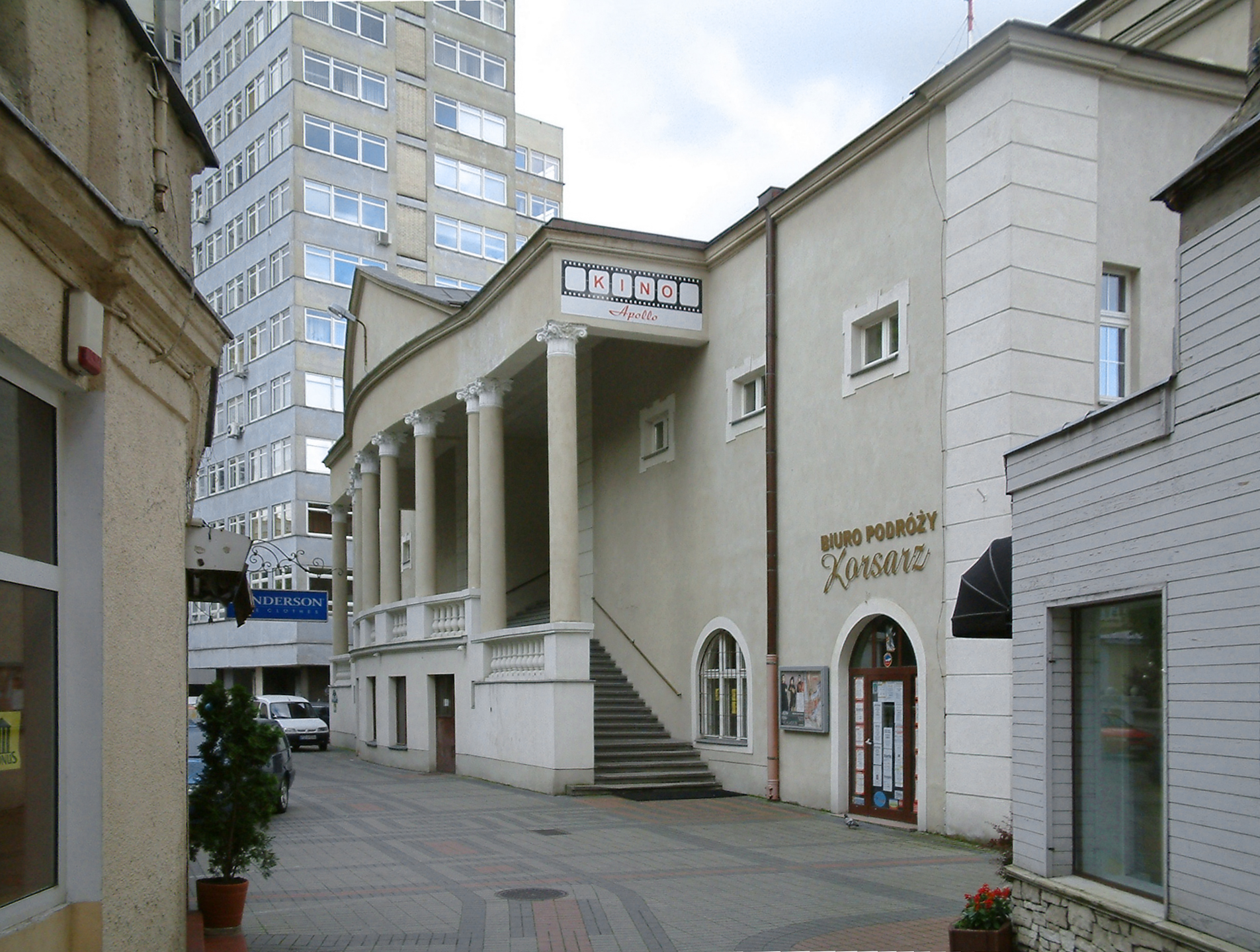
Kino „Apollo”
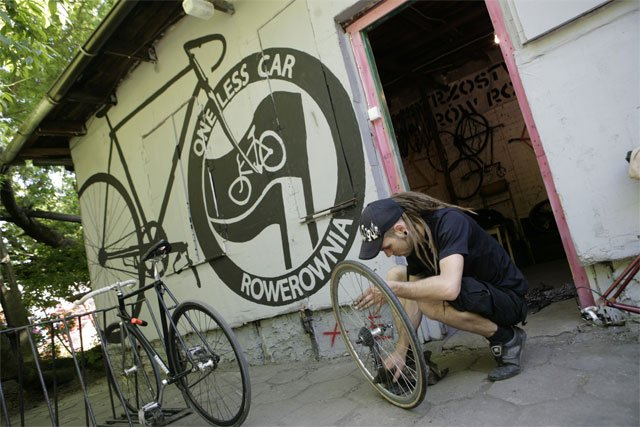
Warsztat rowerowy w squacie Rozbrat
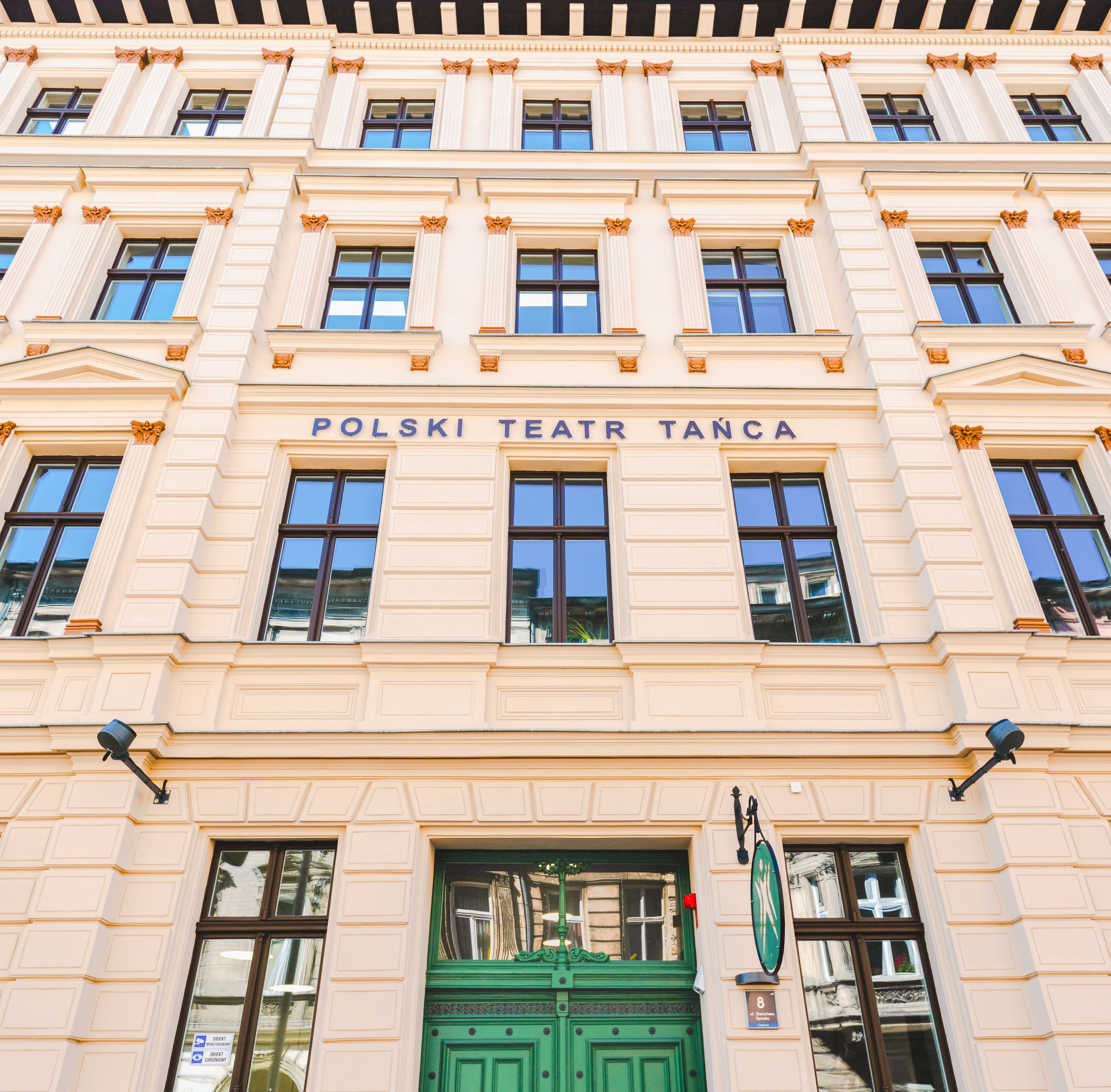
Polski Teatr Tańca

### Historia kultury muzycznej w Poznaniu

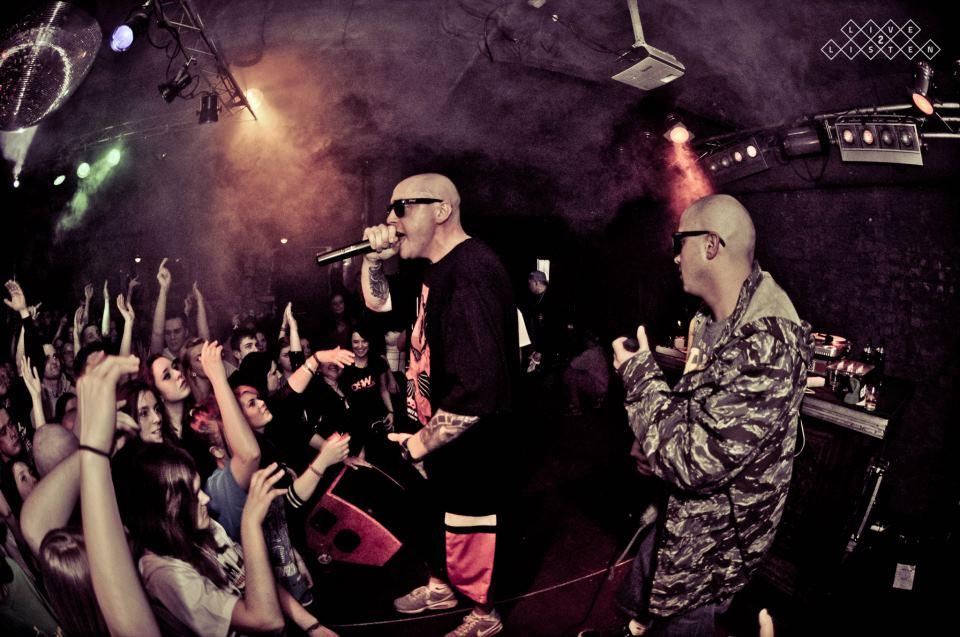
WSRH

Powstanie biskupstwa uczyniło z Poznania pierwszy ośrodek chorału, wprowadzonego tu przez benedyktynów. Jednym z biskupów poznańskich był Jan Łodzia, uważany za bardzo muzykalnego, twórca polskiej sekwencji. W 1400 roku po raz pierwszy wzmiankowano o organach w Poznaniu. Z XV wieku istnieją przekazy o wykonywaniu misteriów w kościele Bożego Ciała. W XVI wieku głównymi ośrodkami muzyki religijnej były katedra i kolegiata. Muzykę świecką pielęgnowała rodzina Górków, której członkowie byli mecenasami Hermanna Fincka. Zadedykował on im swój traktat Musica practica (1556). Przedstawiany jako wybitny kompozytor tego okresu jest Jan Brant zw. „Posnaniensis”. Przed 1650 powstał stały zespół muzyczny w katedrze, złożony z 5 śpiewaków i 8 instrumentalistów. W najbogatszych kościołach działały kapele, np. w 1774 roku 12-osobowa kapela kolegiacka. W latach 1783–1784 w budynku kolegium jezuickiego odbyły się pierwsze przedstawienia operowe, wykonane przez zespół Wojciecha Bogusławskiego.
Od wczesnych lat 90. XX w. Poznań, obok takich miast jak Katowice, Szczecin, Warszawa, czy Kielce jest ważnym ośrodkiem kultury i muzyki hip-hopowej w kraju. Ogólnopolską popularność zyskali liczni wykonawcy, w tym, m.in. Slums Attack, Nagły Atak Spawacza, Peja, Pięć Dwa Dębiec, Killaz Group, Ski Skład, WSRH, K.A.S.T.A., Beat Squad, Shellerini, Rafi, Paluch, Mezo oraz Medi Top Glon.

## Sport

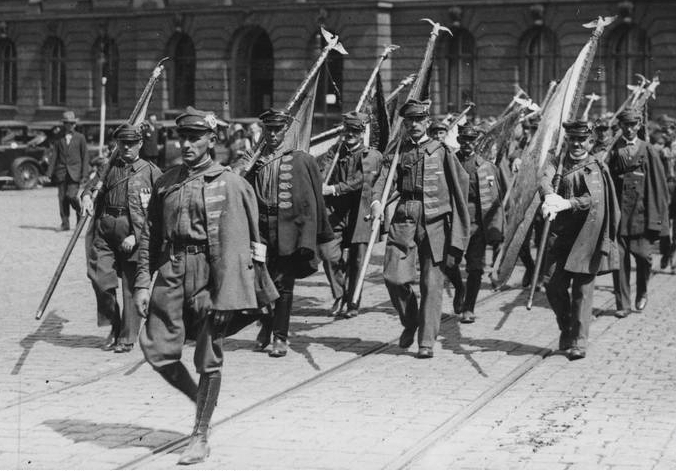
Poznańskie gniazdo Towarzystwa Gimnastycznego „Sokół” na paradzie w 1932 roku

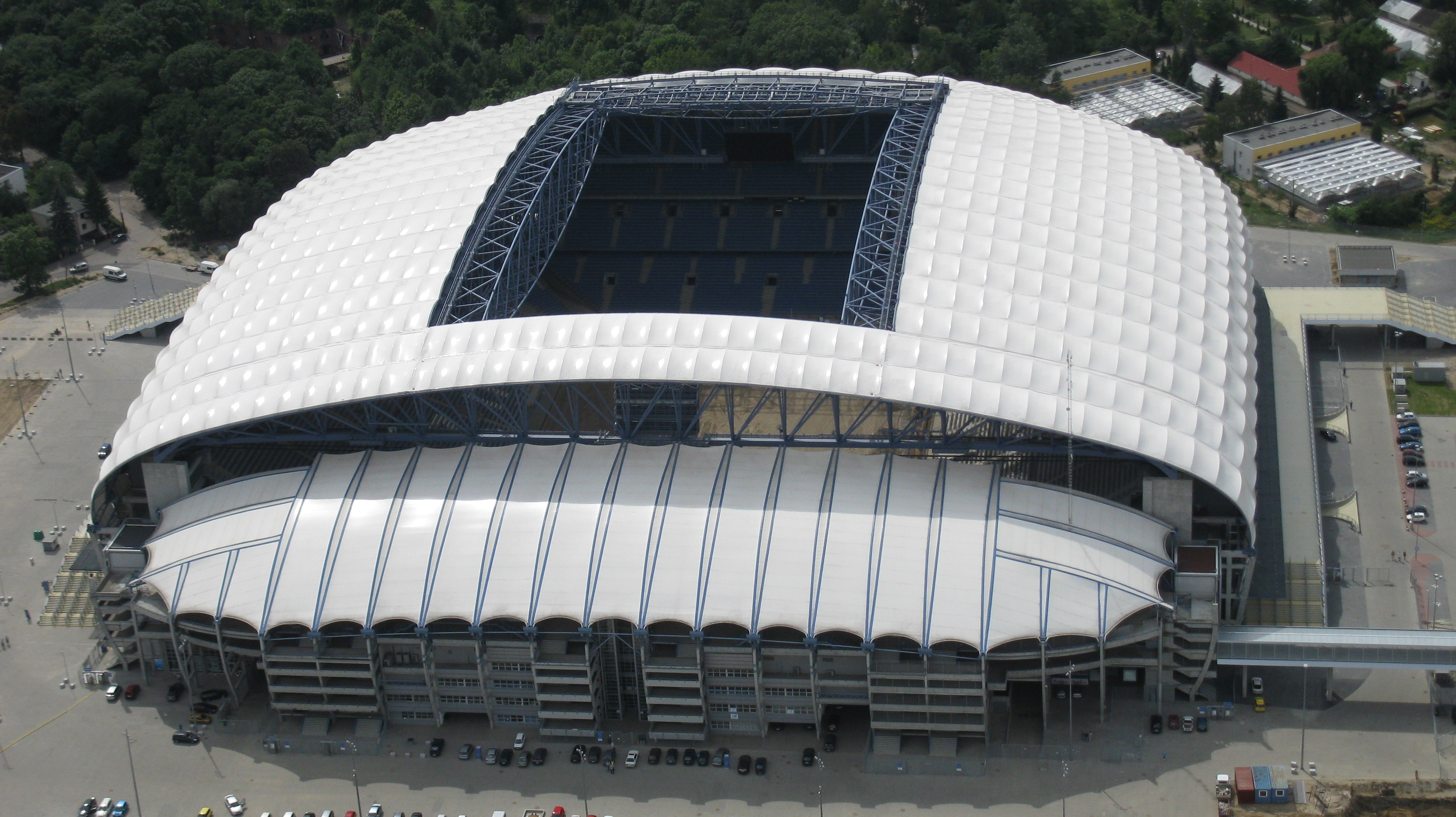
Stadion Poznań (widok od ul. Ptasiej)

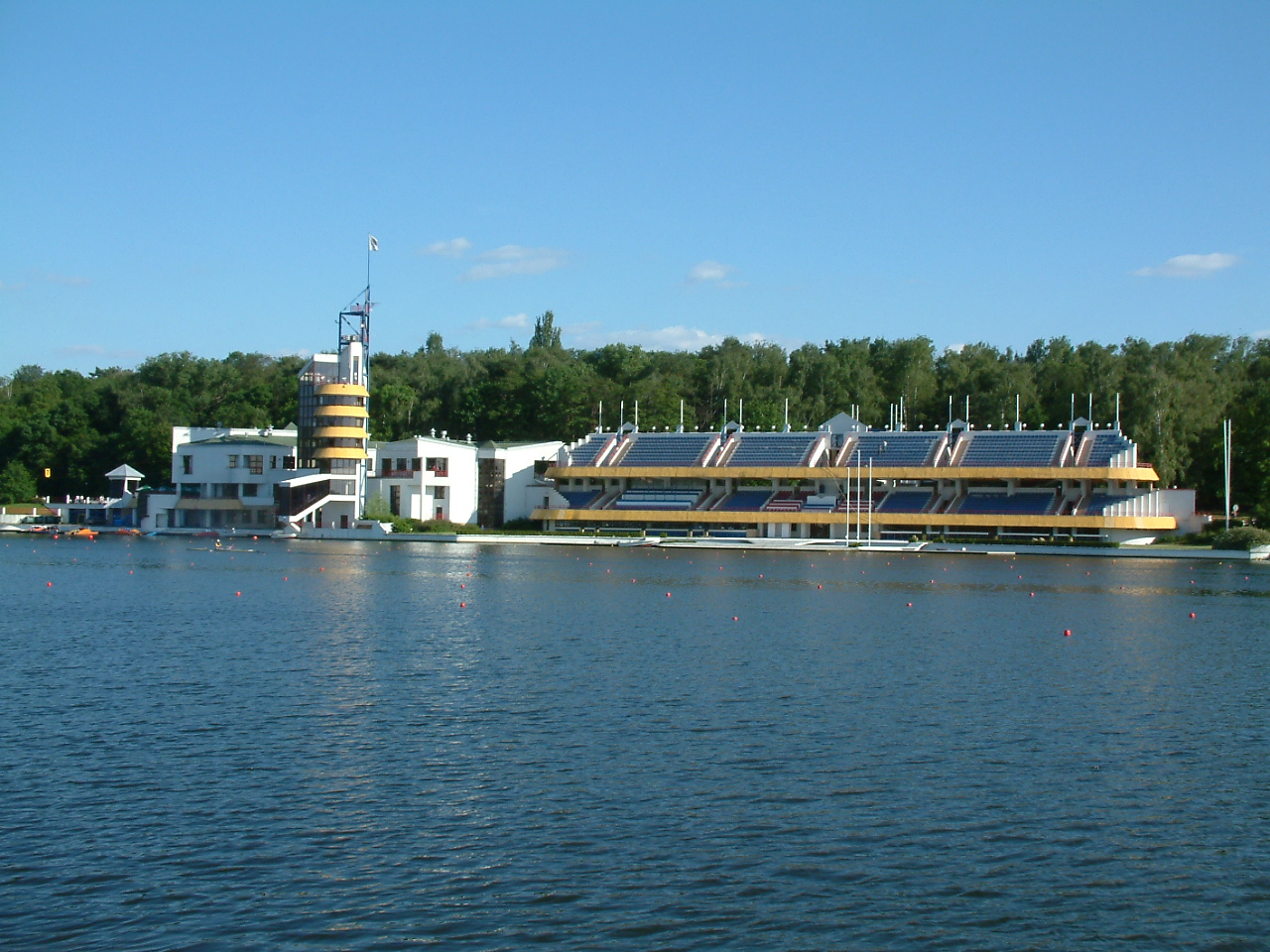
Trybuny Toru Regatowego Malta w Poznaniu

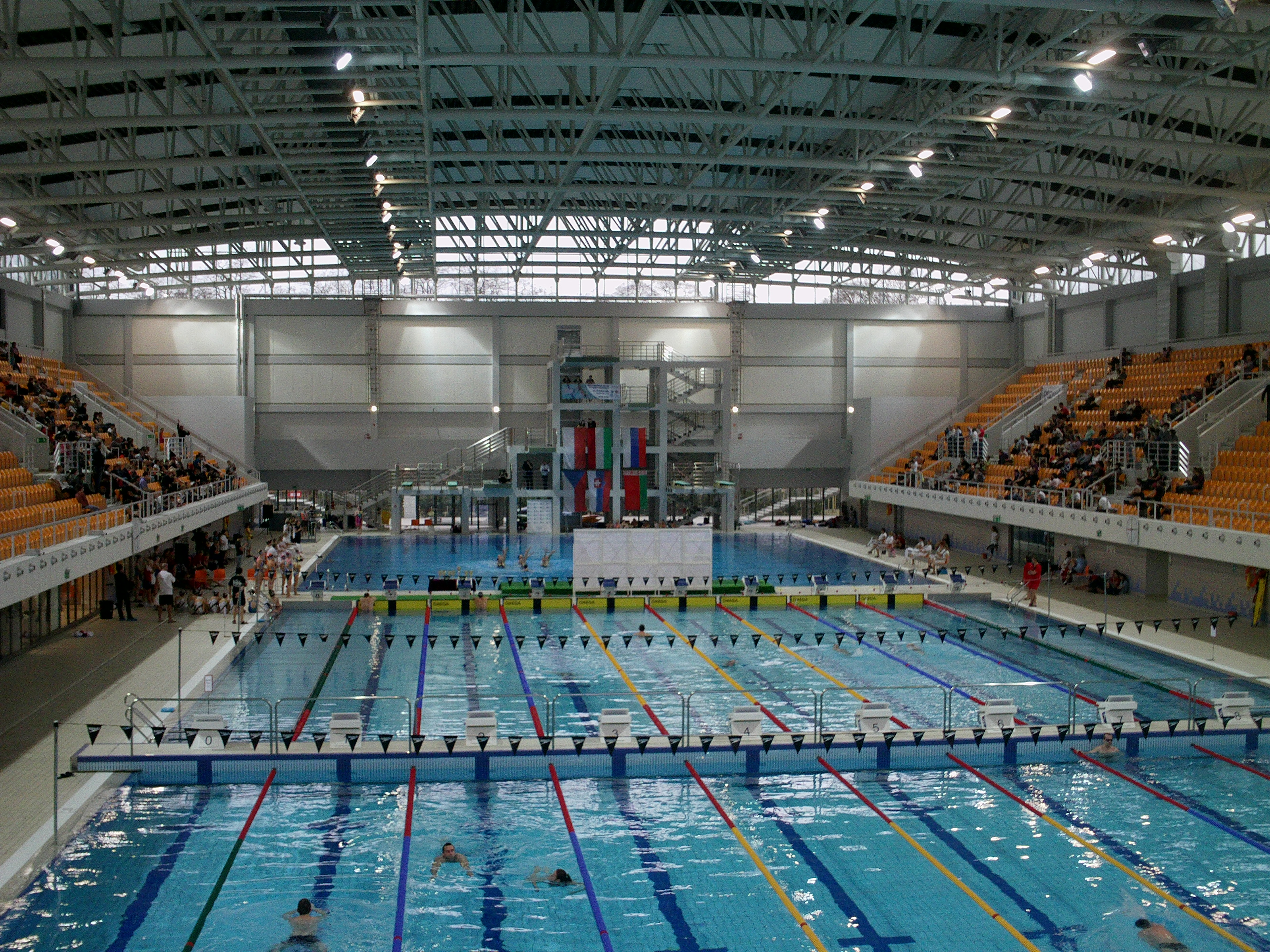
Baseny sportowe w Termach Maltańskich

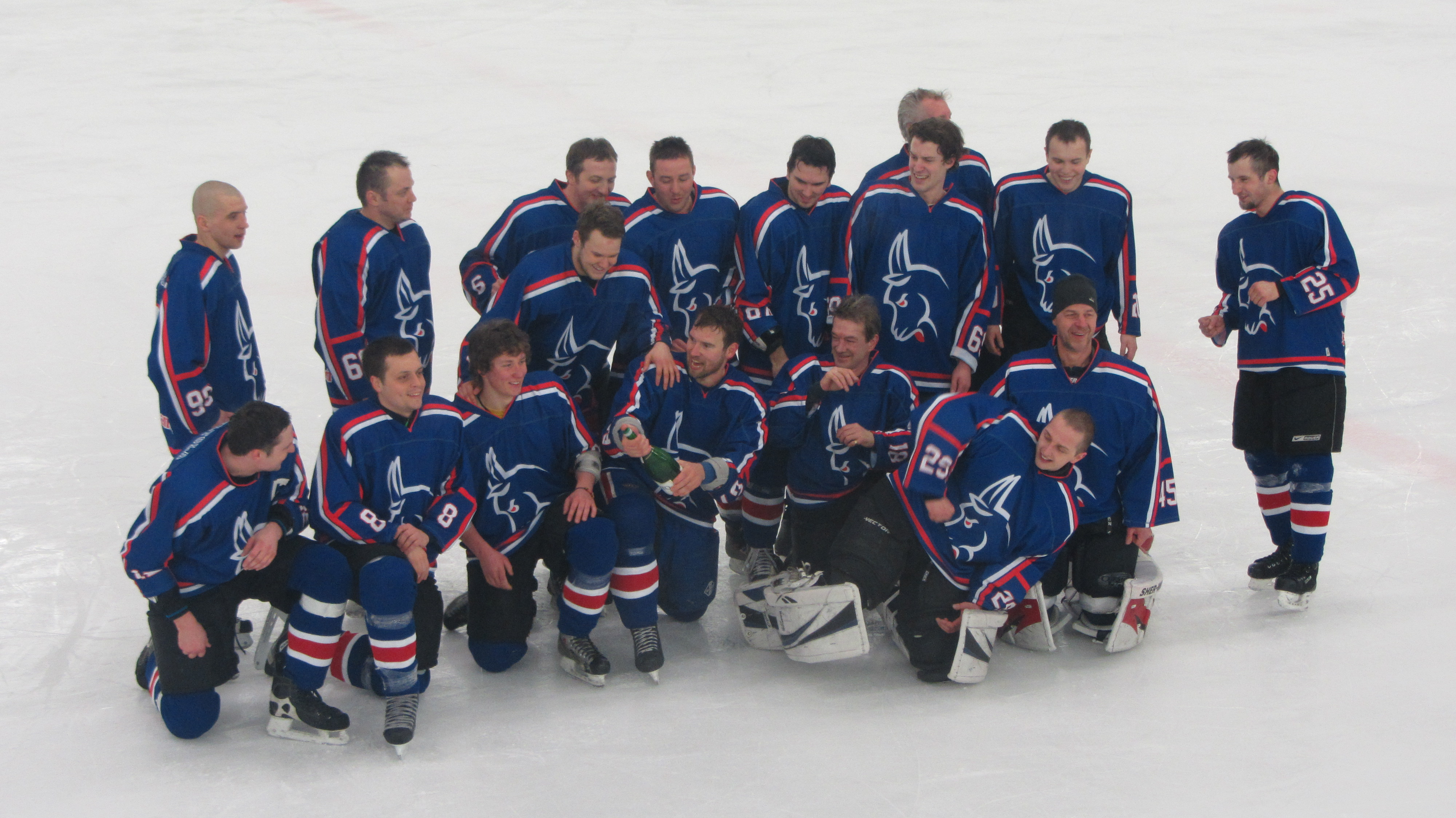
Drużyna hokeja na lodzie PTH Poznań (2013)

Jedną z pierwszych organizacji sportowych w mieście było Towarzystwo Gimnastyczne „Sokół” w Poznaniu założone 2 czerwca 1886 roku z inicjatywy Ignacego Andrzejewskiego.
W stolicy województwa organizowane są liczne międzynarodowe i ogólnopolskie imprezy sportowe. Na poznańskim Torze Regatowym Malta cyklicznie odbywają się zawody Pucharu Świata, Mistrzostw Europy i Świata w wioślarstwie, kajakarstwie oraz kajak-polo, a także ogólnopolskie zawody smoczych łodzi. Na stałe do kalendarza tenisistów wpisał się Międzynarodowy Turniej Tenisowy ATP Poznań Open. Na basenie olimpijskim Term Maltańskich organizowane są zawody pływackie, a w halach MTP oraz na Hipodromie Wola odbywają się międzynarodowe i krajowe zawody konne w skokach przez przeszkody. Na Torze Poznań organizowane są natomiast zawody Wyścigowych Samochodowych Mistrzostw Polski oraz Wyścigowych Motocyklowych Mistrzostw Polski.
Każdej jesieni w Poznaniu odbywa się bieg maratoński Poznań Maraton im. Macieja Frankiewicza. W 2012 na starcie biegu stanęło 5,7 tys. osób z 31 krajów. Zmierzyli się oni z dystansem 42,2 km. W 2015 ruszyła pierwsza edycja zawodów triatlonowych Challenge Poznań.
Wybrane imprezy sportowe zorganizowane w Poznaniu:
- Mistrzostwa Świata Par na Żużlu 1991
- Mistrzostwa Europy U-19 w Piłce Nożnej 2006
- Akademickie Mistrzostwa Świata w Futsalu 2006
- Młodzieżowe Mistrzostwa Europy w Szermierce 2006
- Mistrzostwa Europy Weteranów w Lekkiej Atletyce 2006
- Akademickie Mistrzostwa Europy w Tenisie 2009
- Mistrzostw Europy w Koszykówce Mężczyzn 2009
- Akademickie Mistrzostwa Europy w Koszykówce 2010
- Mistrzostwa Świata w Kajakarstwie 2010
- Halowe Mistrzostwa Świata w Hokeju na Trawie 2011
- Światowe Regaty Wioślarskie Masters 2011
- Mistrzostwa Świata w Kajakarstwie Niepełnosprawnych 2012
- Mistrzostwa Europy w Piłce Nożnej 2012
- GAC World Tour – Polish Open 2012 (międzynarodowy turniej tenisa stołowego z cyklu ITTF Pro Tour)
- IV Memoriał Macieja Frankiewicza 2013 (międzynarodowe zawody w skokach przez przeszkody o randze CSI4*)
- Puchar Świata w Kajakarstwie 2013
- Mistrzostwa Świata Bezdomnych w Piłce Nożnej 2013
- 1 runda Indywidualnych mistrzostw świata juniorów na żużlu 2017

W 2006 i 2007 r. przez Poznań przebiegała trasa wyścigu kolarskiego Tour de Pologne.
Stolica Wielkopolski ubiegała się o organizację Letnich Igrzysk Olimpijskich Młodzieży 2010 oraz Letniej Uniwersjady w 2007, 2009 i 2011 r. Miasto przegrało jednak rywalizację z Singapurem, Bangkokiem, Belgradem oraz chińskim Shenzhen.
W 2011 r. funkcjonowało w Poznaniu 105 młodzieżowych centrów sportu, które skupiały 4,5 tys. młodych sportowców. Poznański oddział Akademickiego Związku Sportowego tworzyło 26 klubów mających ponad 300 sekcji sportowych, rekreacyjnych i turystycznych. Zrzeszonych w nich było ponad 6 tys. studentów.
Poznań jest również uważany za stolicę polskiego hokeja na trawie, w którym gra kilka wiodących drużyn, takich jak „Warta Poznań”, „Grunwald Poznań”.
Najbardziej utytułowaną drużyną w mieście jest KKS Lech Poznań – ośmiokrotny mistrz Polski w piłce nożnej, pięciokrotny zdobywca Pucharu Polski i sześciokrotny Superpucharu Polski. Drużyna Warty Poznań zdobyła dwukrotnie tytuł Mistrza Polski w piłce nożnej. Pozostałymi I-ligowymi zespołami sportowymi z Poznania są:
- KS Enea Energetyk Poznań (siatkówka kobiet)
- PSŻ Poznań (żużel)
- Polonia Poznań (piłka nożna kobiet),
- Inea AZS Poznań (koszykówka kobiet),
- MUKS Poznań (koszykówka kobiet),
- AZS Politechnika Poznań (koszykówka mężczyzn),
- WKS Grunwald Poznań (piłka ręczna mężczyzn),
- KS AZS-AWF Poznań (piłka ręczna kobiet),
- PTH Poznań (hokej na lodzie)
- WKS Grunwald Poznań (hokej na trawie),
- AZS Politechnika Pocztowiec Poznań (hokej na trawie),
- KS AZS-AWF Poznań (hokej na trawie),
- KS Warta Poznań (hokej na trawie),
- Alstal Waterpolo Poznań (piłka wodna),
- KS Posnania Poznań (rugby),
- Armia „Poznań” (futbol amerykański),
- Kadet Futsal Team Poznań (futsal mężczyzn)
- AZS UAM Poznań (futsal kobiet).

### Rekreacja

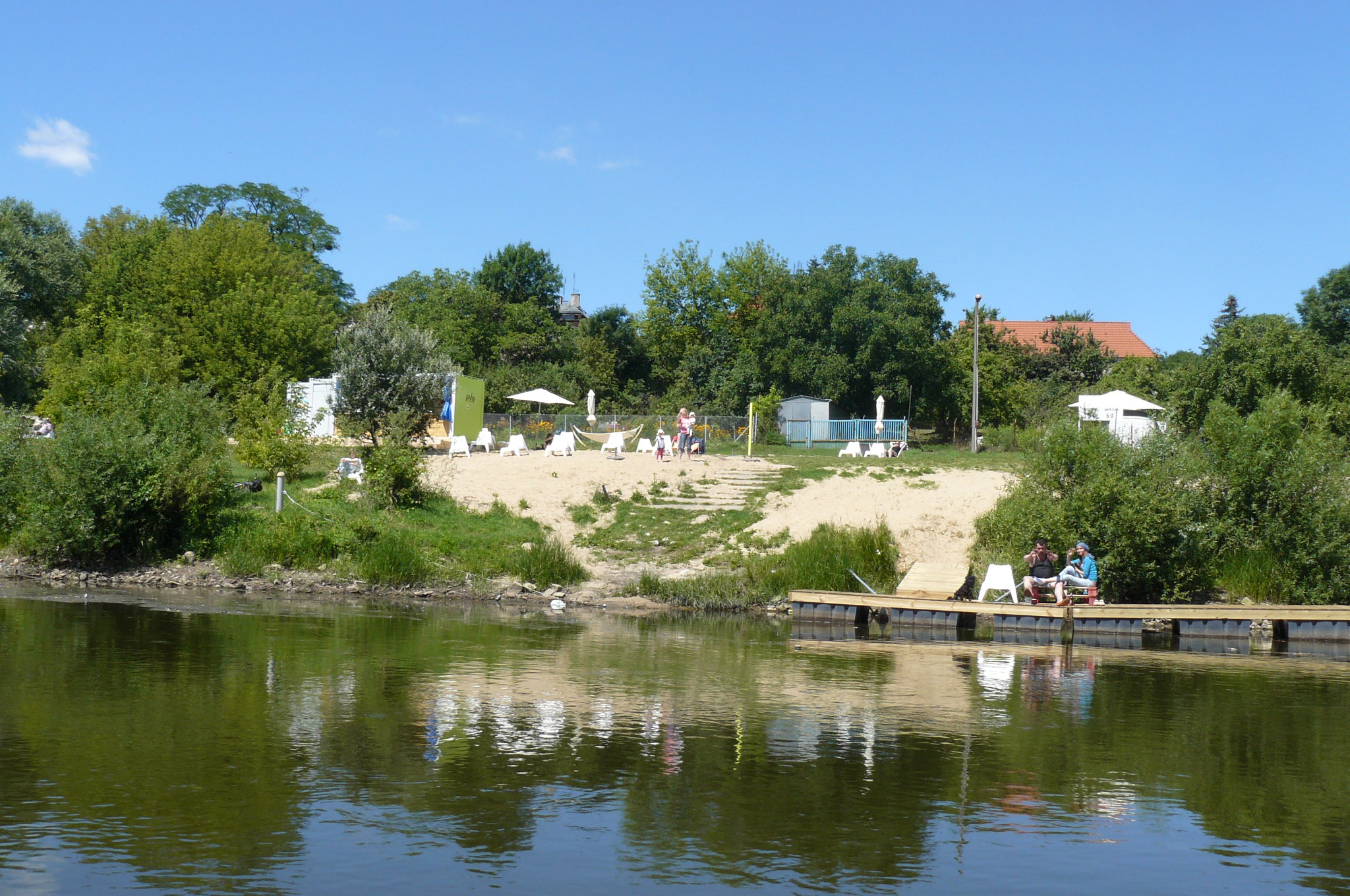
Plaża miejska na Szelągu (2015)

W Poznaniu wyznaczono cztery letnie kąpieliska:
- kąpielisko Malta na Jeziorze Maltańskim (obejmujące 200 m linii brzegowej),
- kąpielisko Krzyżowniki, na Jeziorze Kierskim (75 m linii brzegowej),
- kąpielisko Strzeszynek, na Jeziorze Strzeszyńskim (50 m linii brzegowej),
- kąpielisko Rusałka, na jeziorze Rusałka (100 m linii brzegowej).

Od 2012 r. w starym korycie Warty (przy ul. Ewangelickiej, w sąsiedztwie KontenerArt) uruchamiana jest plaża miejska. Oprócz korzystania z leżaków, można tam zagrać w siatkówkę plażową, czy badmintona. Dostępne są piłki, deski i fresbiee. Na plaży odbywają się wystawy, warsztaty oraz imprezy muzyczne, oprócz niej działają jeszcze sezonowo w Poznaniu trzy inne plaże miejskie nad Wartą, a są to: Plaża Wilda, Plaża Rataje, Plaża Szeląg.

### Euro 2012

Logo miasta Poznania, stosowane w latach 2009–2024

Poznań był jednym z miast-gospodarzy Mistrzostw Europy w Piłce Nożnej „Euro 2012”, które odbyły się w dniach od 8 czerwca do 1 lipca 2012 r.
Podczas turnieju piłkarska reprezentacja Portugalii korzystała z centrum pobytowego w podpoznańskiej Opalenicy. Wśród mieszkających tam piłkarzy był m.in. Cristiano Ronaldo.
Na Stadionie Miejskim w Poznaniu zorganizowano trzy mecze fazy grupowej turnieju: Irlandia–Chorwacja (10 czerwca), Włochy–Chorwacja (14 czerwca) oraz Włochy–Irlandia (18 czerwca). Spotkania te obejrzało na trybunach 106,4 tys. osób (34% stanowili Polacy, 29% – Irlandczycy, 15% – Chorwaci, 12% – Włosi, a 3% – Niemcy).
Władze miasta szacują, że podczas trwania fazy grupowej turnieju Poznań odwiedziło ok. 125 tys. zagranicznych turystów – 70 tys. Irlandczyków, 40 tys. Chorwatów oraz 15 tys. Włochów. W centrum prasowym akredytowało się ponad 400 dziennikarzy z całego świata. Gościom pomagało 540 wolontariuszy, a porządku strzegło każdego dnia blisko 1,4 tys. policjantów. W poznańskiej strefie kibica zlokalizowanej na pl. Wolności wystąpiło ponad 60 artystów. Przez cały okres mistrzostw bawiło się tam łącznie 705 tys. osób (2. miejsce w kraju), najwięcej w dniu meczu Polski z Rosją – 60,5 tys. osób. Tysiące ludzi kibicowały i bawiły się również na pobliskim Starym Rynku, wokół hali Arena (w Carlsberg FanCamp) oraz nad Jeziorem Maltańskim (w Malta Fun Zone).

## Media

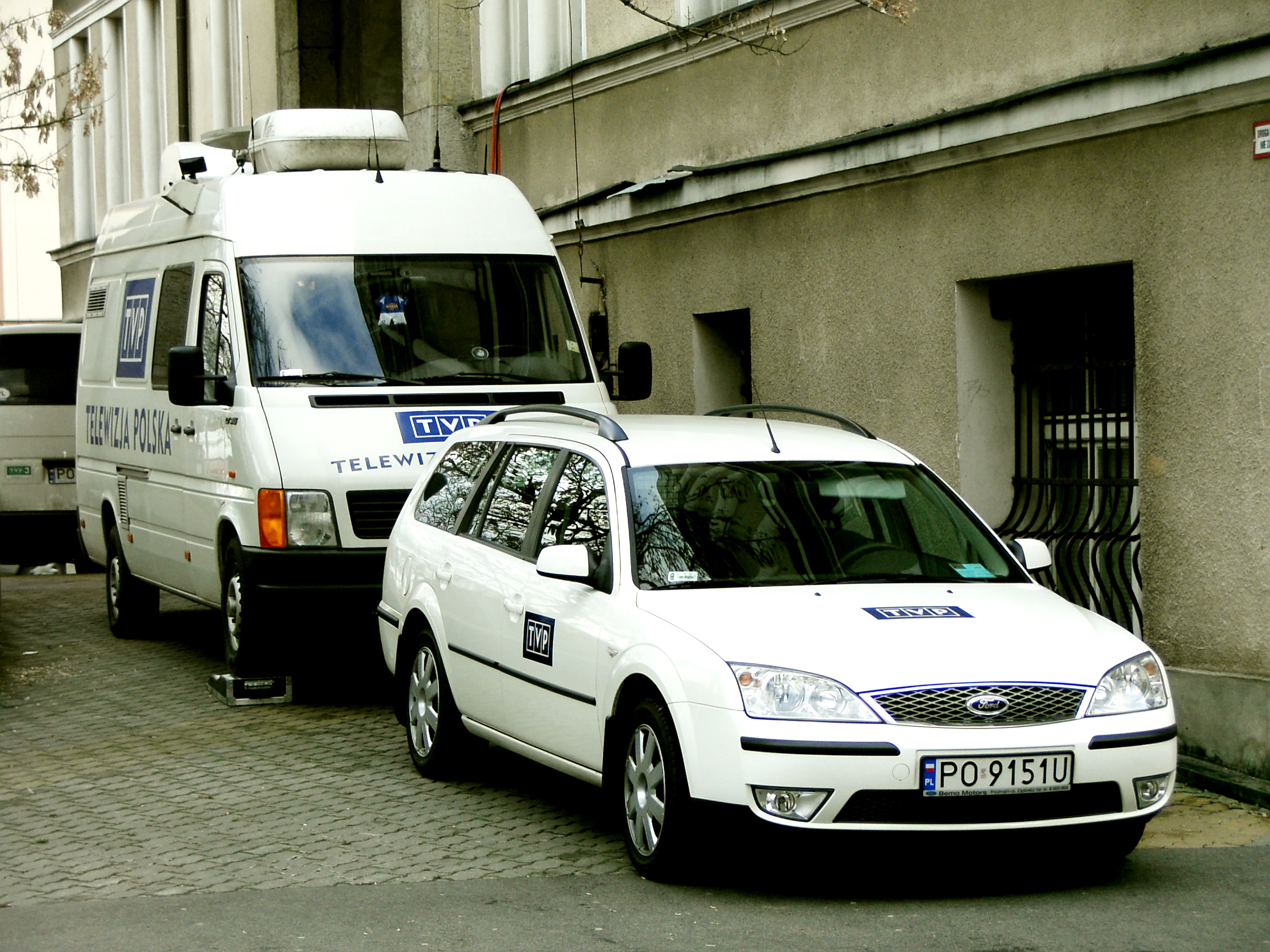
Wozy reporterskie TVP3 Poznań
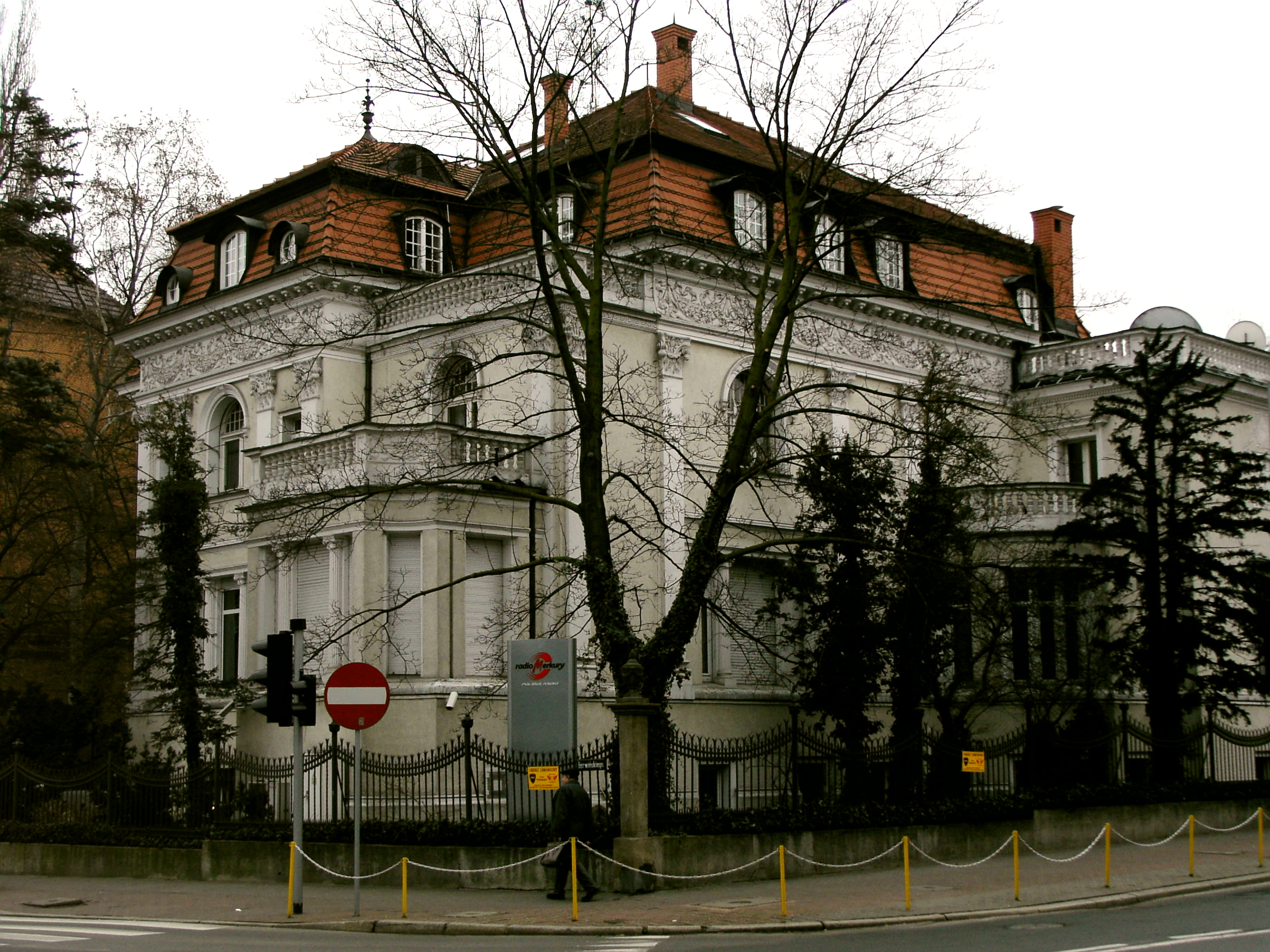
Siedziba rozgłośni Radia Poznań – willa Paula Ueckera
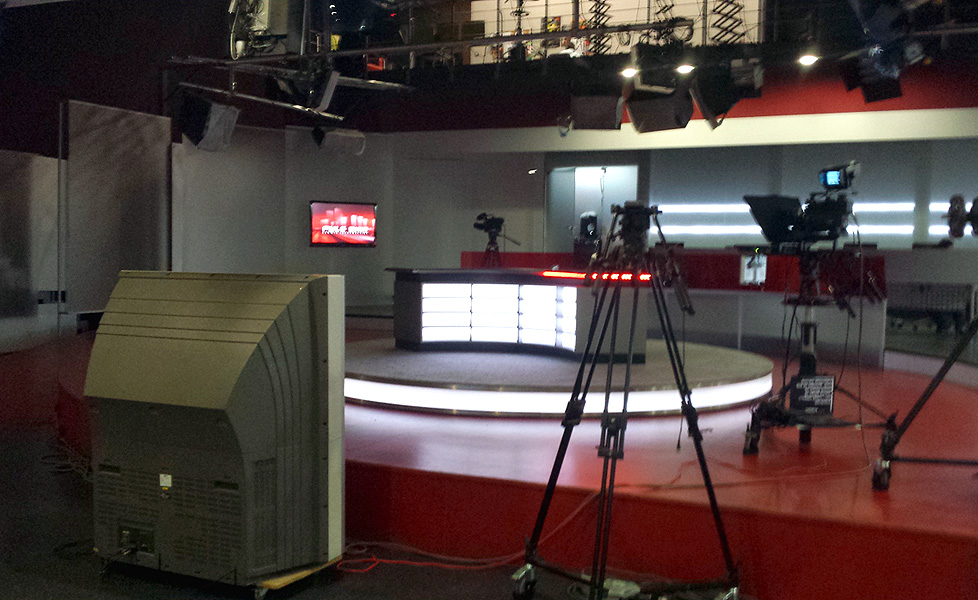
Studio telewizji WTK (2014)
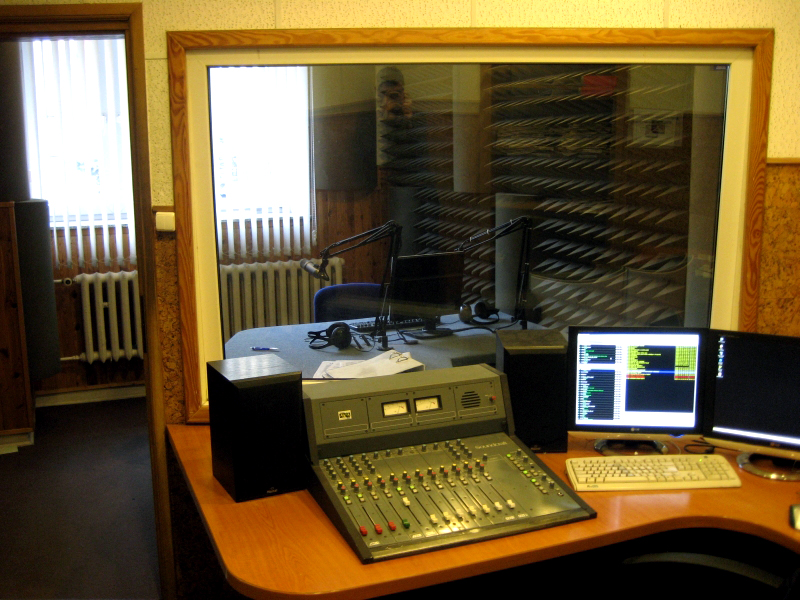
Realizatorka studia emisyjnego Radia Afera (2009)
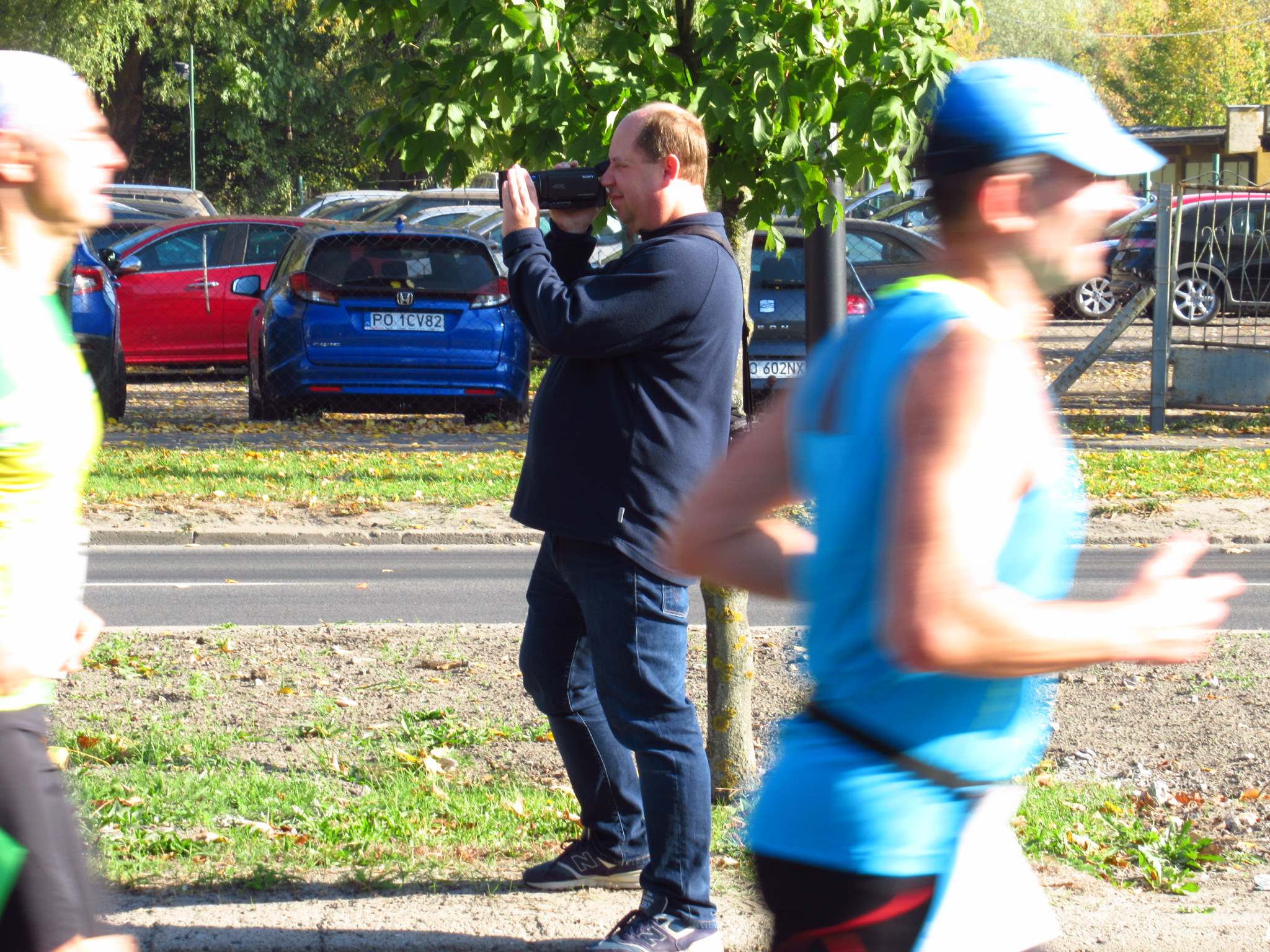
Kamerzysta Ratajskiej Telewizji Kablowej na Poznań Maraton (2018)
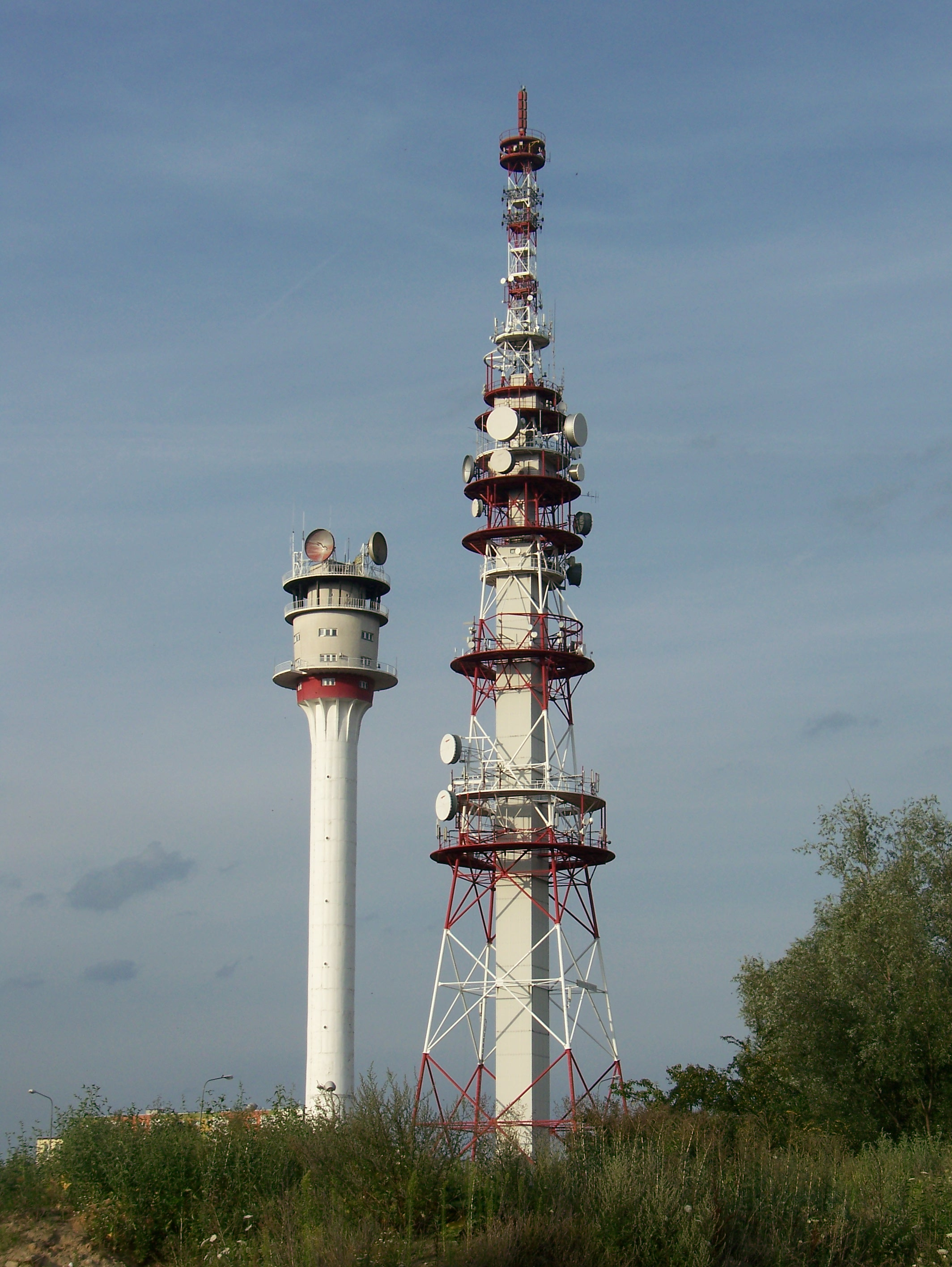
Stacja Linii Radiowych Piątkowo (2007)

### Stacje telewizyjne
- TVP3 Poznań (Telewizja Poznań)
- Fanklub TV (dawniej: Lech TV)

### Stacje telewizyjne kablowe
- Telewizja WTK
- Telewizja SM GRUNWALD[223]
- TVK Winogrady (dawniej Winogradzka Telewizja Kablowa)
- Ratajska Telewizja Kablowa
- ONTV[224]

### Stacje radiowe
- Radio Poznań (dawna nazwa: Radio Merkury) – 100,9 FM
- Radio Afera – 98,6 FM
- Radio Eska Poznań – 93 FM
- Radio Emaus – 89,8 FM
- Radio Złote Przeboje – 88,4 FM
- Meloradio – 90,6/99,4 FM
- Rock Radio – 105,4 FM
- MC Radio – 102,7 FM
- RMF Classic Poznań – 103,9 FM
- RMF Maxxx Poznań – 93,5 FM
- Radio Vox FM – 107,4 FM
- Radio Pogoda – 103,4 FM

### Prasa
- Głos Wielkopolski
- Kwartalnik Językoznawczy
- Poradnik Gospodarski
- Króluj nam Chryste
- Przewodnik Katolicki
- Życie Uniwersyteckie
- IKS Poznański Informator Kulturalny, Sportowy i Turystyczny

## Wspólnoty wyznaniowe
Poznań jest siedzibą kurii archidiecezji poznańskiej Kościoła rzymskokatolickiego, która powstała z pierwszego biskupstwa misyjnego w Polsce, ustanowionego w 968 roku. Główną świątynią tego Kościoła w mieście jest bazylika archikatedralna Świętych Apostołów Piotra i Pawła, położona na Ostrowie Tumskim. Drugą świątynią w Poznaniu jest kolegiata MB Nieustającej Pomocy, św. Marii Magdaleny i św. Stanisława Biskupa, zwana również poznańską farą.

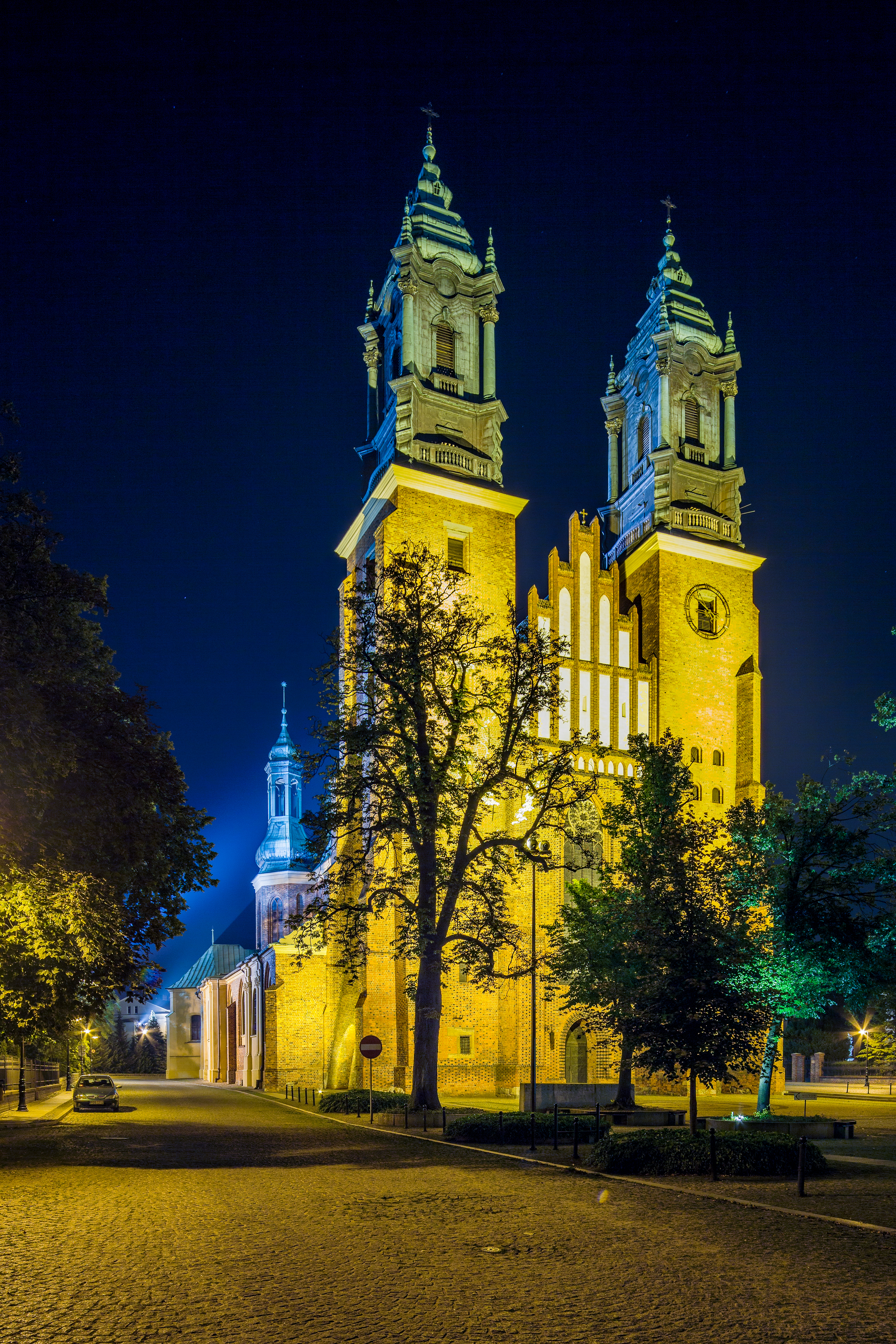
Bazylika archikatedralna Świętych Apostołów Piotra i Pawła

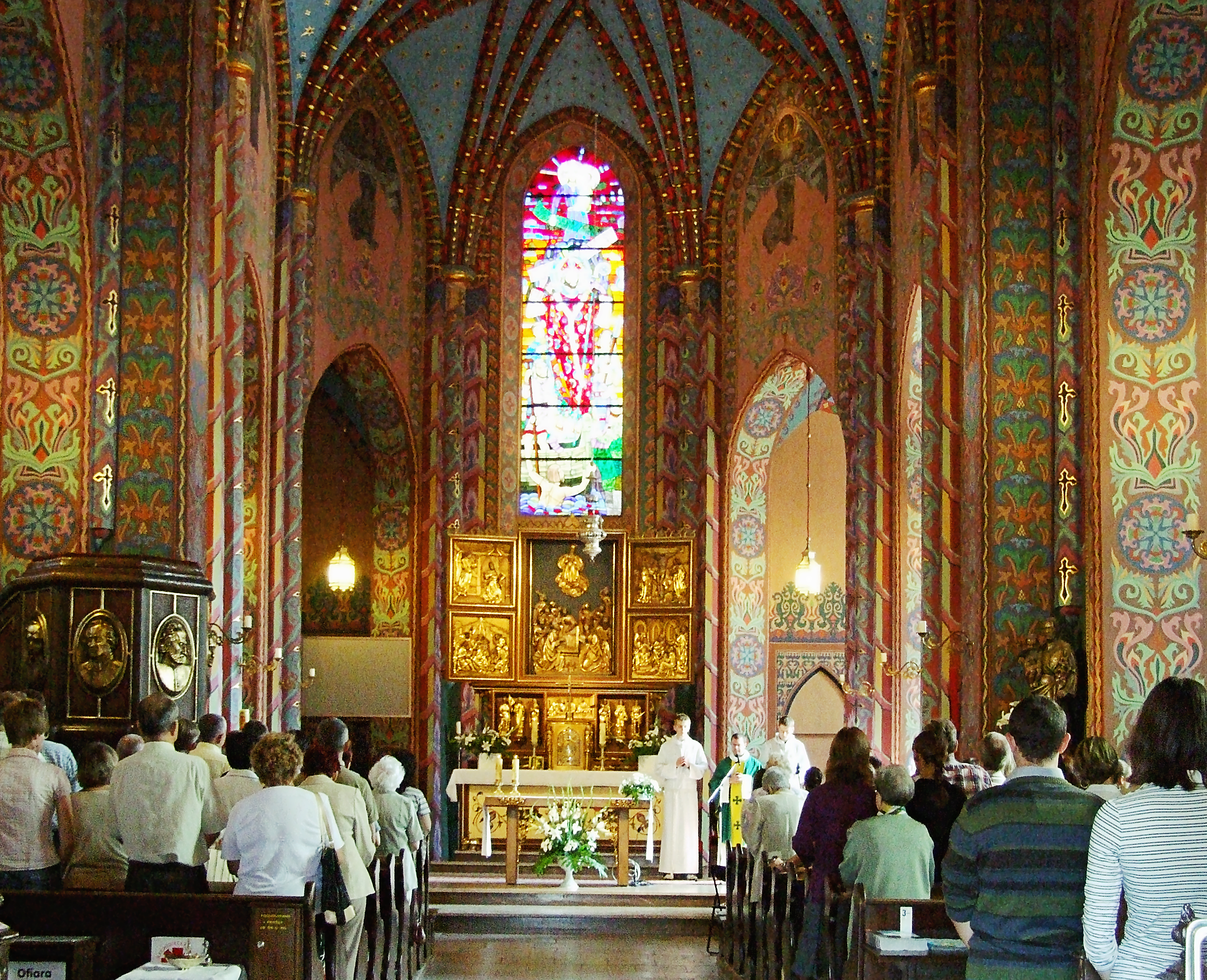
Msza w kościele św. Wojciecha

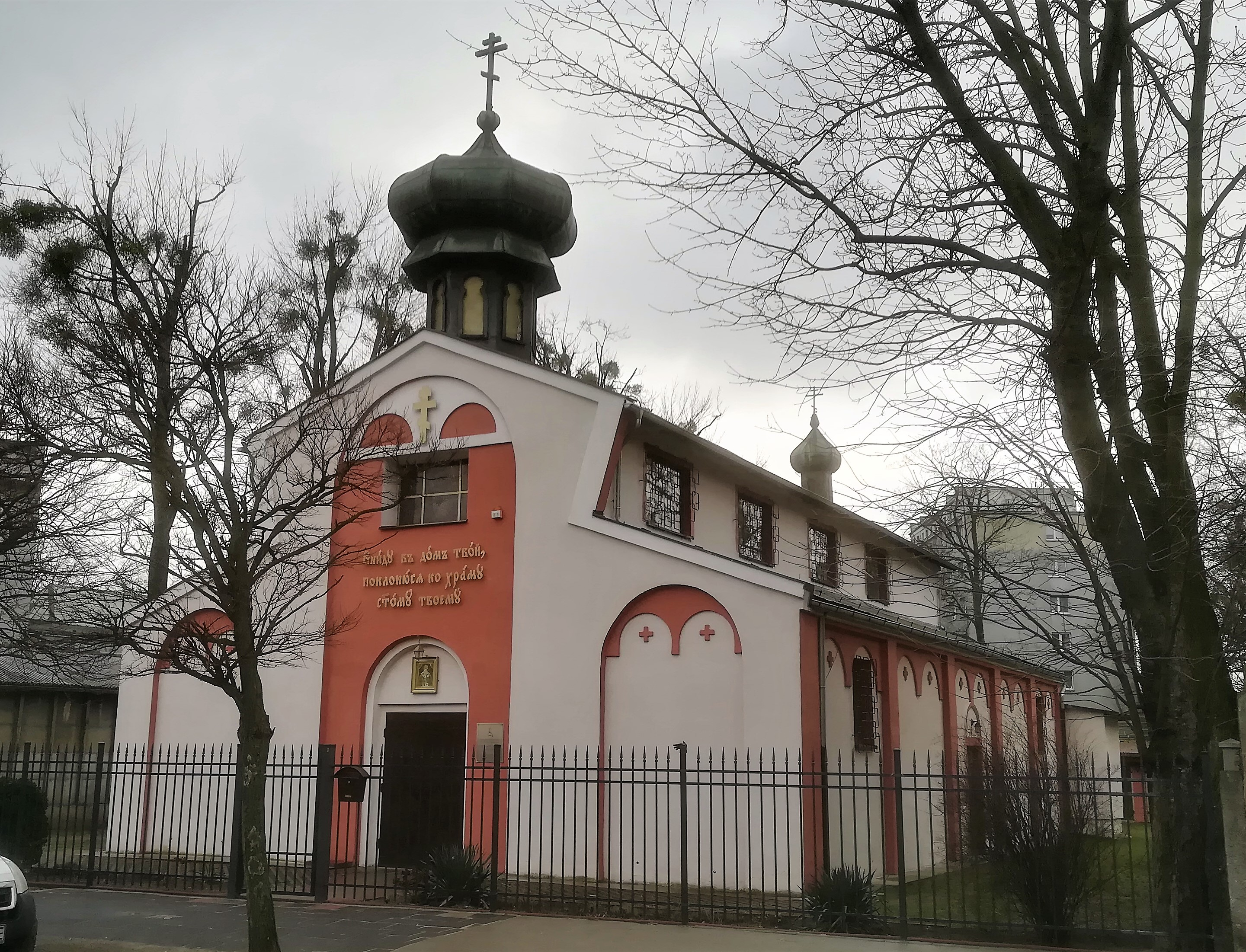
Prawosławna cerkiew konkatedralna św. Mikołaja

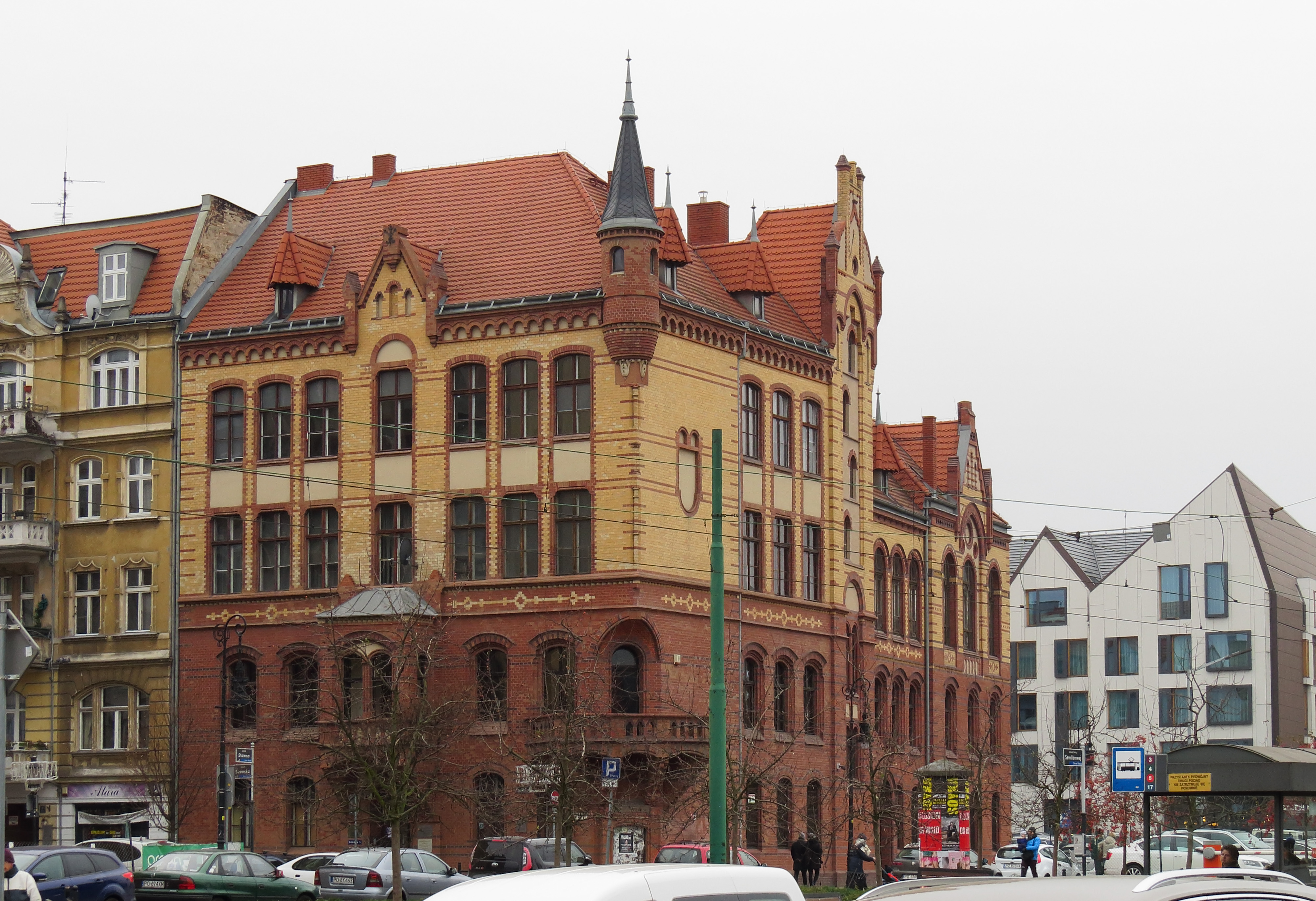
Synagoga przy ulicy Stawnej

Działa tutaj przeorat św. Józefa Bractwa Kapłańskiego Świętego Piusa X.
W Poznaniu znajduje się parafia greckokatolicka pw. Opieki Matki Bożej, która należy do eparchii wrocławsko-koszalińskiej. Nabożeństwa tej parafii odbywają się w cerkwi Opieki Matki Bożej.
Miasto posiada trzy wspólnoty starokatolickie: polskokatolicką parafię św. Kazimierza (powstała w 1947 i odbywa swoje nabożeństwa w kościele św. Kazimierza), parafię reformowanych katolików pod wezwaniem Świętych Cyryla i Metodego (powstałą w 2007 roku, nabożeństwa odbywają się w kaplicy na osiedlu Powstańców Warszawy 9A) oraz parafię należącą do Katolickiego Kościoła Narodowego. W Poznaniu mieszkają także wierni Kościoła Starokatolickiego Mariawitów przynależący do parafii św. Mateusza i św. Rocha w Nowej Sobótce.
Polski Autokefaliczny Kościół Prawosławny posiada w Poznaniu cerkiew pw. św. Mikołaja (konkatedralną i jednocześnie parafialną), która należy do diecezji łódzko-poznańskiej.
Kościół Ewangelicko-Augsburski ma jedną parafię, skupioną wokół kościoła Łaski Bożej. Na terenie tej parafii w zielonym pawilonie przy ul. Obozowej 5 odbywają się niektóre nabożeństwa Kościoła ewangelicko-reformowanego, którego grupę diasporalną obsługuje ks. Tadeusz Jelinek z parafii ewangelicko-reformowanej w Żychlinie.
Kościół Świętego Krzyża przy ul. Ogrodowej jest świątynią parafii Kościoła Ewangelicko-Metodystycznego.
W Poznaniu znajduje się kilka wspólnot należących do kościołów pentekostalnych. Kościół Zielonoświątkowy w RP posiada tu dwa zbory: Zbór „Nowa Nadzieja” w Poznaniu i Zbór „Kościół LifeHouse”. W mieście działalność prowadzi także Kościół Chrześcijański „Płomień Pana”, wchodzący w skład Kościoła Bożego w Polsce, natomiast do Kościoła Bożego w Chrystusie należą Wspólnota „Poznań Centrum” oraz placówka „Sól Ziemi” w Poznaniu, podległa zborowi w Kaliszu.
Kościół Chrześcijan Baptystów skupia tu 11 zborów. Należą do nich: I Zbór w Poznaniu „Wspólnota Nowego Przymierza”, II Zbór w Poznaniu „Koinonia”, III Zbór w Poznaniu „Kościół 5N”, IV Zbór w Poznaniu „Wspólnota Genesis”, Zbór Ukraiński „Genesis”, Zbór „Amazing Grace”, Zbór „Droga Życia”, Zbór „Kościół na Skale”, Zbór „Nowe Życie”, Zbór „Wspólnota Kaleb” i Poznan International Church.
Kościół Adwentystów Dnia Siódmego w RP posiada zbór w Poznaniu, znajduje się tu również siedziba jego diecezji zachodniej. Działa tu też zbór Kościoła Reformowanego Adwentystów Dnia Siódmego.
W Poznaniu swoje zbory posiadają również takie kościoły protestanckie jak: Chrześcijańska Wspólnota Braterska, Konfederacja Ewangelicznych Kościołów Reformowanych (Ewangeliczny Zbór Reformowany w Poznaniu), Kościół Chrześcijański „Arka”, Kościół Ewangelicznych Chrześcijan w RP (zbór „Emmanuel”), Mesjańskie Zbory Boże (punkt misyjny w Poznaniu podległy zborowi w Warszawie) i Zbór Ewangeliczny „Agape”.
W mieście działa także Jednota Braci Polskich oraz kongregacja Religijnego Towarzystwa Przyjaciół (kwakrów) i zbór Kościoła Nowoapostolskiego.
W dniach od 29 grudnia 2009 do 2 stycznia 2010 roku Poznań stał się etapem Pielgrzymki Zaufania przez Ziemię, której organizatorem była ekumeniczna Wspólnota Taizé.
W Poznaniu działalność prowadzi 27 zborów Świadków Jehowy (w tym zbór języka migowego oraz cztery zbory innojęzyczne: angielski, dwa rosyjskie i ukraiński), zgromadzające się w ośmiu Salach Królestwa. Z pozostałych wyznań restoracjonistycznych w Poznaniu działają: chrystadelfianie, Kościół Jezusa Chrystusa Świętych w Dniach Ostatnich (gmina w Poznaniu), Świecki Ruch Misyjny „Epifania” (zbór w Poznaniu) oraz niezależna wspólnota epifanijna „Chrześcijańska Społeczność”.
W mieście znajduje się dom modlitw Muzułmańskiego Związku Religijnego. Drugą muzułmańską grupą wyznaniową w Poznaniu jest Liga Muzułmańska w RP mająca swój meczet.
Działa tu również Gmina Wyznaniowa Żydowska w Poznaniu, należąca do Związku Gmin Wyznaniowych Żydowskich, która posiada w mieście swoją synagogę.
W Poznaniu odbywają się praktyki Ligmincha Polska. W mieście znajduje się także świątynia buddyjska Engakuin (Sōtō Zen i Ningma) oraz ośrodek buddyzmu Diamentowej Drogi.

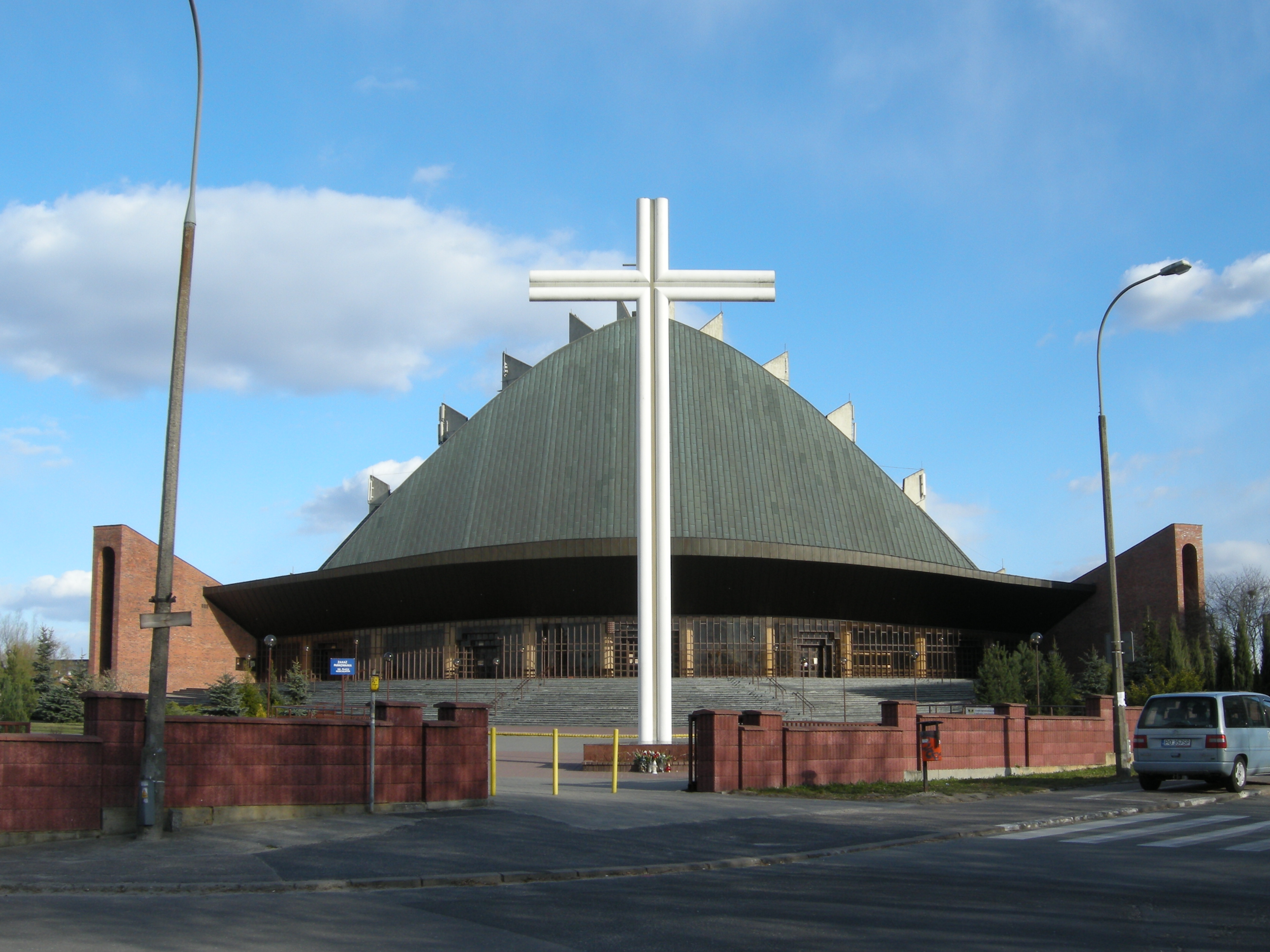
Kościół Nawiedzenia NMP – jedna z największych rzymskokatolickich świątyń w Poznaniu
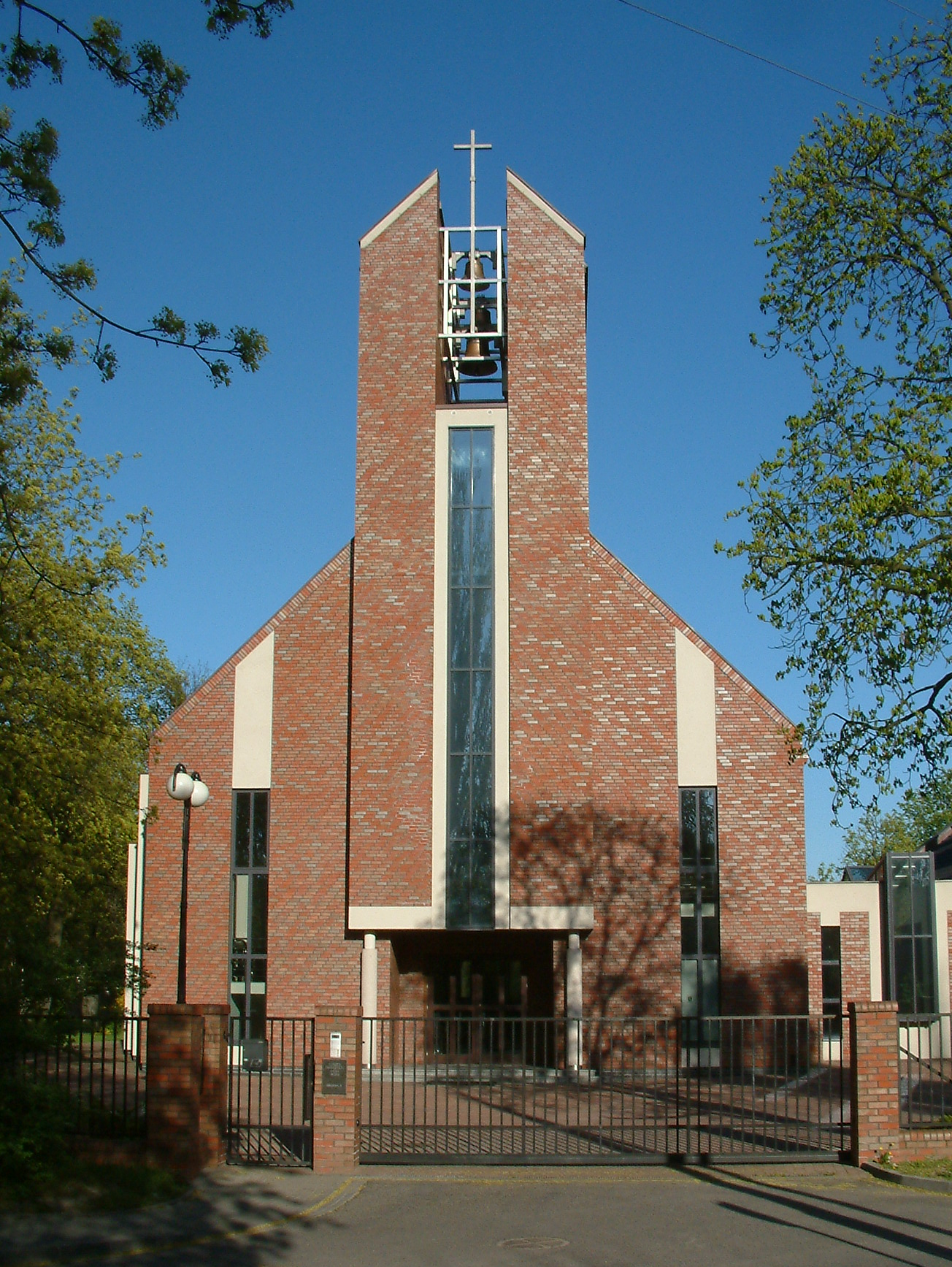
Kościół ewangelicki Łaski Bożej
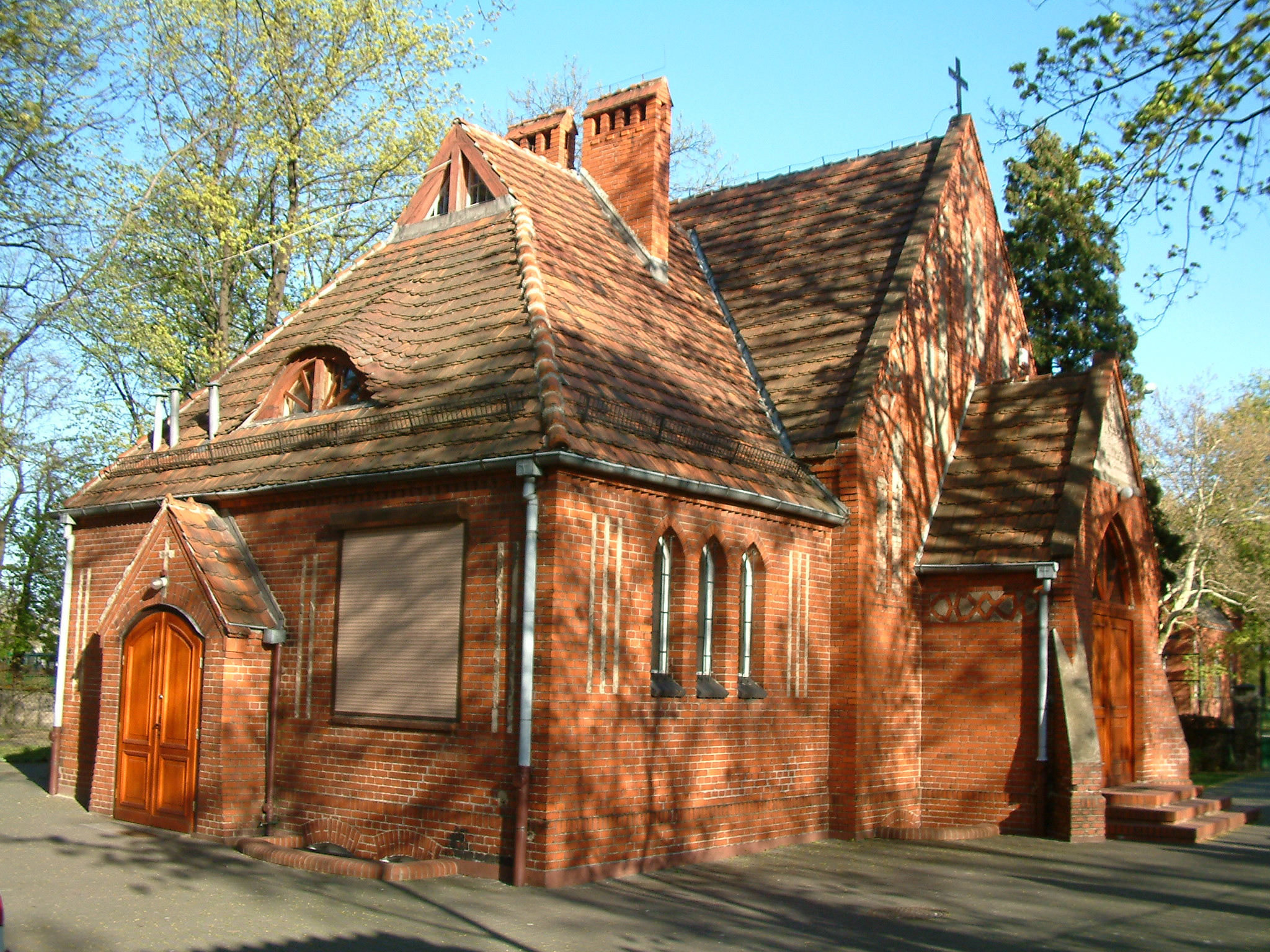
Kaplica I Zboru baptystycznego
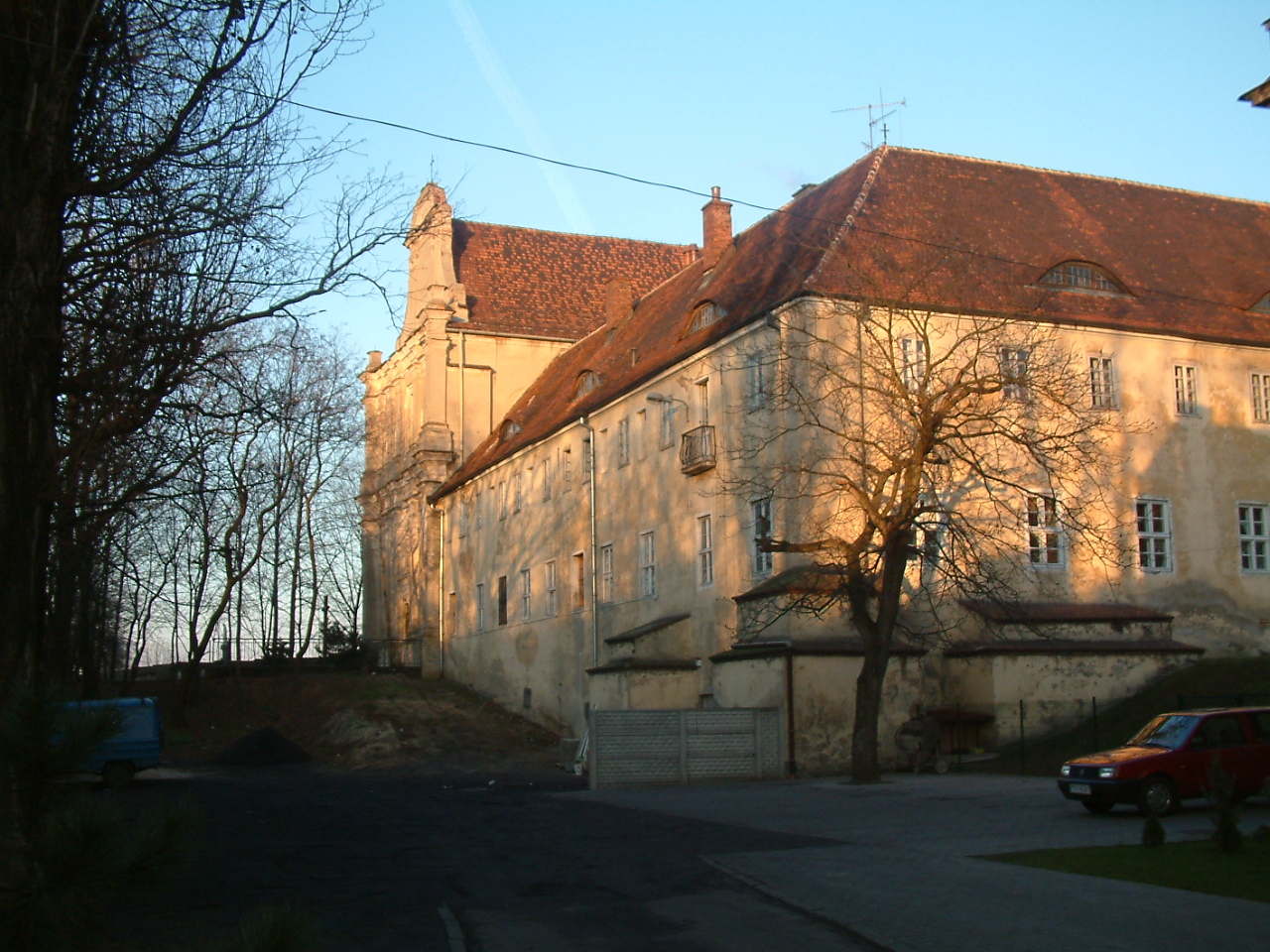
Polskokatolicki kościół św. Kazimierza
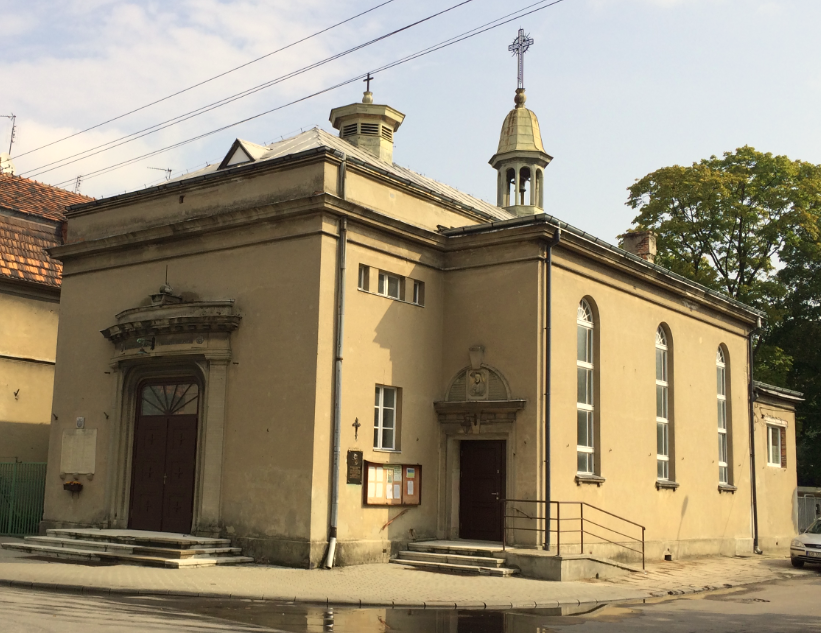
Greckokatolicka Cerkiew Opieki Matki Bożej
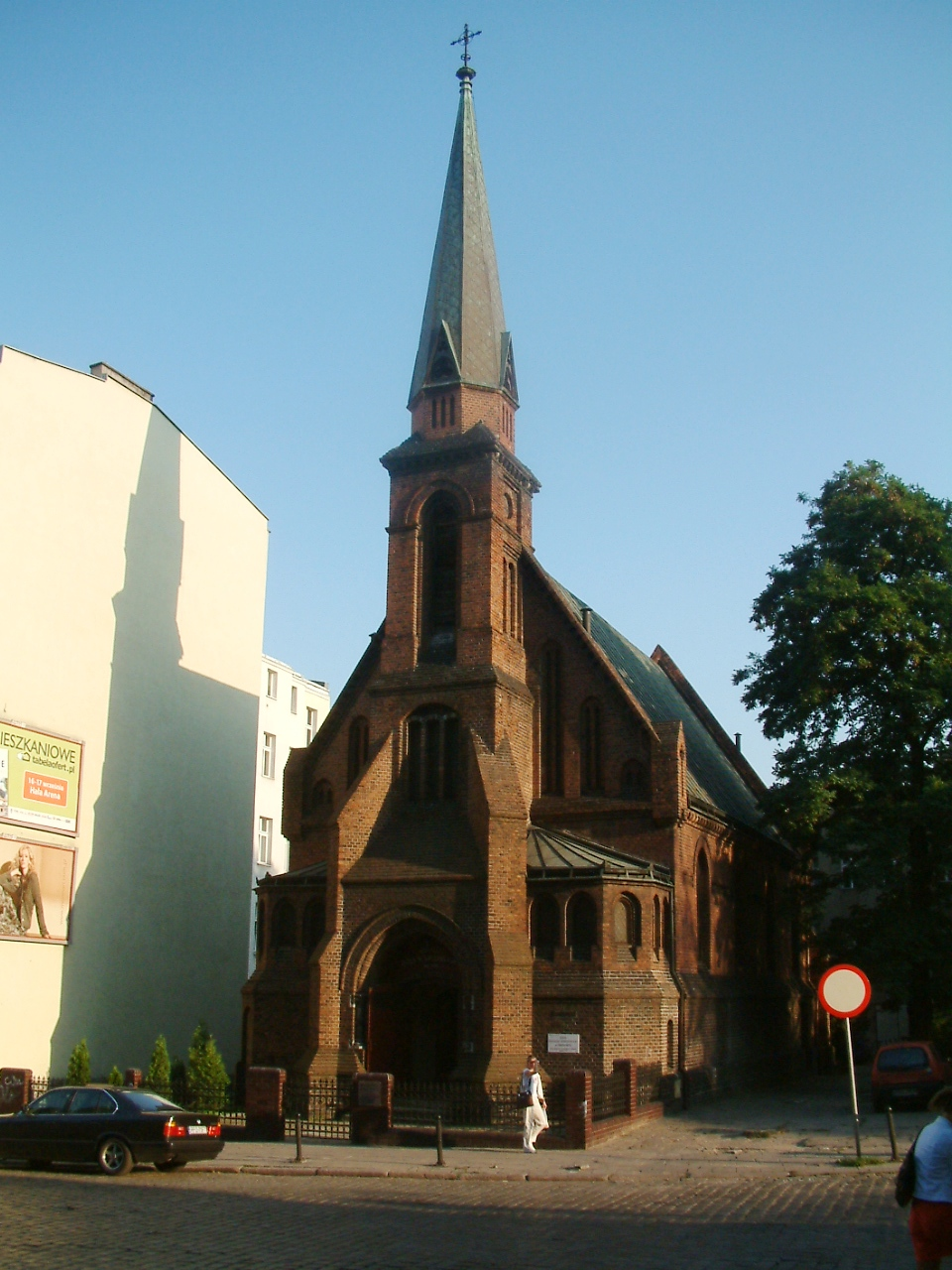
Metodystyczny kościół św. Krzyża
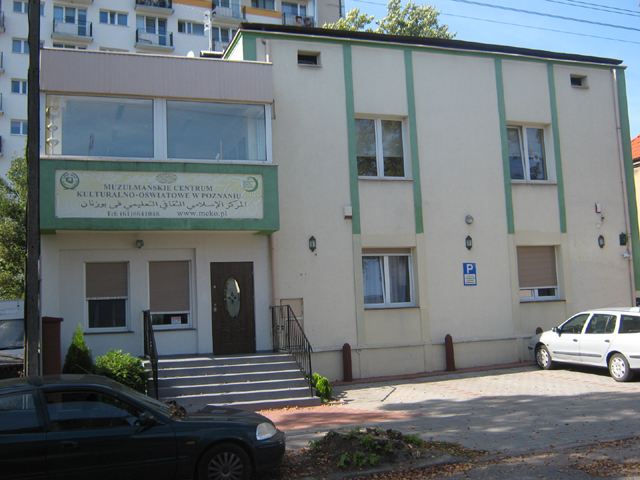
Meczet

## Bezpieczeństwo publiczne

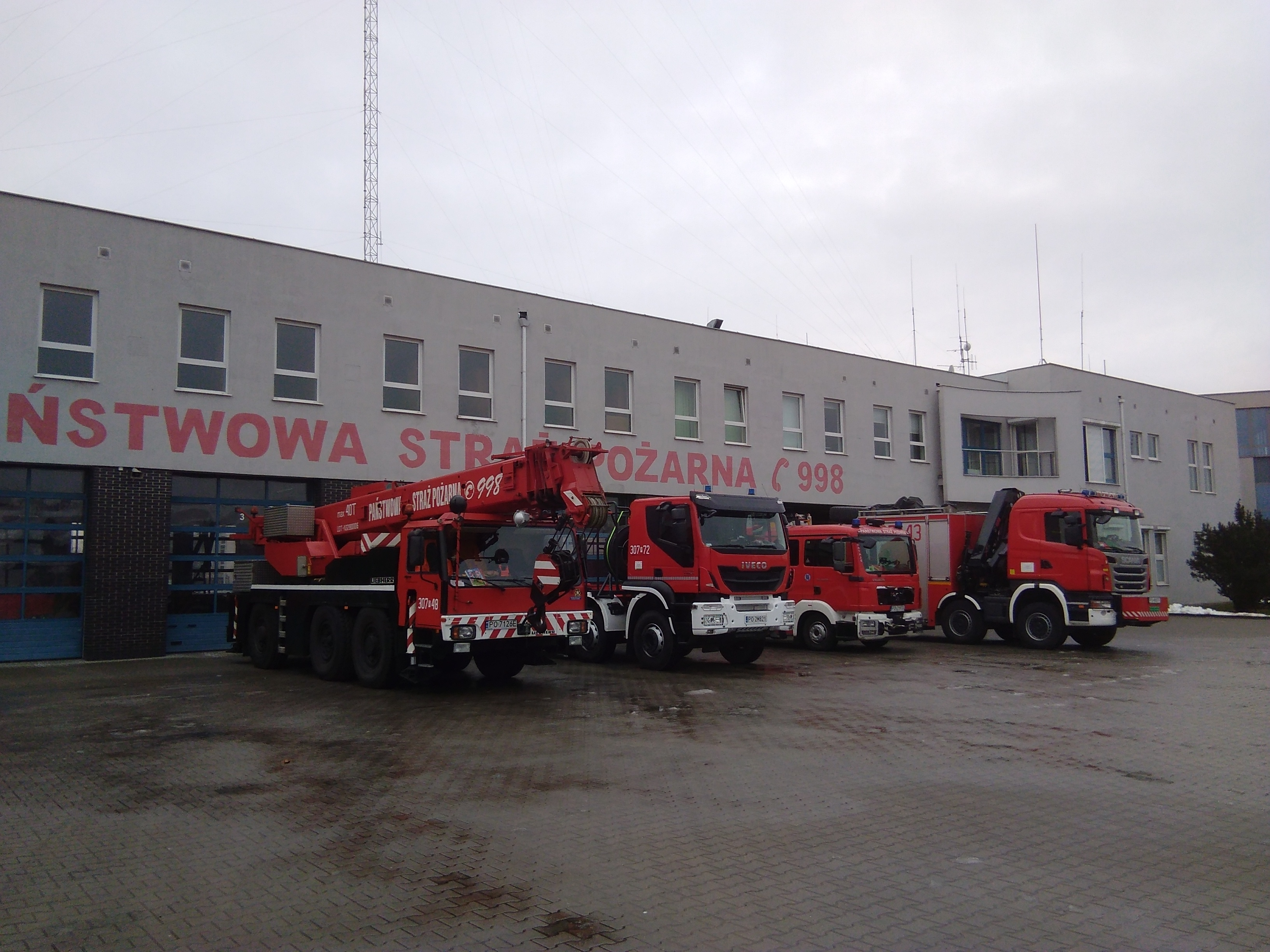
Koszary Jednostki Ratowniczo-Gaśniczej nr 7 Komendy Miejskiej Państwowej Straży Pożarnej (2019)

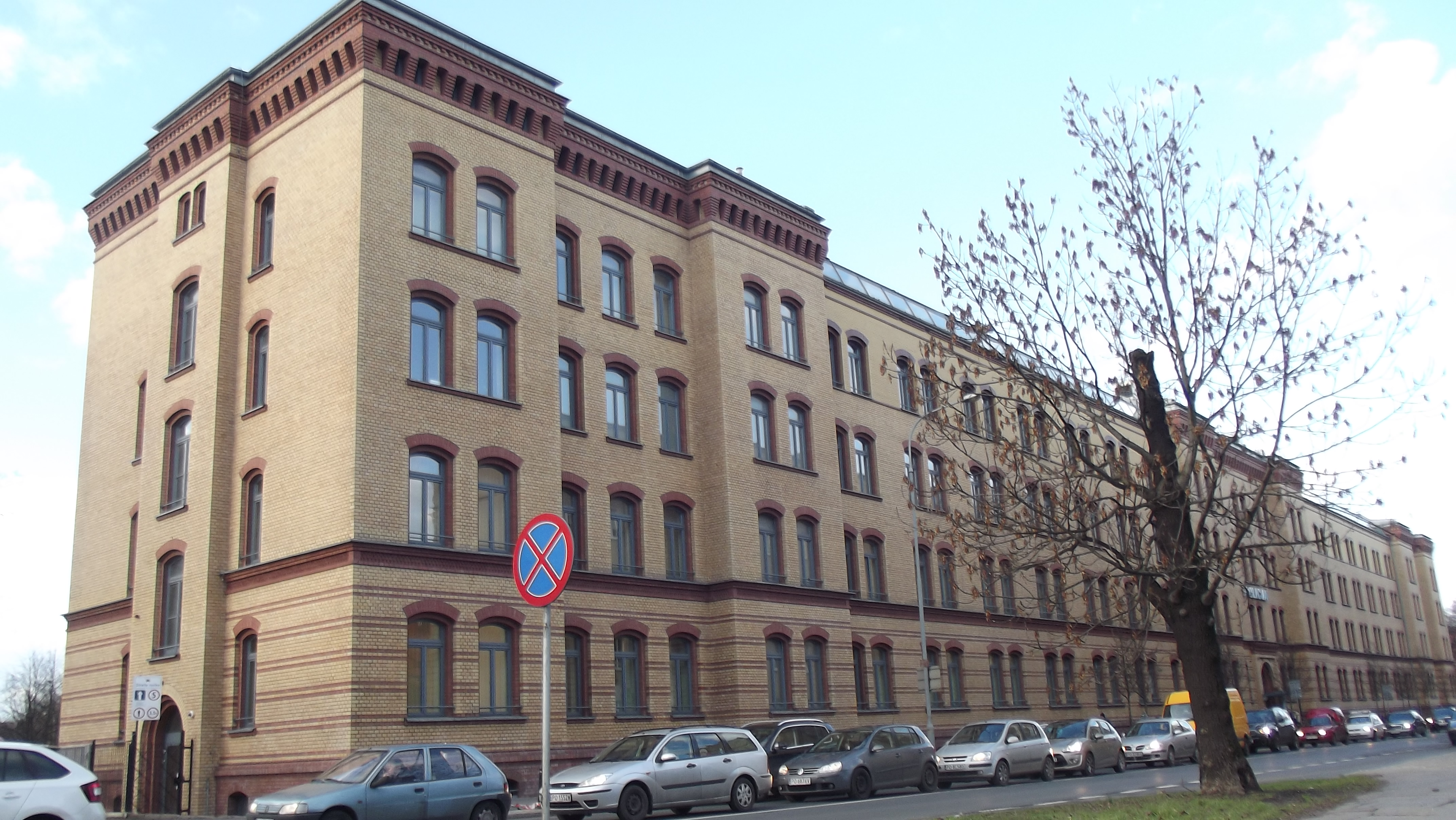
Komenda Miejska Policji w Poznaniu

Poznań oraz powiat poznański posiadają wspólne jednostki organizacyjne Policji i Państwowej Straż Pożarnej – działają one na obszarze 2161 km² zamieszkałym przez blisko 900 tys. osób.
Komenda Miejska PSP w Poznaniu zatrudnia łącznie 495 funkcjonariuszy. Zabezpieczenie operacyjne miasta i powiatu poznańskiego stanowi 10 jednostek ratowniczo-gaśniczych (JRG), których większość posiada własną specjalizację. Działania ratownicze wspomaga również 68 ochotniczych straży pożarnych, wśród których jest grupa ratownictwa specjalistycznego oraz jednostka ratownictwa wodnego działająca w krajowym systemie ratowniczo-gaśniczym. Ponadto funkcjonują tu 2 zakładowe jednostki ochrony przeciwpożarowej (przy porcie lotniczym i w Miejskim Przedsiębiorstwie Komunikacyjnym) oraz jednostka Wojskowej Ochrony Przeciwpożarowej w Krzesinach. Na terenie miasta Poznania znajduje się również Szkoła Aspirantów Państwowej Straży Pożarnej w Poznaniu z własną JRG, która pod swoim obszarem chronionym posiada osiedle Górczyn, Dębiec, a także miejscowości Luboń oraz Plewiska. Przy ul. Bobrzańskiej w Poznaniu (JRG 7) mieści się nowoczesne Stanowisko Analizowania i Prognozowania Zagrożeń Komendy Miejskiej PSP, które pełni funkcje w obszarze ratownictwa, ochrony ludności i zarządzania kryzysowego. Jest ono połączone siecią teleinformatyczną z podobnymi placówkami w Kaliszu, Koninie, Lesznie i Pile. W 2012 r. na terenie Poznania straż pożarna odnotowała 4249 zdarzeń, spośród których wyróżnić można było 1656 pożarów, 2154 miejscowe zagrożenia oraz 439 fałszywych alarmów.
Komenda Miejska Policji w Poznaniu zatrudnia ok. 1800 policjantów, posiada 7 komisariatów zlokalizowanych w mieście oraz 15 komisariatów i 2 rewiry dzielnicowe obsługujące gminy powiatu poznańskiego. W 2014 r. na terenie Poznania policja odnotowała 22,7 tys. przestępstw. W badanym okresie dominowały przestępstwa kryminalne (84,1%), w tym głównie kradzieże, włamania i przestępstwa narkotykowe. Na kolejnych miejscach uplasowały się przestępstwa gospodarcze (10,6%) oraz drogowe (3,5%) – stwierdzono m.in. 298 wypadków drogowych. Wskaźnik wykrywalności sprawców poznańskich przestępstw w 2014 r. wynosił 52,1% i jest niższy niż w latach 2013 i 2012.
Przy urzędzie miejskim działa komenda Straży Miejskiej Miasta Poznania, której podlega 5 referatów dzielnicowych. Jednostki te zatrudniają ok. 300 strażników. W 2012 r. instytucja ta ukarała mandatami karnymi 43,1 tys. osób na łączną kwotę 4,5 mln zł. Wylegitymowano również 58,7 tys. osób, udzielono 11,5 tys. upomnień-pouczeń, założono 19,4 tys. blokad na koła niewłaściwie zaparkowanych pojazdów, usunięto 119 wraków samochodowych, a także skierowano 599 osób do Izby Wytrzeźwień.
Z funduszy Urzędu Miasta Poznania od 2000 r. wdrażany jest system monitoringu wizyjnego, mający poprawić bezpieczeństwo oraz wykrywalność przestępstw. W połowie 2013 r. w użyciu było 395 kamer. Obraz z monitoringu oglądają i analizują pracownicy 6 Centrów Dozoru utworzonych w komisariatach policji. Dodatkowo obraz z kamer dociera do: Komendy Miejskiej Policji, Centrum Sterowania Ruchem ZDM, dyspozytorni MPK, Centrum Zarządzania Kryzysowego oraz do siedziby Straży Miejskiej.
W 2011 r. uruchomiono w Poznaniu SMS-owy system przekazywania ostrzeżeń o sytuacjach kryzysowych zagrażających zdrowiu i życiu oraz konieczności ewakuacji z określonych rejonów miasta.
W Poznaniu znajduje się centrum powiadamiania ratunkowego, które obsługuje zgłoszenia alarmowe kierowane do numerów alarmowych 112, 997, 998 i 999.

### Szpitale

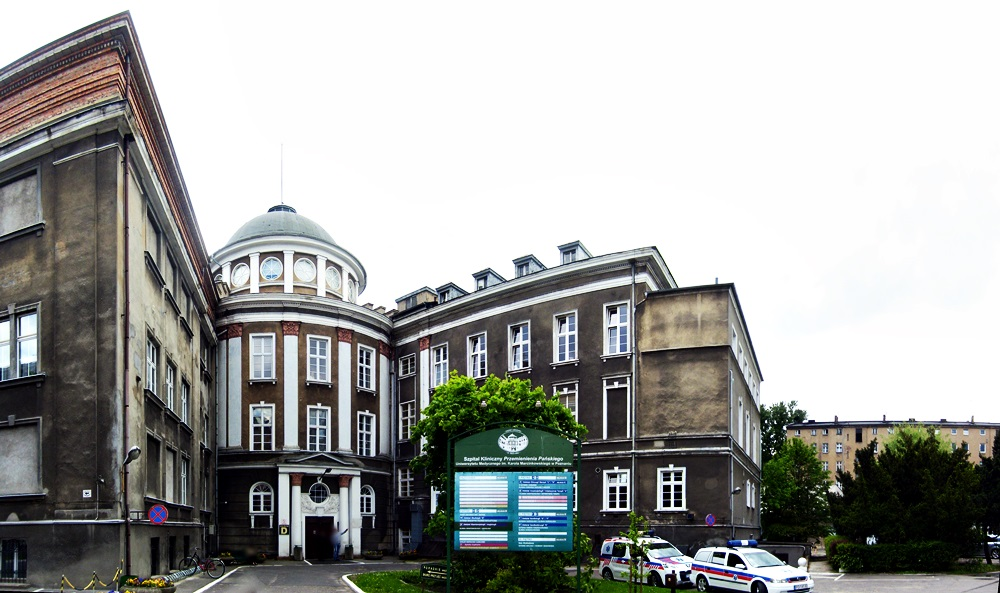
Szpital Kliniczny Przemienienia Pańskiego UM przy ulicy Długiej jest jednym z najstarszych zakładów leczniczych w Poznaniu

Pod koniec 2014 r. w Poznaniu działało 19 szpitali cywilnych dysponujących łącznie 5,7 tys. łóżek. Nad zdrowiem pacjentów czuwało m.in. 3,4 tys. lekarzy, 4,2 tys. pielęgniarek oraz 0,8 tys. położnych.
Poznańskie szpitale mają znaczenie ponadlokalne – hospitalizowani są tu także mieszkańcy Wielkopolski oraz pozostałej części kraju. W 2012 r. leczyło się tutaj 303,1 tys. osób, a przeciętny okres pobytu wynosił 4,4 doby.
W Poznaniu funkcjonuje 5 szpitali klinicznych (przy ulicach: Długiej, Przybyszewskiego, Polnej, 28 Czerwca 1956 r., Szpitalnej). Zapewniają one zaspokojenie potrzeb zdrowotnych mieszkańców w zakresie najbardziej specjalistycznych usług i procedur medycznych. Są one zapleczem dydaktycznym i naukowym dla Uniwersytetu Medycznego, który jest jednocześnie ich organem założycielskim.

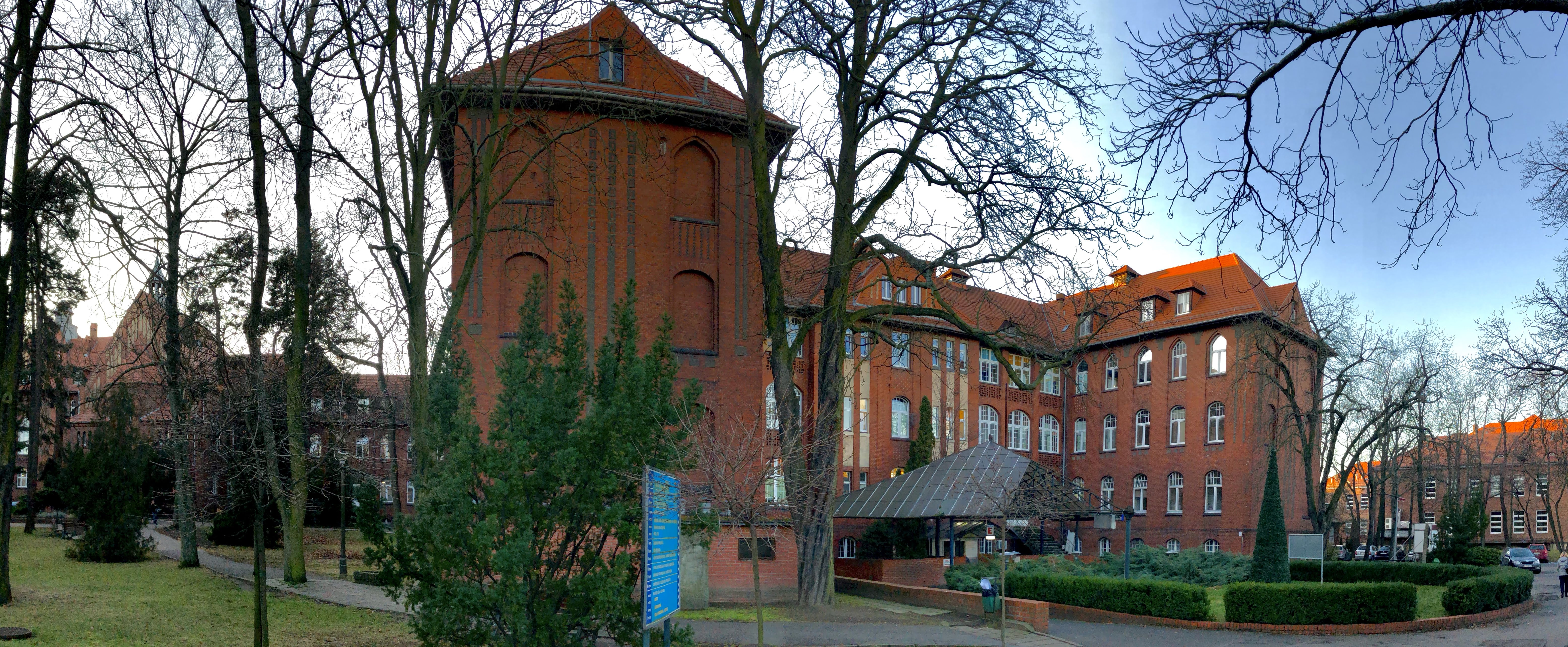
Szpital Kliniczny im. Heliodora Święcickiego

Podstawę ochrony zdrowia na terenie miasta zapewniają 4 szpitale ogólne, w tym dwa podległe samorządowi miasta – im. Fr. Raszei przy ul. Mickiewicza i im. J. Strusia przy ul. Szwajcarskiej, a także Szpital Wojewódzki przy ul. Juraszów oraz prywatny szpital Centrum Medyczne HCP przy ul. 28 Czerwca 1956 r.
Przy ul. Dojazd znajduje się ogólny szpital resortowy MSWiA. Zabezpieczenie medyczne uzupełniają szpitale specjalistyczne, w tym: szpital dziecięcy, szpital rehabilitacyjny dla dzieci, Wielkopolskie Centrum Onkologii oraz Wielkopolskie Centrum Pulmonologii i Torakochirurgii, które posiada oddziały w Poznaniu i Ludwikowie koło Mosiny. W Puszczykowie działa podległy samorządowi powiatu poznańskiego wieloprofilowy Szpital im. T. Dąbrowskiego.

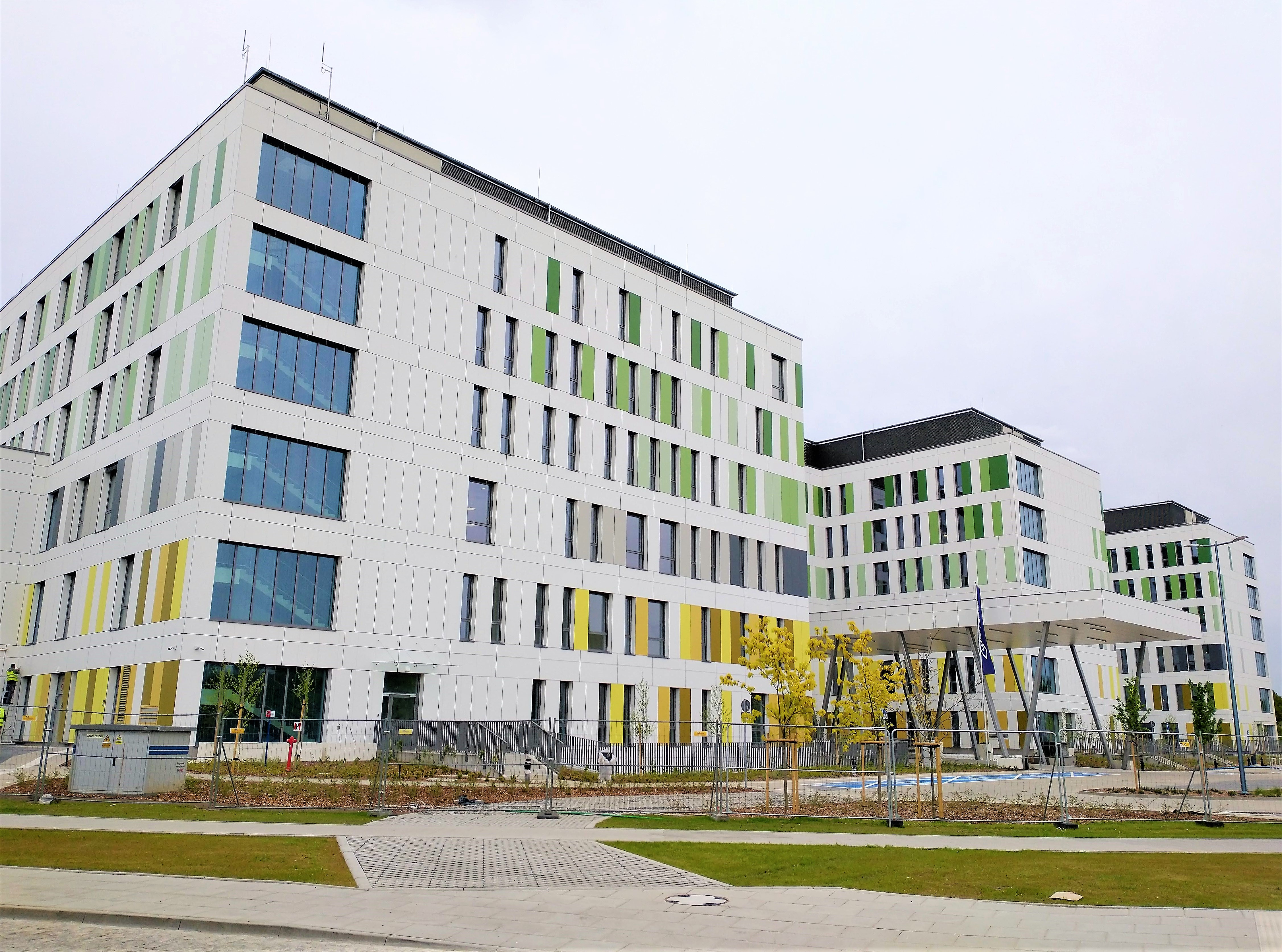
Wielkopolskie Centrum Zdrowia Dziecka

W Poznaniu istnieje 7 szpitali prywatnych – Centrum Medyczne HCP, Certus, Klinika Grunwaldzka, Klinika Promienista, Klinika Pro Bono, Med-Polonia i Medica Celsus.
W 4 szpitalach – im. J. Strusia, Wojewódzkim, HCP oraz im. T. Dąbrowskiego (Puszczykowo) – funkcjonują Szpitalne Oddziały Ratunkowe (tzw. SOR-y). Dodatkowo w Szpitalu Miejskim im. Strusia utworzono jedno z czternastu w kraju Centrów Urazowych.

### Ratownictwo medyczne
Państwowe Ratownictwo Medyczne świadczy w stolicy Wielkopolski usługi medyczne poprzez niesienie pierwszej pomocy, prowadzi również ambulatoria oraz transporty chorych. Rejonowa Stacja Pogotowia Ratunkowego w Poznaniu dysponuje 8 podstacjami i miejscami wyczekiwania na terenie miasta oraz 9 podstacjami i miejscami wyczekiwania na obszarze powiatu poznańskiego. Instytucja ta podlega Samorządowi Województwa Wielkopolskiego. W mieście działa również prywatne pogotowie ratunkowe MediFast obsługujące przede wszystkim klientów prywatnych ubezpieczalni, centrów medycznych i szpitali. Na poznańskim lotnisku Ławica znajduje się regionalna baza Lotniczego Pogotowia Ratunkowego (baza HEMS). W rejonie Poznania działają 3 profesjonalne lądowiska dla helikopterów LPR (lądowisko Poznań-Szpital Wojewódzki, lądowisko Poznań-Szwajcarska przy Szpitalu im. J. Strusia oraz lądowisko przy Szpitalu im. T. Dąbrowskiego w Puszczykowie), kolejne zostanie otwarte przy Centrum Medycznym HCP. Powstanie lądowisk w tych czterech placówkach jest warunkiem koniecznym do funkcjonowania w nich Szpitalnych Oddziałów Ratunkowych obsługujących mieszkańców Poznania i powiatu poznańskiego. 

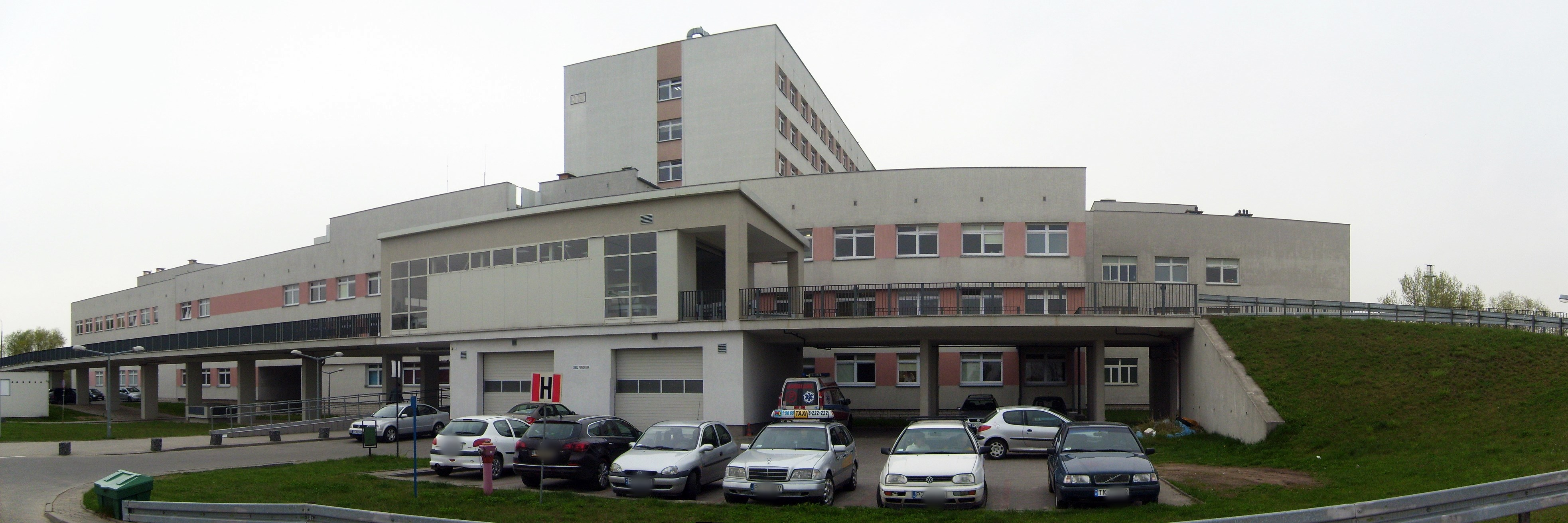
Wielospecjalistyczny Szpital Miejski im. J. Strusia – widok od strony lądowiska i podjazdu SOR

W 2012 r. opiekę ambulatoryjną w ramach kontraktów z NFZ świadczyło 677 placówek zlokalizowanych w Poznaniu.
Bezpieczeństwa nad zbiornikami wodnymi w rejonie Poznania strzegą 3 drużyny ratownicze należące do Wielkopolskiego Ochotniczego Pogotowia Ratunkowego (WOPR).

## Ludzie związani z miastem
- W Poznaniu urodził się prezydent Republiki Weimarskiej, Paul von Hindenburg.
- W Poznaniu urodziło się wielu ludzi związanych z polską kinematografią m.in. Emilia Krakowska, Hanna Stankówna, Roman Wilhelmi, Zofia Czerwińska, Andrzej Szczytko czy Daria Trafankowska.
- Z Poznania pochodzi wielu ludzi ze świata polskiej muzyki m.in. Anna Jantar, Urszula Sipińska, Hanna Banaszak, Halina Frąckowiak czy Krzysztof Grabowski

## Odznaczenia i nagrody
Miasto Poznań zostało uhonorowane:
- Orderem Budowniczych Polski Ludowej przyznanym miastu 16 kwietnia 1966 roku[275].
- Krzyżem Grunwaldu I klasy przyznanym 18 grudnia 1978 roku podczas obchodów rocznicy powstania wielkopolskiego[276].
- Nagrodą Ministra Środowiska i Narodowego Funduszu Ochrony Środowiska i Gospodarki Wodnej „Lider Polskiej Ekologii” w roku 2002 i 2009 – Poznań jest jedynym miastem, które zostało dwukrotnie uhonorowane tą nagrodą.

## Odniesienia
- Poznań jest jedynym miastem, którego nazwa została wymieniona w hymnie Polski: „Jak Czarniecki do Poznania (…)”.
- Nazwę Poznań oraz Posen noszą lub nosiły następujące okręty, statki i samoloty:
  - samolot Poznań – Boeing 767 należący do PLL LOT (chrzest samolotu miał miejsce w 1996 r. w porcie lotniczym Poznań-Ławica)
  - ORP „Poznań” – okręt transportowo-minowy typu Lublin z 1991 roku
  - MS „Poznań” – kontenerowiec z 1982 roku
  - SS „Poznań” – masowiec z 1927 roku
  - SS „Poznan” – statek handlowy z 1913 roku
  - SMS „Posen” – pancernik typu Nassau z 1910 roku

- Model Mercedesa z 1912 roku nosił nazwę Mercedes 10/20 HP Posen.
- Nazwę Poznań, Poznan lub Posen noszą lub nosiły miejscowości:
  - Poznan w Ohio, w Stanach Zjednoczonych;
  - Posen w Illinois, w Stanach Zjednoczonych;
  - Posen w Michigan, w Stanach Zjednoczonych;
  - Posen w Nebrasce, w Stanach Zjednoczonych, obecnie Farndale;
  - Poznań, wieś na Ukrainie;
  - Poznań, wieś w województwie lubelskim, w Polsce.

- Jedna z ulic w australijskim Adelaide w dzielnicy Noarlunga nosi nazwę Poznan Crescent, jest ona przecznicą odchodzącą od ulicy Warsaw Drive. W pobliżu znajdują się również ulice upamiętniające inne polskie miasta: Lublin Crescent, Lodz Crescent, Krakow Crescent, a także Vistula Crescent.